# Métro de Chicago
Le métro de Chicago (communément appelé Chicago ‘L’ pour « Elevated ») est un réseau de transport en commun ferré qui dessert la ville de Chicago et sa proche agglomération, dans l'État de l'Illinois, aux États-Unis. Il est principalement connu pour une de ses particularités : il est en grande partie aérien,.
Il est exploité par la Chicago Transit Authority (CTA) depuis 1947, il s'agit du deuxième plus vieux réseau d'Amérique, après celui de New York (1868) et du troisième au monde derrière Londres (1863), sa plus ancienne section datant de 1892. C'est le troisième réseau de métro des États-Unis en matière de fréquentation derrière New York et Washington et aussi le troisième réseau du continent américain pour ce qui est du kilométrage et du nombre de stations derrière ceux de New York et de Mexico.
Le réseau entier est long de 171 kilomètres et possède huit lignes, 145 stations, 19,5 km en tunnel avec 21 stations, 59 km en surface avec 42 stations et 92 km en aérien avec 89 stations. La majeure partie des lignes et des stations se trouvent sur le territoire de la ville de Chicago excepté plusieurs kilomètres aux extrémités des branches des lignes verte (Oak Park), bleue (Forest Park), rose (Cicero), mauve (Wilmette) et jaune (Skokie). On recense annuellement environ deux cents millions de passages de rames sur l'ensemble du ‘L’.
Le métro de Chicago fait partie intégrante du paysage de la « Ville des vents ». Habituellement dénommé ‘L’ ou parfois EL par les usagers et les autres citadins il est également l'emblème de la CTA qui le dénomme quant à elle uniquement sous l'abréviation ‘L’ et ce, bien que ce ne soit pas une marque déposée. Cette lettre « ‘L’ » est l'abréviation de elevated signifiant ici aérien.
Le ‘L’ est devenu l'un des symboles de la ville qu'il dessert. Dans un sondage de 2005, les lecteurs du Chicago Tribune l'ont élu comme l'une des « sept merveilles de Chicago » derrière le lac Michigan et le stade de Wrigley Field, mais devant la Willis Tower (anciennement Sears Tower), la Chicago Water Tower, l'université de Chicago et le musée des Sciences et de l'Industrie.
Le métro est également un symbole des inégalités de cette ville : d'après The Economist, entre les deux bouts de la ligne rouge, l'espérance de vie varie de quelque 30 années, plus que dans n'importe quelle autre ville des États-Unis.

## Historique

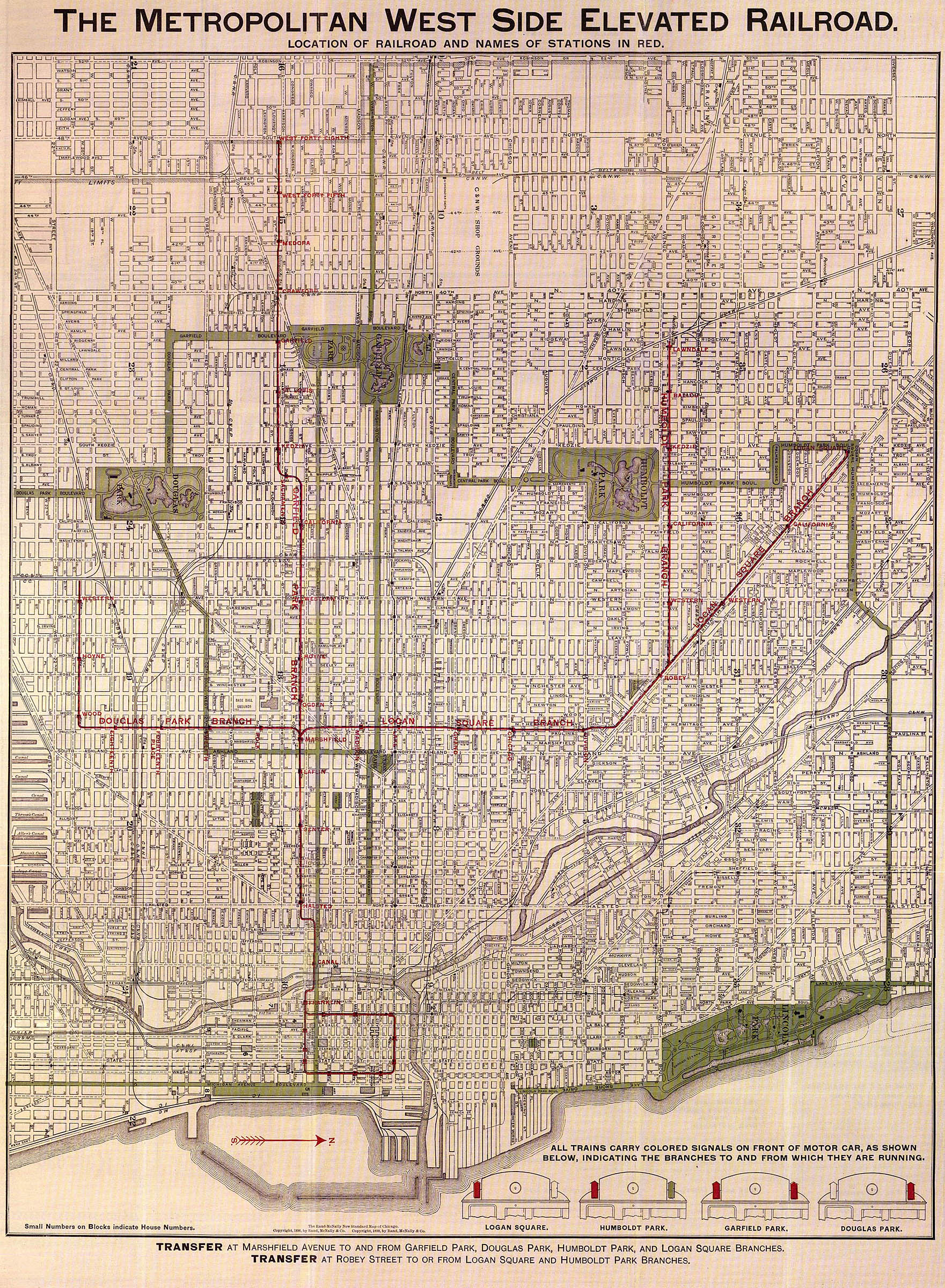
Plan de la Metropolitan West Side Elevated de 1898.

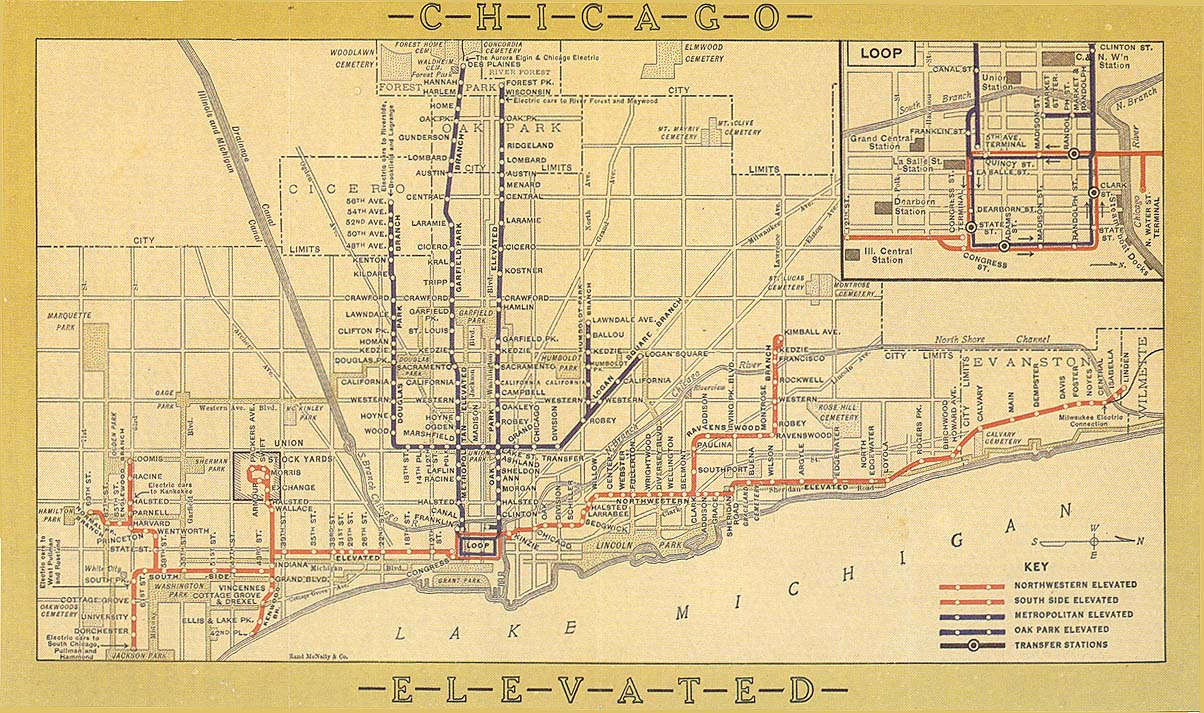
Le ‘L’ en 1913.

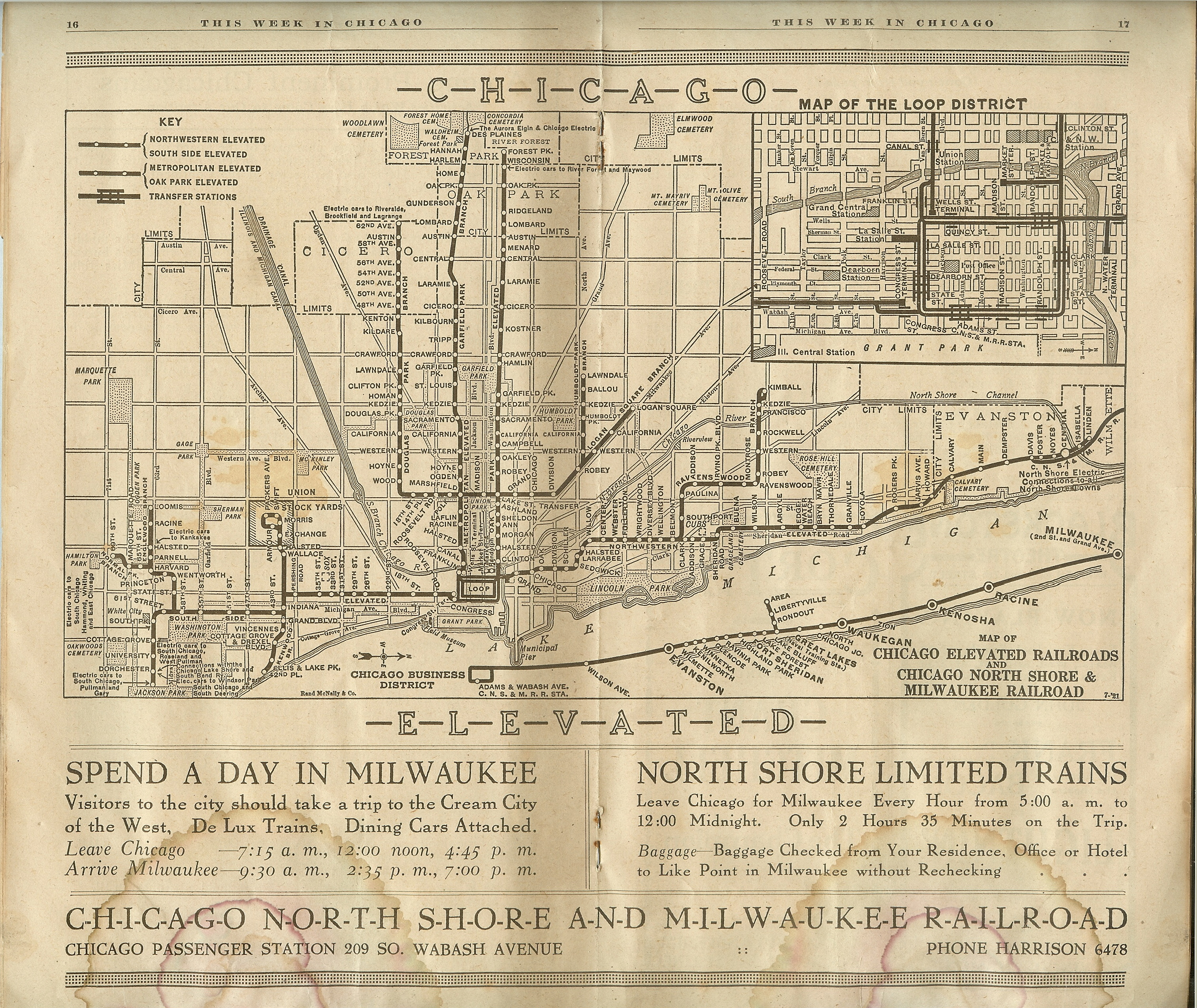
Le ‘L’ en 1921.

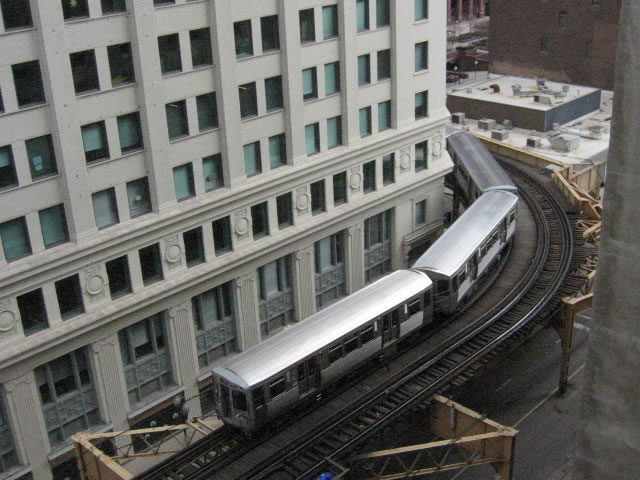
Vue typique du métro aérien de Chicago formant une boucle.

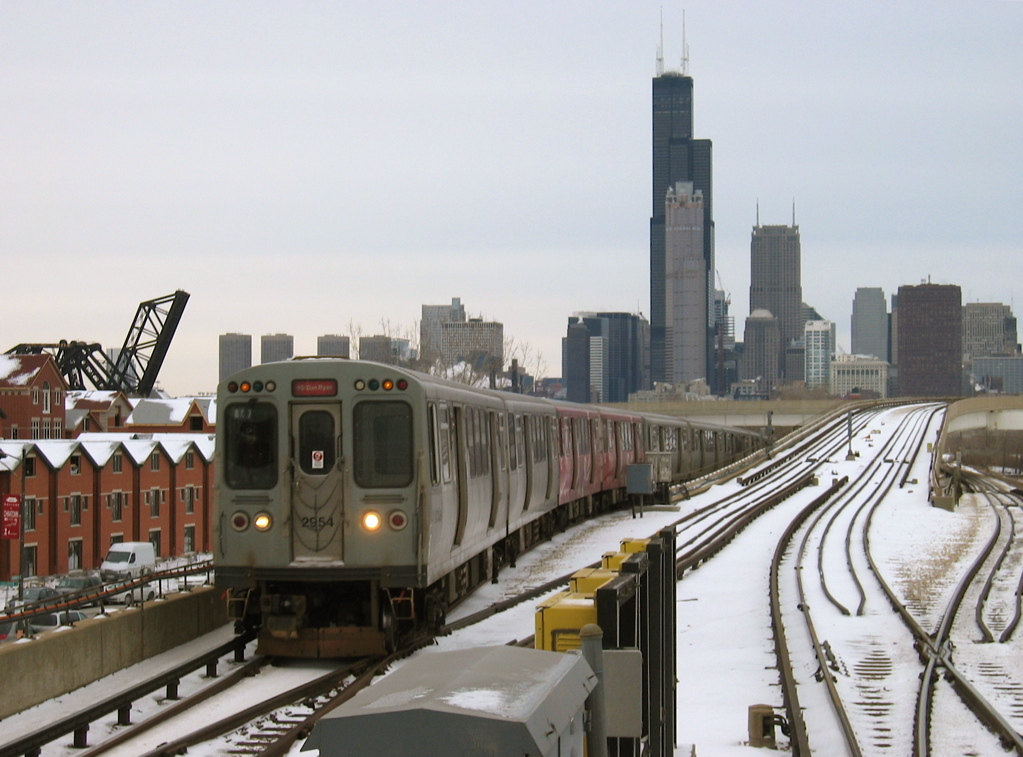
La ligne rouge avec la Willis Tower dans le fond.

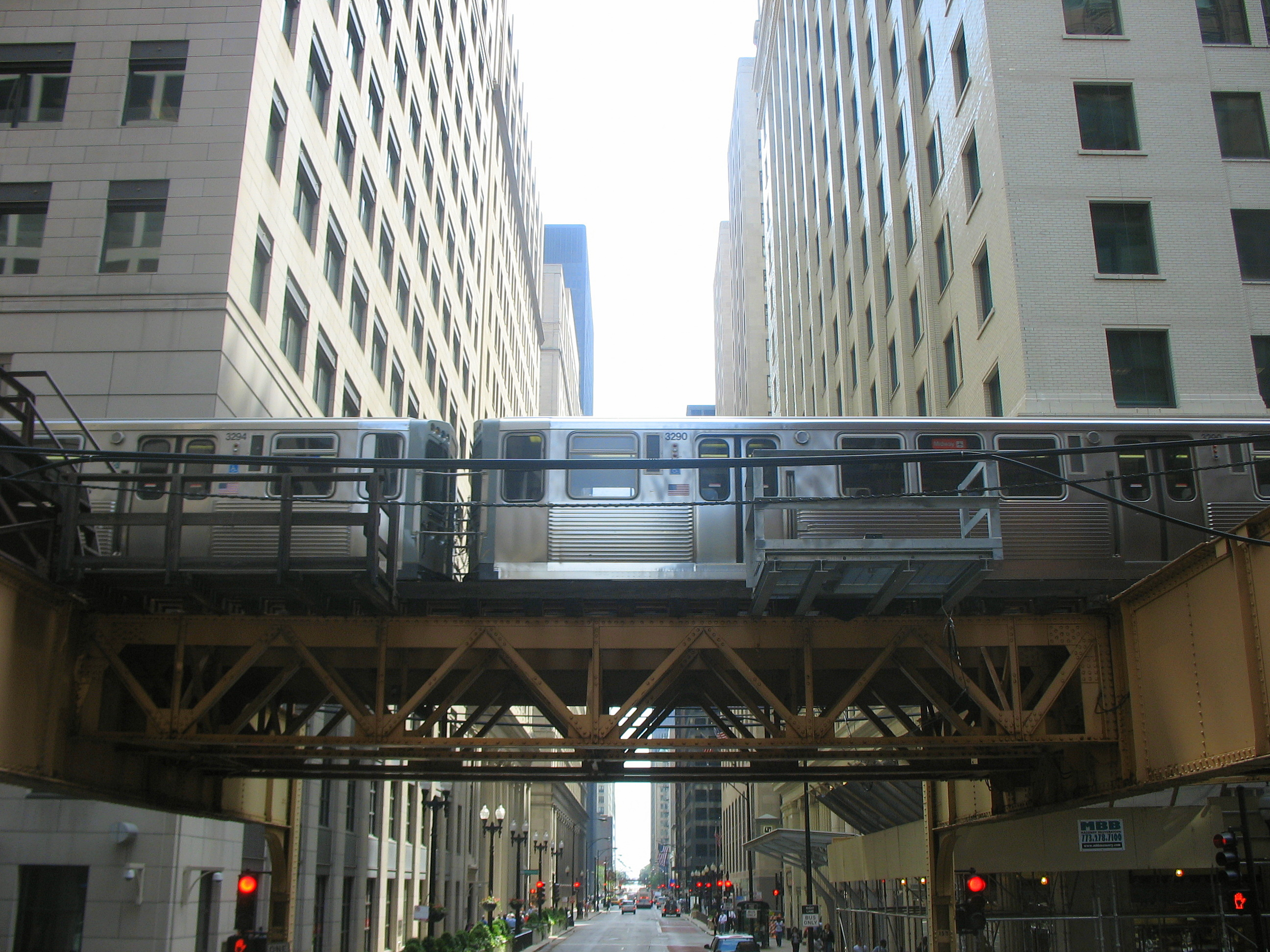
Une rame sur l'Union Loop.

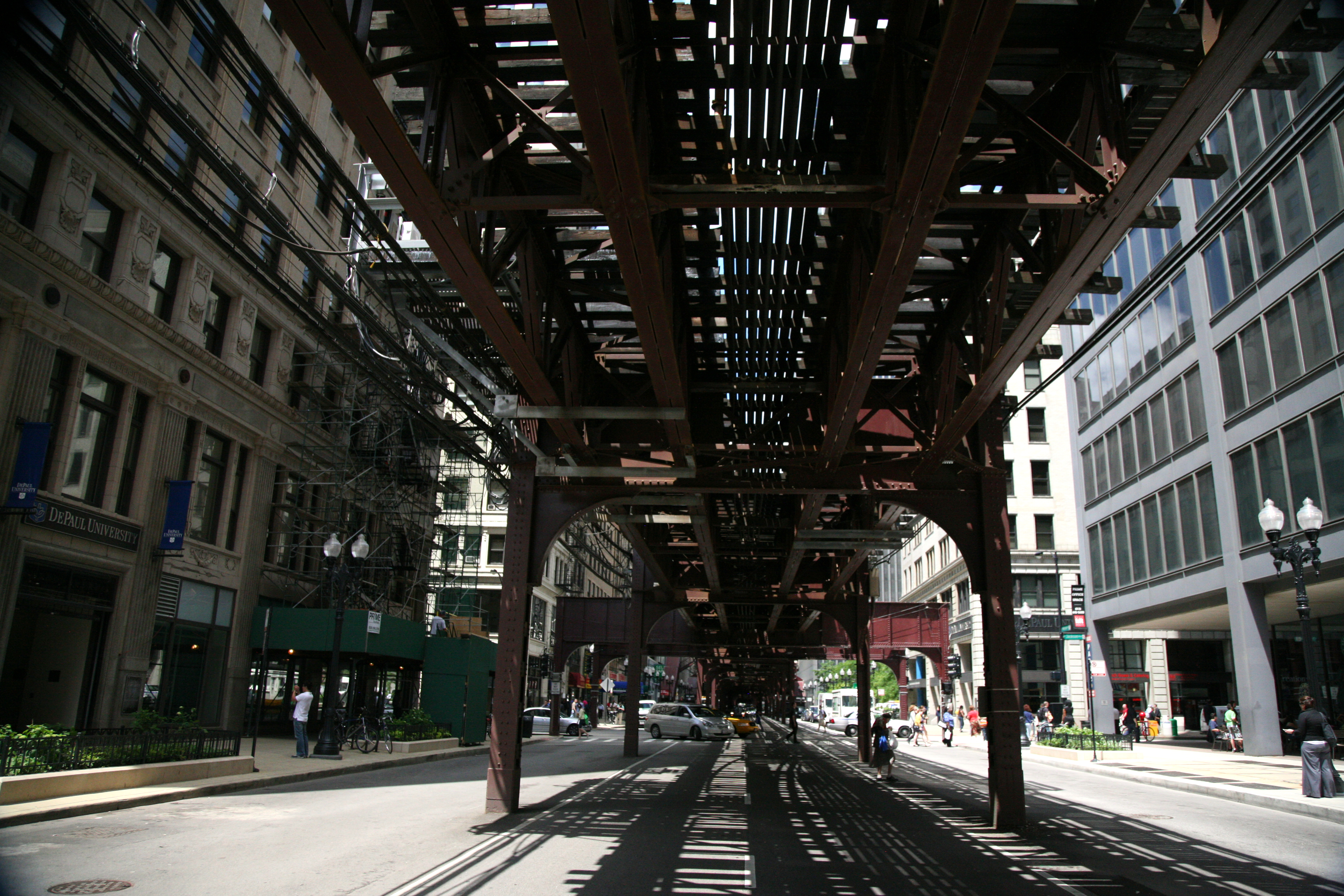
Vue sous les rails de l'Union Loop.

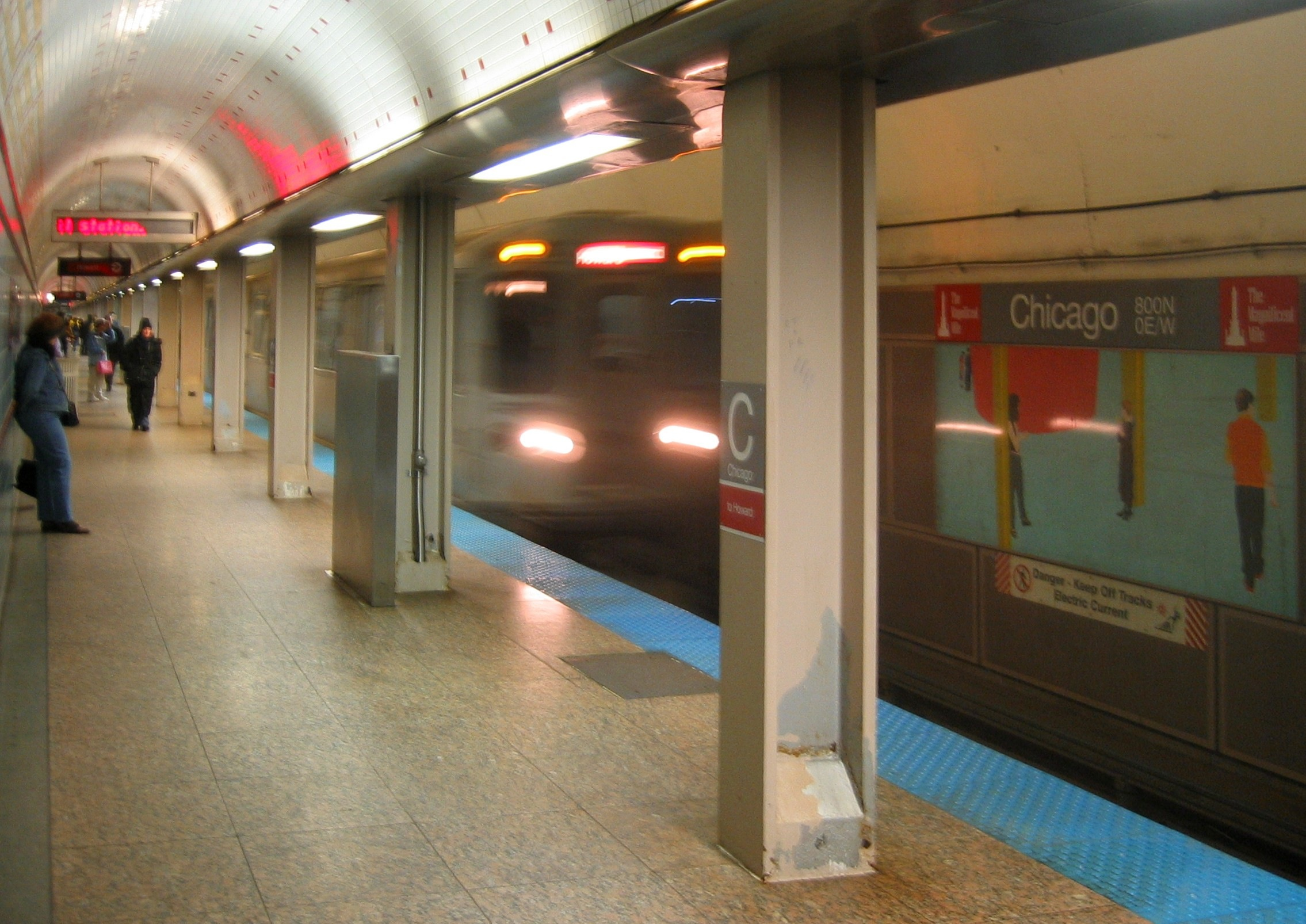
Arrivée d'une rame à la station Chicago sur la ligne rouge.

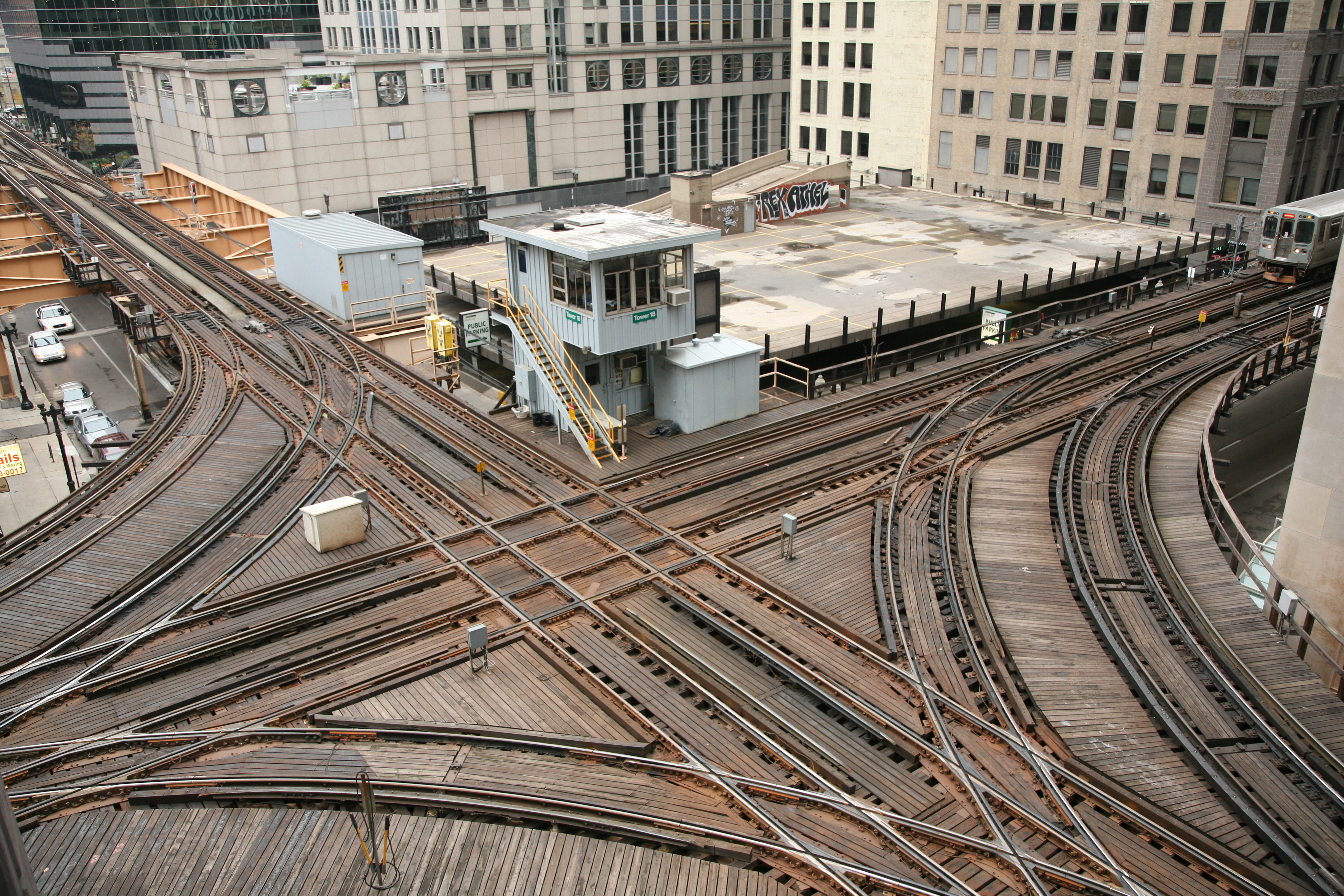
Le virage nord-ouest du Loop et la tour de contrôle 18.

Le métro de Chicago utilise une dénomination assez atypique : il est officiellement surnommé le « ‘L’ ». Ce nom fait partie du langage courant en ville, il s'applique à l'ensemble du système, peu importe que les segments soient souterrains, aériens ou à ciel ouvert. L'utilisation de cette appellation remonte aux prémices du métro de Chicago.
Les articles de presse de 1880 présentant les premiers tronçons à construire les dénomment déjà L Routes. La première voie construite par la South Side Elevated utilise dans ses plans de construction le surnom de Elevated Alley, et L Alley (pour la forme de la ligne). Ce nom sera d'ailleurs toujours utilisé lors de son ouverture en 1892,. Les autres compagnies, qui ouvrent leurs portes en 1893 et 1895, utilisent quant à elles la dénomination EL pour elevated lines. Néanmoins, au fil des années, les différentes compagnies se rapprochent et finissent, de par l'usage courant, par ne plus utiliser que la dénomination ‘L’ et même par l'inclure dans leur nom commercial.
Aujourd'hui répandu, le nom ‘L’, bien que ce ne soit pas une marque déposée, est devenu le seul à être utilisé par les Chicagoans et par la Chicago Transit Authority (CTA) comme diminutif de elevated. Le terme Subway est également utilisé sur les cartes officielles mais il est limité aux tronçons souterrains du réseau, comme pour le State Street Subway ou le Milwaukee-Dearborn Subway.
Tout comme à New York, le trafic de Chicago (la deuxième plus grande ville du pays à l'époque, la troisième aujourd'hui derrière New York et Los Angeles) ne cesse de croître et oblige la ville, pourtant déjà bien desservie par le plus vaste réseau de tramway du monde à l'époque (Chicago Surface Lines), à penser à un système de déplacement urbain plus rapide.
Contrairement au métro de New York où ses lignes ont été progressivement enfouies dans le sol à partir de 1904, le réseau de Chicago conserve ses lignes sur ponts. Les études montrent en effet que les sols majoritairement sablonneux entraînent des coûts de construction trop importants, ce qui pousse à la conservation des lignes surrélevées et en surface.

### Débuts
Le premier tronçon du ‘L’ fut ouvert par la South Side Rapid Transit Railroad le 6 juin 1892, quand une petite locomotive à vapeur tirant quatre voitures en bois avec trente passagers quitta 39th Street et arriva à Congress Station quatorze minutes plus tard (sur des voies encore utilisées par la ligne verte aujourd'hui).
L'année suivante, le service fut étendu à 63 rd Street puis à l'entrée de l'Exposition universelle de 1893 (World's Columbian Exposition) à Jackson Park.
Plus tard, en 1893, la Lake Street Elevated ouvrit sa première ligne sur viaducs sur les tronçons ouest entre Market Street et California Avenue.
La Metropolitan West Side Elevated fut le premier exploitant à utiliser en 1895, la traction électrique pour ses trains vers le West Side (quartiers ouest de Chicago). Deux ans plus tard, la South Side Elevated présentait de nouvelles rames à unités de contrôle multiples dans lesquelles plusieurs ou toutes les voitures d'un train sont motorisées et sous le contrôle de l'opérateur.

### Construction de l'Union Loop
Un des inconvénients du premier réseau du ‘L’, était que le service offert par les trois compagnies existantes ne desservait toujours pas le Loop (quartier d'affaires au cœur de Downtown Chicago) lui-même et faisaient donc demi-tour à l'entrée du centre-ville, faute d'accord avec les propriétaires voisins pour la construction de voies sur les rues publiques. Cet obstacle fut surmonté par le légendaire magnat ferroviaire Charles Yerkes (qui a également joué un rôle central dans le développement du métro de Londres). Charles Yerkes, qui contrôlait une grande partie du système de tramway de la ville, a obtenu les signatures requises et obtenu la construction de trois ponts de 1,5 km sur Van Buren Street, Wabash Avenue et Halsted Street.
L'Union Loop a donc été construit en sections distinctes : la Lake Street Elevated fut prolongée le long du côté nord en 1895, le côté est fut ouvert le long de Wabash Avenue en 1896 et le côté ouest le long de Wells Street en 1897. Le dernier côté au sud sur Van Buren Street fut ouvert en 1897 également en prolongeant la South Side Rapid Transit. Charles Yerkes en profita et investit des fonds dans une quatrième compagnie, la Northwestern Elevated qui aura pour but la desserte des quartiers nord-ouest de la ville (soit les tronçons toujours existants sur les lignes rouge, brune et mauve). À l'origine, il y avait 12 stations, avec trois stations sur chaque flanc mais la construction de la nouvelle branche de la Northwestern Elevated entraîna, quatre ans après son ouverture, la fermeture de la station Fifth/Lake afin d'y installer les rails nécessaires.
Le Loop, terminé en 1897, sera dès lors utilisé par les quatre compagnies de concert. Néanmoins, instigateur du projet de l'Union Loop, Charles Yerkes profite de la franchise cédée par la ville pour cinquante ans afin d'instaurer et faire payer aux trois autres compagnies un droit de passage.
La priorité des quatre compagnies sera, dès lors, de prolonger les lignes le long du lac Michigan (vers Milwaukee notamment) et de la rivière Chicago sur des branches partant du loop, chaque ligne ayant son terminus dans le centre-ville.

### Âge d'or du transport ferré à Chicago
En 1911, le métro de Chicago tomba sous le contrôle de Samuel Insull, président de la Chicago Edison Electrics (maintenant connue sous le nom de Commonwealth Edison), dont l'intérêt découle simplement du fait que le ‘L’ consomme de plus en plus d'électricité.
En 1924, les quatre compagnies rachetées par Samuel Insull, fusionnent sous le nom de  Chicago Rapid Transit Company (ou simplement Chicago Rapid Transit ; CRT) et perdent leur indépendance. Samuel Insull achète deux autres compagnies de chemins de fer électrifiés de Chicago : la Chicago Aurora and Elgin Railroad (CA&E) au nord, et la South Shore (qui fait aujourd'hui partie du réseau de trains de banlieue du Metra) au sud. Leurs tronçons sont adaptés au ‘L’ et leur desserte est progressivement déviée vers le Loop. Cette période de relative prospérité prend fin lorsque l'empire de Samuel Insull s'effondre en 1932 à cause des difficultés rencontrées après le krach de 1929.

### Construction des tunnels à travers leLoop
Malgré les coûts de construction élevés, il fut tout de même décidé en 1932 de construire deux lignes de métro souterraines (lignes bleue et rouge). La ville de Chicago avec l'aide du gouvernement fédéral (New Deal) décida alors d'accumuler suffisamment de fonds pour leur construction afin de compléter le réseau et, comme certains l'espèrent, permettre le remplacement éventuel de la boucle aérienne (Union Loop). Le choix fut de supprimer plusieurs tunnels de marchandises de la Chicago Tunnel Company (CTC) au profit de ceux du métro. 
Le State Street Subway (ligne rouge) a été achevée en 1943 (12 km) tandis que le Milwaukee-Dearborn Subway (ligne bleue) n'ouvrira, à la suite de la Seconde Guerre mondiale qu'en 1951 (6,2 km). Les passages souterrains ont été construits avec le but de servir d'abris en période de guerre, les colonnes d'appui étroitement espacés en sont la preuve.
Chacune des lignes souterraines reprit de part et d'autre de leur tunnel des bouts de lignes de ‘L’ aériennes existantes.
La totalité des tunnels construits aujourd'hui sous le centre-ville de Chicago (Downtown Chicago) représentent au total seulement 19,5 km sur les 171 km du réseau.

### Nouveau départ, la création de la CTA
Dans les années 1940, la situation financière du ‘L’ et de la ville de Chicago ainsi que du transport en général était devenue trop précaire pour poursuivre l'exploitation privée et les mesures nécessaires ont été prises pour la rendre publique.
En 1947, la Chicago Transit Authority (CTA) a acquis les actifs du Chicago Rapid Transit (CRT), gestionnaire du réseau ferré urbain et du Chicago Surface Lines (CSL), gestionnaire du réseau de tramways, l'objectif premier étant pour la CTA de moderniser le ‘L’, de remplacer des voitures vétustes en bois avec de nouveaux modèles en acier et de redéfinir l'infrastructure du réseau en espaçant notamment les stations ou en remplaçant les ponts.
Peu de temps après le rachat du ‘L’, la CTA a introduit un service express connu sous le nom de Système Skip/stop A/B. Dans le cadre de ce service, les trains ont été désignés en tant que A ou B les lignes et les stations ont été tour à tour désignées comme A ou B également, avec pour beaucoup la double signalétique A/B. Les trains A ne s'arrêtant que dans les stations A ou A/B et les trains B ne s'arrêtant que dans les stations B ou A/B. Les A avaient une signalisation rouge, les B avaient une signalisation verte et A/B, une signalisation bleue.
Le système avait été conçu pour accélérer les vitesses commerciales des trains en faisant sauter des stations moins fréquentées tout en permettant une desserte très dense aux stations A/B. Ce système fut testé en premier lieu sur la Lake Branch à la sortie du Loop en 1948 avant d'être étendu à l'ensemble du réseau en 1950 à l'exception des lignes vers Evanston et vers Skokie trop courtes pour justifier ce système.
En 1949, la Chicago Transit Authority supprime plusieurs stations moins fréquentées du réseau ainsi que le système Crosstown qui est limité au State Street Subway ainsi qu'au Milwaukee-Dearborn Subway (à son ouverture en 1951) ; la Ravenswood Branch, la Lake Branch, la Garfield Park Branch et l'Evanston Shuttle sont limités au Loop afin de ne plus propager les problèmes d'une ligne vers une autre, surtout en heure de pointe.
Les premières voitures climatisées ont été introduites en 1964 et la dernière rame ayant servi avant la Seconde Guerre mondiale a pris sa retraite en 1973. De nouvelles lignes ont été construites en profitant de l'essor de nouvelles constructions d'autoroutes comme la voie vers Forest Park (autoroute Eisenhower en 1958) en prolongement du Milwaukee-Dearborn Subway et vers 95th/Dan Ryan en 1969 qui fut connectée au Loop à partir de la Dan Ryan Expressway.
En 1970, après trois ans de travaux, le service nord-ouest de la ligne bleue commença depuis le milieu de la Kennedy Expressway jusqu'à la station Jefferson Park grâce à la construction d'une nouvelle station sous Logan Square suivi du Milwaukee-Kimball Subway long de 1,8 kilomètre.
En 1976, la CTA reçut une nouvelle livrée de rames Boeing (les dernières commandes datant de 1969) et elle s'associa, sur le site de l'aéroport international O'Hare, à la firme American Airlines qui reçut de ce même Boeing de nouveaux 767 pour son siège de O'Hare.
En 1979, après de plusieurs années de lobbying politique et économique, la CTA entama les travaux de la Kennedy Extension (prolongement Kennedy) vers l'aéroport international O'Hare (27 km au nord-ouest du centre-ville de Chicago). Le premier service commercial fut assuré à partir de 1984.
Le 21 février 1993, la Chicago Transit Authority réorganise massivement une nouvelle fois son réseau et adopte des couleurs différentes pour chacune de ses lignes. La Dan Ryan Branch est reliée au State Street Subway et à la North Side Main Line (ligne rouge) tandis que la South Side Main Line est connectée à la Lake Branch via le Loop en y roulant dans les deux sens par l'ouest et le nord (ligne verte). Il est également décidé de limiter le système de desserte express via le Système skip/stop A/B aux heures de pointe uniquement. Ce dernier disparaîtra définitivement à Chicago en 1995 mais est encore en application aujourd'hui sur la Market-Frankford Line du métro de Philadelphie.
Le 31 octobre 1993, la CTA ouvre la nouvelle ligne orange tant attendue par les habitants des quartiers du sud-ouest de la ville et qui roule au départ du Loop jusqu'au deuxième aéroport de la ville : l'aéroport international Midway (14,8 kilomètres de nouvelles voies pour un coût d'environ 500 millions de dollars). Les travaux ont débuté en 1986 et ont duré sept ans.
En janvier 1994, la ligne verte est, vu la vétusté de ses ponts, fermée pendant deux ans afin de les remplacer. Plusieurs stations disparaissent afin d'améliorer la vitesse commerciale et une meilleure implantation aux carrefours stratégiques. Elle rouvre en 1996 et la plupart de ses stations ont été équipées dès ce moment d'accès pour les personnes handicapées.
En juin 2006, la CTA ouvrit la ligne rose avec une livrée de rames entièrement roses pour l'occasion. Celle-ci reprit l'ancienne branche de la ligne bleue vers 54th/Cermak en étant déviée sur le Loop par le trajet de la ligne verte et la remise à neuf du Paulina Connector (« l'aiguillage de Paulina »). Ce dernier était exclusivement utilisé comme voie de garage pour les cinquante ans écoulés depuis l'abandon de la desserte commerciale. Le nouveau tracé de cette ligne ne nécessita dès lors aucune construction lourde mais offrit une cadence et une régularité plus importante de trains aux voyageurs sur la Douglas Branch vers 54th/Cermak.

#### Lignes démolies
Une des priorités de la Chicago Transit Authority fut, dès sa création, de rentabiliser les lignes existantes.
Si la Randolph Street Line et le Cuyler Shuttle furent déjà démantelés au début du siècle, c'est principalement à partir de 1951 que la Chicago Transit Authority prit les décisions les plus drastiques afin parvenir à combler ses budgets ou bien encore simplement parce qu'elle ne pouvait pas assurer le coût des travaux de rénovation de certains tronçons :
| Ligne                  | Reliée à                                                                                         | Ouverture | Fermeture | Constructeur                    | Raison |
| ---------------------- | ------------------------------------------------------------------------------------------------ | --------- | --------- | ------------------------------- | --- |
| Cuyler Shuttle         | Station Lombard                                                                                  | 1899      | 1912      | Lake Street Elevated            | Fermée faute de rentabilité                                                                                   |
| Randolph Street Branch | Station Lombard                                                                                  | 1899      | 1903      | Lake Street Elevated            | Fin du leasing sur Randolph Street                                                                            |
| Westchester Branch     | prolongement de la Garfield Park Branch                                                          | 1926      | 1951      | Chicago Aurora & Elgin          | Fermée faute de rentabilité et remplacée par un bus                                                           |
| Humboldt Park Branch   | Ligne bleue du métro de Chicago à la station Damen                                               | 1895      | 1952      | Metropolitan West Side Elevated | Fermée faute de rentabilité                                                                                   |
| Kenwood Branch         | Ligne verte du métro de Chicago à la station Indiana                                             | 1907      | 1957      | South Side Rapid Transit        | Fermée faute de rentabilité                                                                                   |
| Normal Park Branch     | Ligne verte du métro de Chicago à la station Harvard (fermée en 1994)                            | 1907      | 1957      | South Side Rapid Transit        | Fermée faute de rentabilité                                                                                   |
| Stock Yards Branch     | Ligne verte du métro de Chicago à la station Indiana                                             | 1908      | 1957      | South Side Rapid Transit        | Fermée faute de rentabilité                                                                                   |
| Garfield Park Branch   | Union Loop                                                                                       | 1895      | 1958      | Metropolitan West Side Elevated | Remplacée par la Congress Branch au milieu de l'autoroute Eisenhower via la station Clinton                   |
| Paulina Connector      | Ligne rose du métro de Chicago (station Polk) et Ligne bleue du métro de Chicago (station Damen) | 1895      | 1964      | Metropolitan West Side Elevated | Fermée faute de rentabilité (3,5 km au total) mais rouverte en 2004 sur 1,3 km et exploitée par la ligne rose |
| Jackson Park Branch    | █ après la station Cottage Grove                                                                 | 1892      | 1994      | South Side Rapid Transit        | Fermée car l'état de la ligne engendrait trop de frais                                                        |

### Stations fantômes

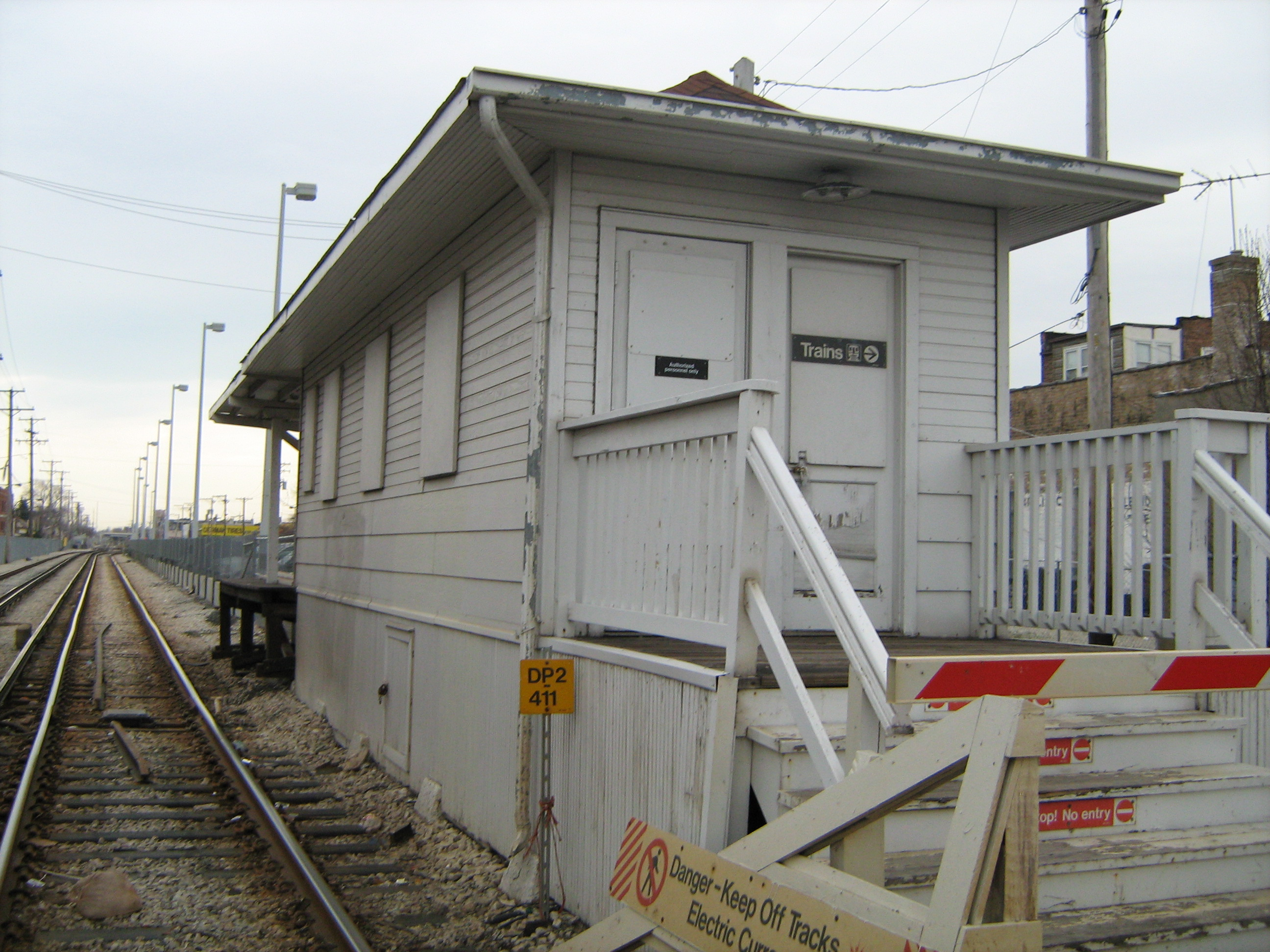
Ancienne station Laramie.

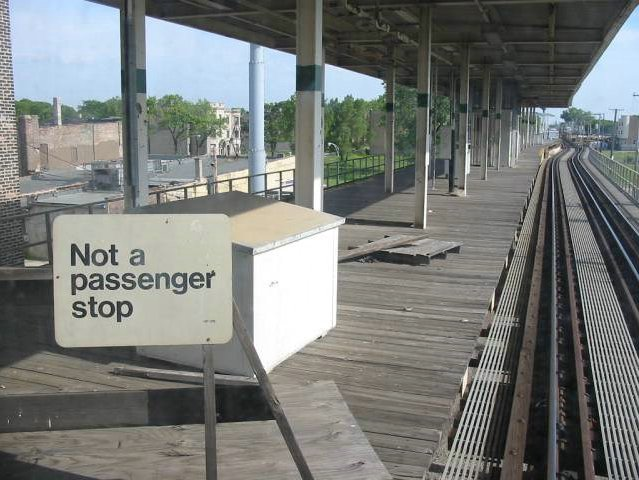
Vue intérieure de la station 58th, abandonnée depuis 1983.

Depuis son ouverture, l'infrastructure du ‘L’ n'a cessé d'être modifiée entraînant la fermeture et la démolition de lignes entières et de plusieurs stations.
La période entrainant le plus de modifications remonte à la prise de pouvoir de la Chicago Transit Authority en 1947 qui ferma des bouts de lignes en fonction de leur état d'entretien déficient, d’un manque de popularité ou d'un budget devant être revu à la baisse.
Aujourd'hui certains stigmates de ces tronçons oubliés font partie du décor du ‘L’ et plusieurs stations fantômes restent visibles entre deux stations desservies.

#### Stations fantômes visibles sur le réseau
| Station         | Lignes | Station précédente | Station suivante    | Ouverture | Fermeture | Lieu                                 |
| --------------- | ------ | ------------------ | ------------------- | --------- | --------- | ------------------------------------ |
| California (en) | █      | Kedzie-Homan       | Western             | 1958      | 1973      | 430 South California Avenue, Chicago |
| Kostner         | █      | Cicero             | Pulaski             | 1962      | 1973      | 530 South Kostner Avenue, Chicago    |
| Central (en)    | █      | Pulaski            | Austin              | 1958      | 1973      | 720 South Central Avenue, Chicago    |
| 58th            | █      | Garfield           | King Drive, Halsted | 1893      | 1983      | 320 58th Street, Chicago             |
| Racine          | █      | Halsted            | Ashland/63rd        | 1907      | 1994      | 6314 Racine Avenue, Chicago          |
| 50th            | █      | 54th/Cermak        | Cicero              | 1910      | 1995      | 2133 50th Avenue, Cicero             |
| Laramie         | █      | 54th/Cermak        | 50th                | 1910      | 2003      | 2130 Laramie Avenue, Cicero          |
| Washington      | █      | Lake               | Monroe              | 1943      | 2006      | 128 North State Street, Chicago      |
| Randolph/Wabash | █      | State/Lake         | Madison/Wabash      | 1896      | 2017      | 151 North Wabash Avenue, Chicago     |

## Réseau actuel
Long de 171 km, le réseau possède huit lignes, 145 stations, 19,5 km en tunnel avec 21 stations, 59 km en surface avec 42 stations et 92 km en aérien avec 89 stations. Le réseau d'aujourd'hui est le fruit de quatre compagnies différentes : la South Side Rapid Transit Railroad, la Metropolitan West Side Elevated Railroad, la Northwestern Elevated Railroad et la Lake Street Elevated Railroad. Toutes les quatre se partageaient l'Union Loop.
Toutes les quatre furent unies en 1924 sous la Chicago Rapid Transit Company (CRT), fondée par le magnat du transport ferroviaire Samuel Insull, qui fonctionna jusqu'en 1947 avant de donner naissance lors de sa faillite à la Chicago Transit Authority (CTA) qui, au fil du temps, a adapté le réseau mais sans le changer fondamentalement. Il est aujourd'hui composé de huit lignes différenciées depuis 1993 par des couleurs.
Les signes de cette cohabitation parfois difficile entre les différentes sociétés sont surtout visibles, malgré de gros investissements, par le manque de correspondances entre les stations à l'extérieur du Loop.
| Ligne          | Parcours                                             | Ouverture | Dernière extension | Longueur (km)                        | Stations                           |
| -------------- | ---------------------------------------------------- | --------- | ------------------ | ------------------------------------ | ---------------------------------- |
| █ Ligne bleue  | Aéroport international O'Hare ↔ Forest Park          | 1895      | 1984               | 43,3                                 | 33                                 |
| █ Ligne rouge  | Howard ↔ 95th/Dan Ryan                               | 1900      | 1993               | 37,7                                 | 33                                 |
| █ Ligne verte  | Harlem/Lake ↔ Ashland/63rd ↔ Cottage Grove           | 1892      | 1996               | 33,3                                 | 31                                 |
| █ Ligne mauve  | Linden ↔ Howard ↔ Loop (durant les heures de pointe) | 1908      | 1912               | 6,3 (24 durant les heures de pointe) | 9 (26 durant les heures de pointe) |
| █ Ligne brune  | Kimball ↔ Loop                                       | 1907      | -                  | 18,3                                 | 27                                 |
| █ Ligne orange | Aéroport international Midway ↔ Loop                 | 1993      | -                  | 21,3                                 | 16                                 |
| █ Ligne rose   | 54th/Cermak ↔ Loop                                   | 2006      | -                  | 18                                   | 22                                 |
| █ Ligne jaune  | Dempster-Skokie ↔ Howard                             | 1925      | 1964               | 8,2                                  | 3                                  |

### Union Loop

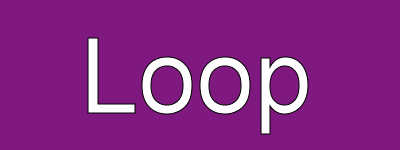
Logo de la ligne mauve vers le Loop.

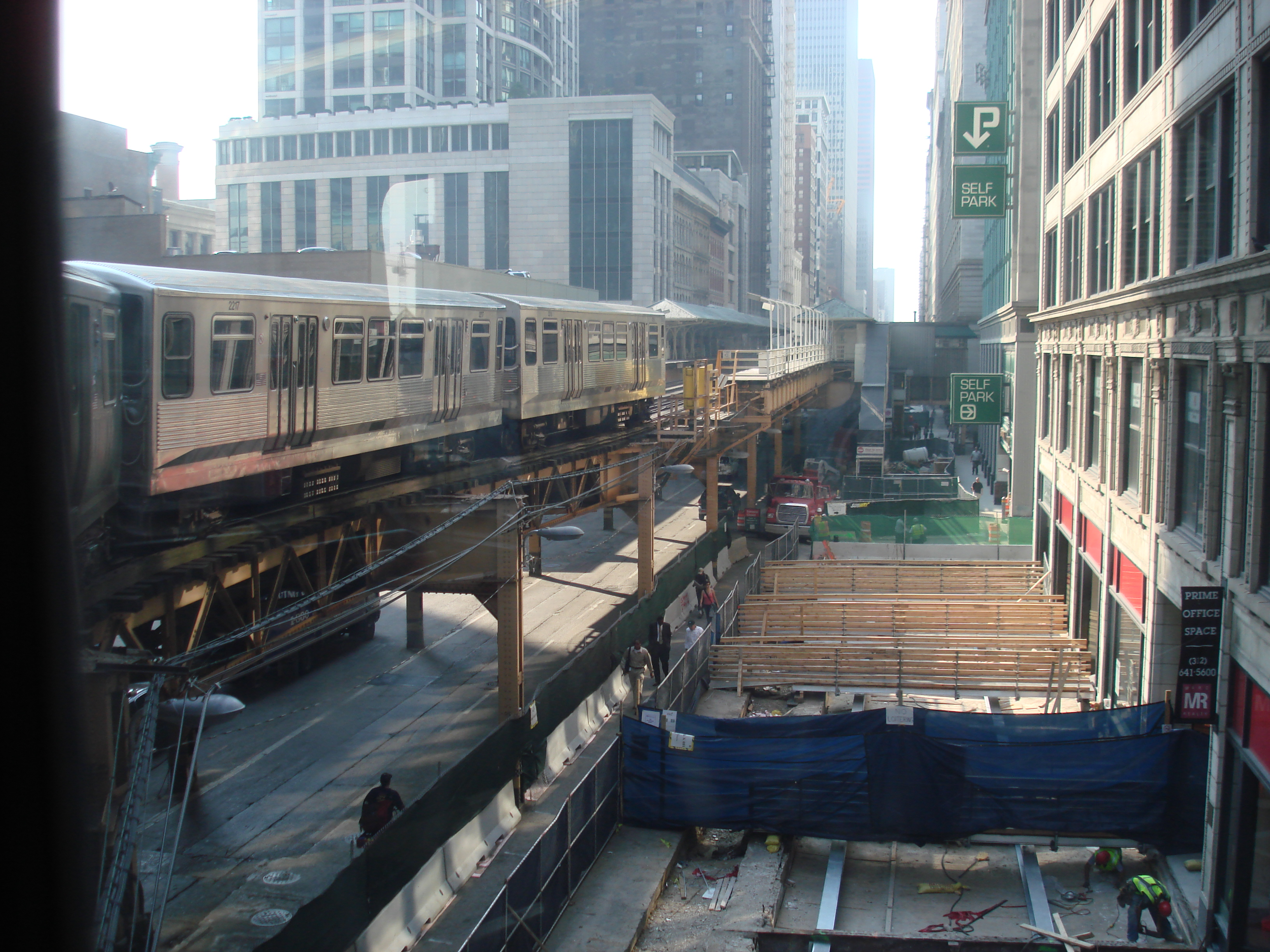
Virage sur l'Union Loop.

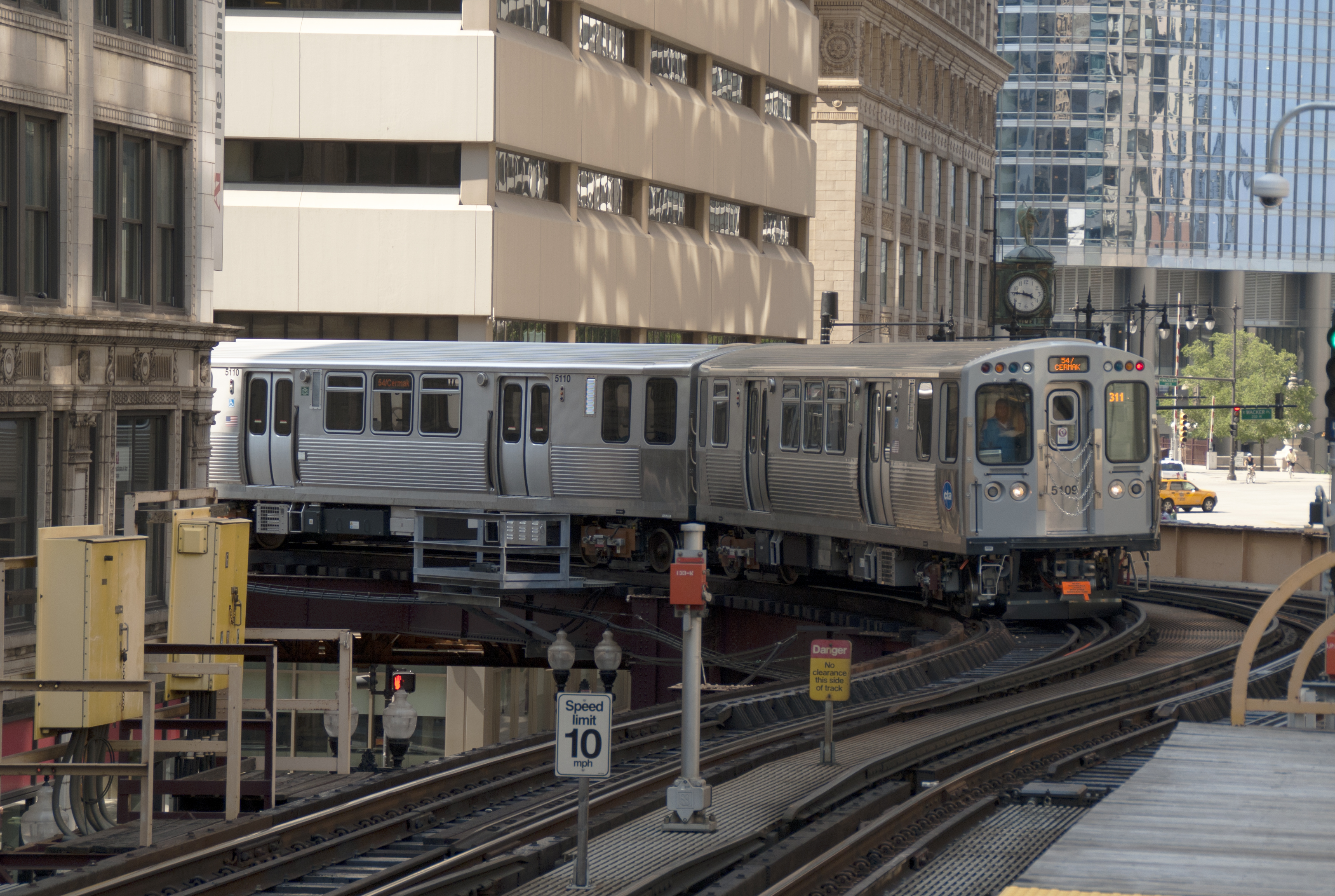
Une rame de la ligne rose.

L'Union Loop (habituellement appelée simplement Loop) est la boucle aérienne du métro de Chicago située dans le centre de la ville et qui délimite le secteur financier du Loop de Chicago (un des 77 secteurs communautaires de la ville de Chicago et deuxième plus important quartier d'affaires des États-Unis après celui du Midtown Manhattan à New York).
Il est entièrement bâti sur des ponts en fonte sur une longueur de 3 280 mètres. Ces plateformes métalliques plongent les rues qu'elles enjambent dans une pénombre diurne permanente. Les lignes rose, brune, orange, verte et mauve parcourent la boucle aérienne pour desservir le centre-ville. Il est possible de faire une correspondance avec les lignes bleue et rouge. L'Union Loop est délimité par Lake Street au nord, Wabash Avenue à l'est, Van Buren Street au sud et Wells Street à l'ouest. Les huit stations du Loop représentent chaque jour un transit de près de 65 000 voyageurs. La vitesse y est limitée à 15 km/h aux niveaux des aiguillages.
Deux tours contrôlent les entrées et les sorties des rames sur le Loop : la tour 12 au sud-est contrôle les lignes orange et verte tandis que la tour 18 contrôle les lignes verte, rose, brune et mauve au nord-ouest.
Seule la ligne verte le traverse de part en part, ne desservant que cinq stations en continuant son chemin, les lignes rose, brune, orange et mauve y font demi-tour. Les lignes orange, mauve et rose y roulent dans le sens horaire tandis que la ligne brune fait l'inverse. Les deux points de sortie du loop sont surmontés de cabines de contrôle pour l'autorisation du passage des rames par des employés de la CTA.
Les lignes souterraines bleue et rouge s'arrêtent aussi fréquemment dans le centre même si elles n'empruntent pas cette boucle aérienne. La seule vraie station de correspondance entre le loop et les lignes souterraines se trouve à Clark/Lake. La correspondance est possible à d'autres endroits comme à State/Lake mais se fait par la voirie.

### █Ligne bleue

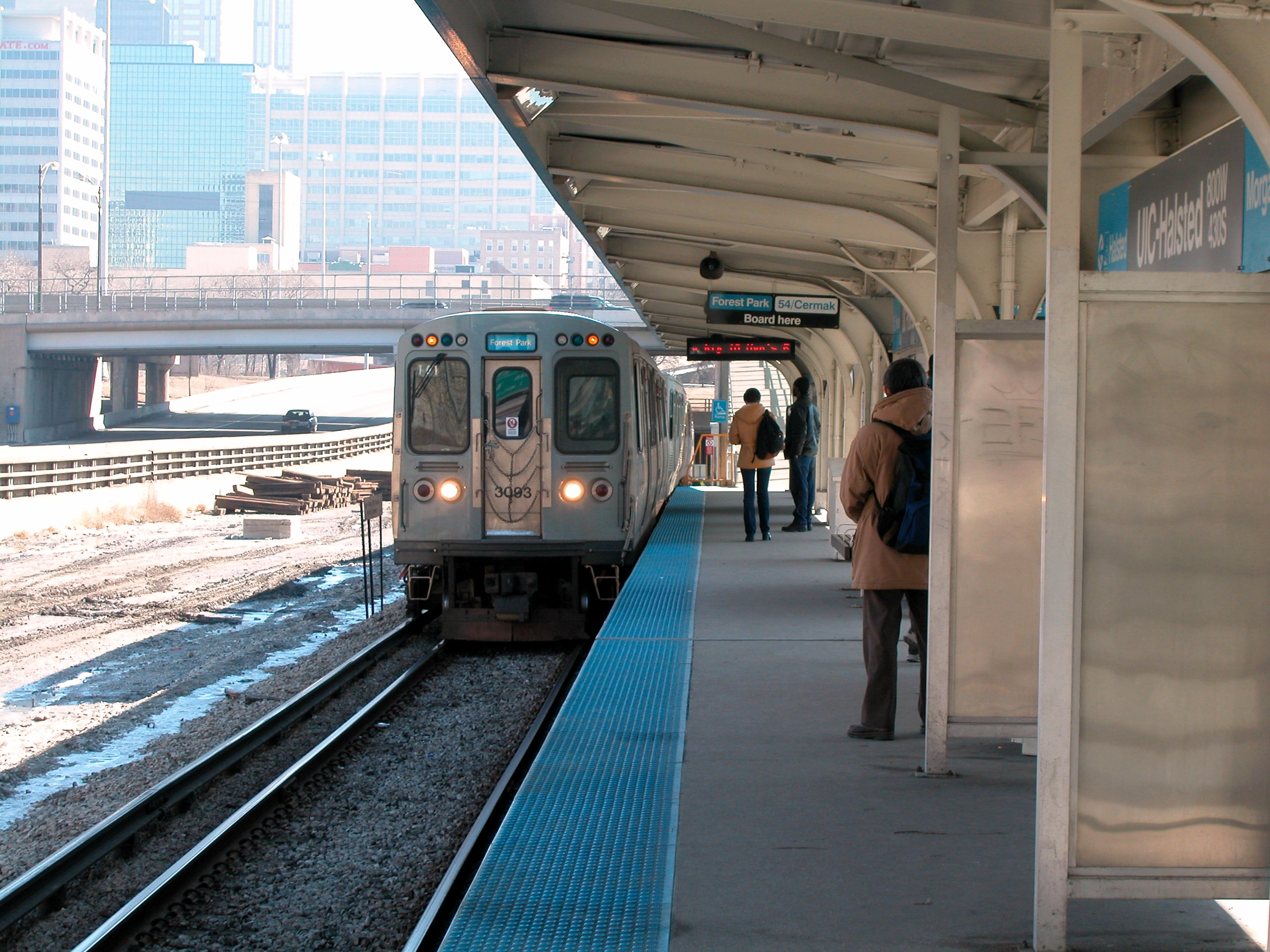
En approche de la station UIC-Halsted.

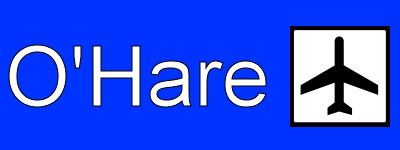
Logo du terminus de O'Hare.

La ligne bleue inclut plusieurs tronçons dont la O'Hare Branch, le Milwaukee-Dearborn Subway et la Congress Branch.
Elle relie l'aéroport international O'Hare à la station Forest Park. D'une manière générale, elle dessert la partie nord-ouest de la ville, en croisant le Loop en souterrain dans le centre-ville de Chicago, avant de repartir vers les quartiers ouest jusqu'à la ville de Forest Park. Elle s'étend sur 43,3 km et dessert trente-trois stations. C'est la deuxième ligne la plus fréquentée du réseau avec 147 000 voyageurs par jour ouvrable. À l'instar de la ligne rouge, la ligne bleue fonctionne 24 heures sur 24 et 7 jours sur 7.
L'aéroport O'Hare possède son propre système de métro sur pneus du modèle Innovia APM 256 entièrement automatisé appelé Airport Transit System (ATS). Fonctionnant 24/7 et dont le service est gratuit, l'ATS fait une boucle dans l'enceinte de l'aéroport, desservant ainsi cinq stations sur 4,8 kilomètres à destination des terminaux, des parkings et des agences de location de voitures. Les stations de l'ATS sont toutes climatisées et équipées de portes palières. En mai 2015, l'aéroport O'Hare commanda 12 rames tri-caisses Innovia APM 256 pour remplacer les VAL 256 de l'ATS dans le cadre de la modernisation de la ligne menée entre 2019 et 2021,,.

### █Ligne rouge

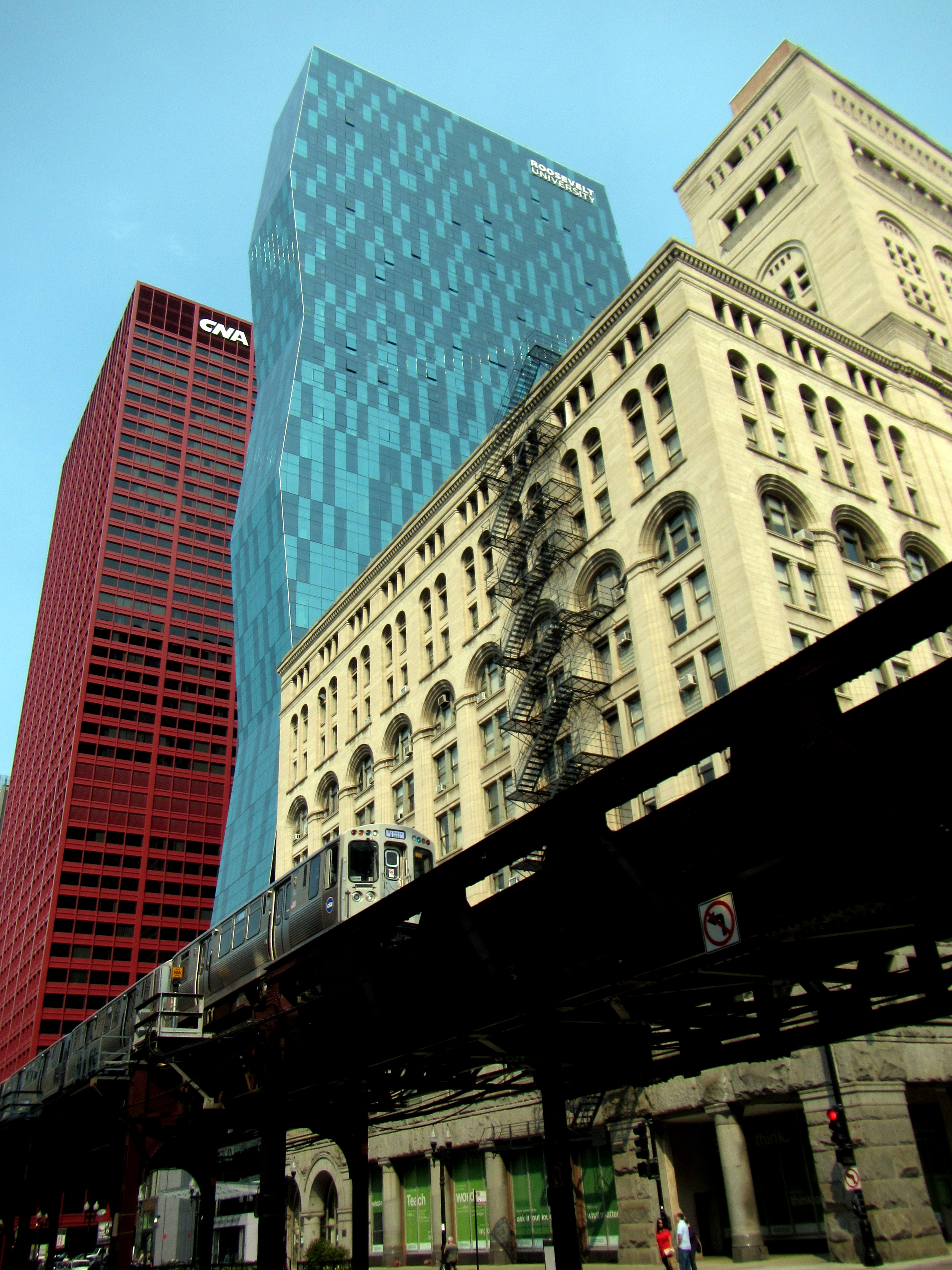
Une rame sur le Loop, à proximité de l'université Roosevelt et du CNA Center depuis Wabash Avenue.

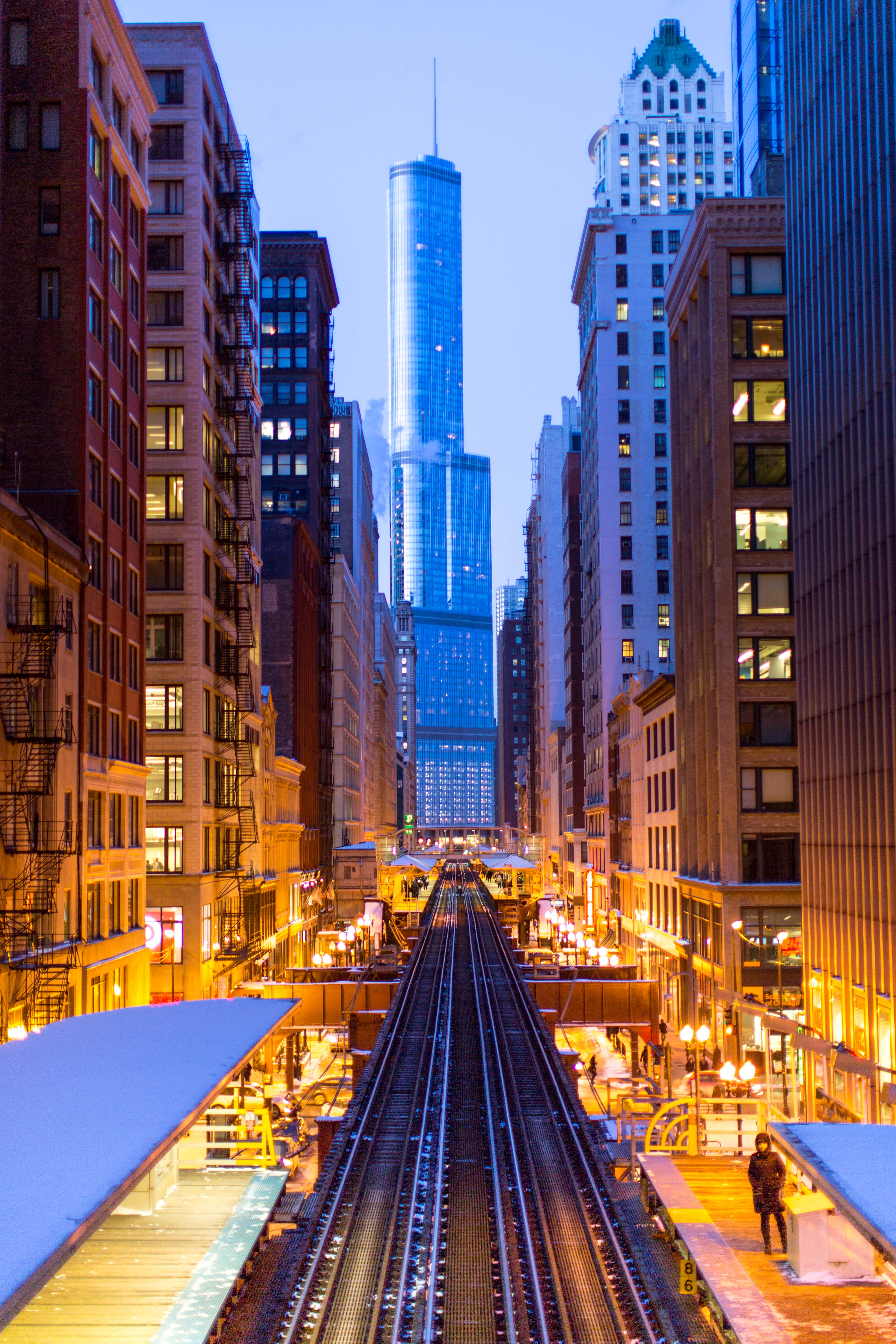
La Trump Tower et l'Union Loop depuis Wabash Avenue.

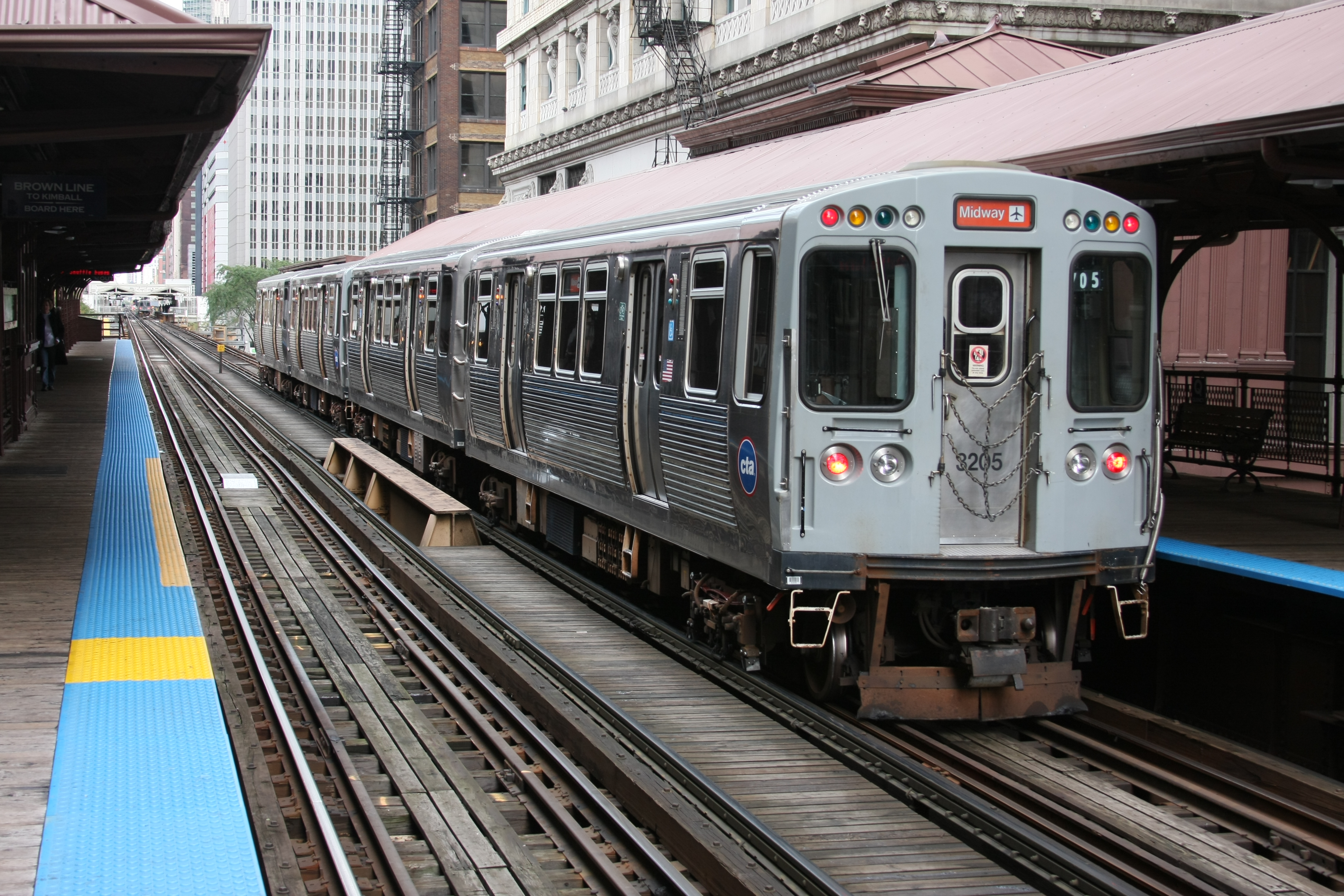
Une rame à la station Quincy sur la ligne orange en direction de l'aéroport international Midway.

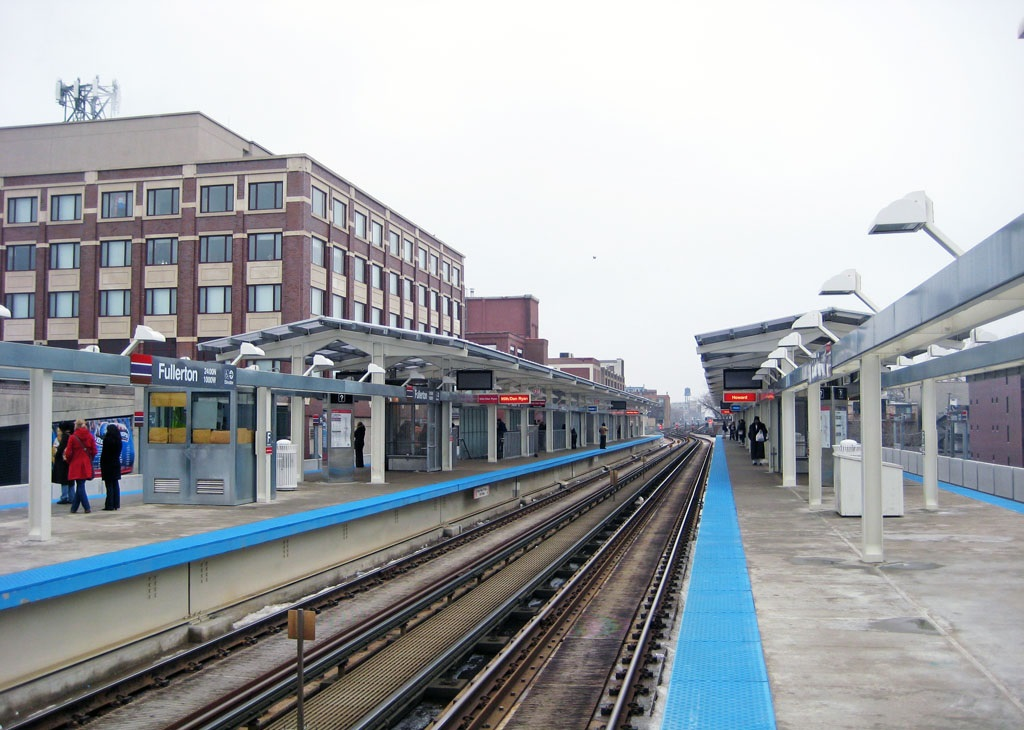
Située sur le tracé de la North Side Main Line, la station Fullerton est desservie par les lignes rouge, mauve (en heure de pointe) et brune.

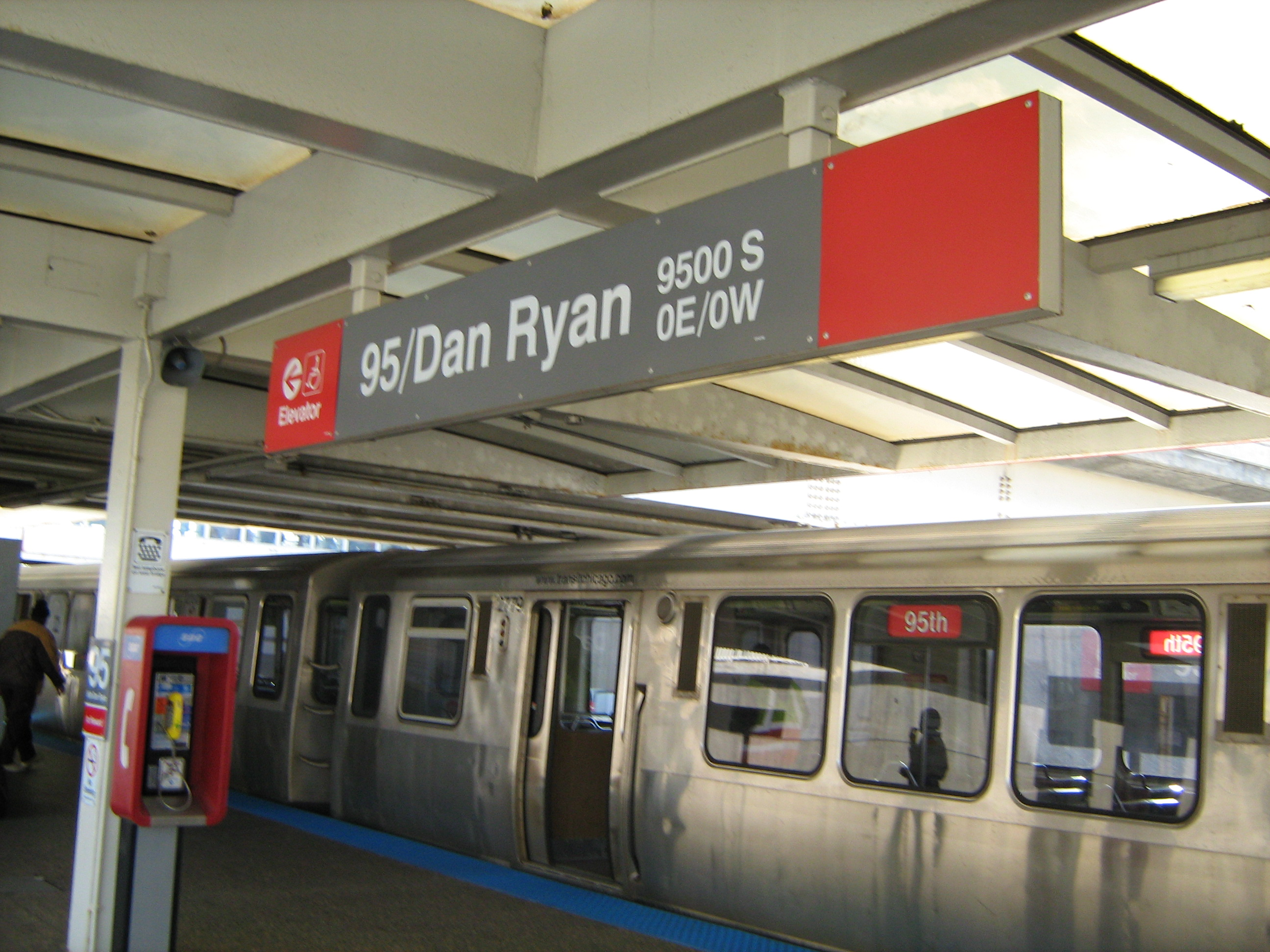
Une rame à la station 95th/Dan Ryan, terminus sud de la ligne rouge.

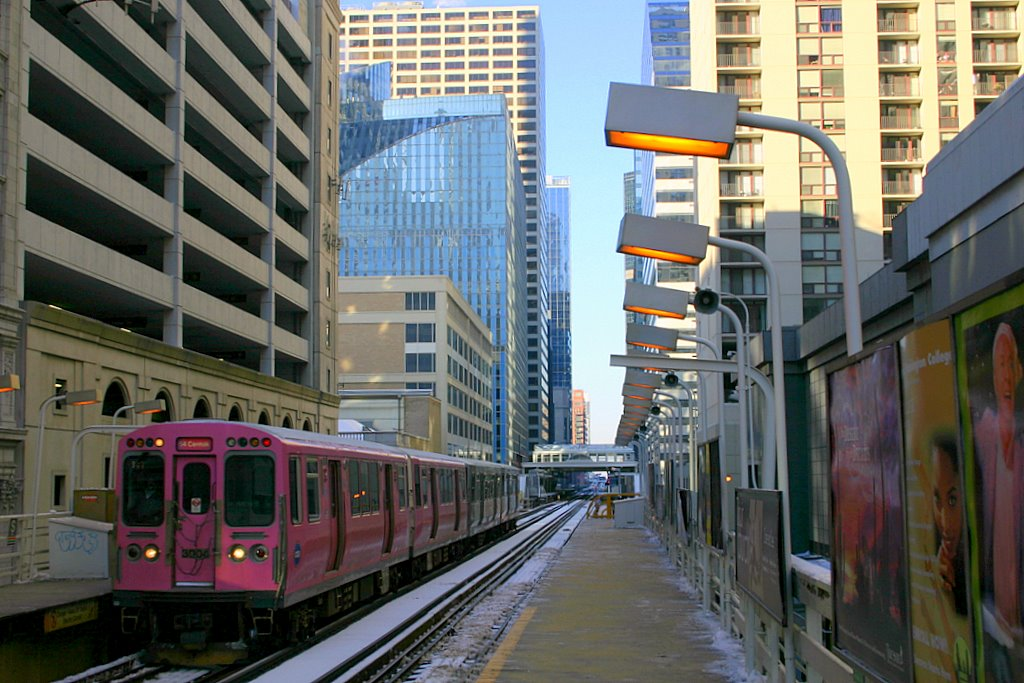
Une rame rose pour l'ouverture de la ligne rose sur le Loop.

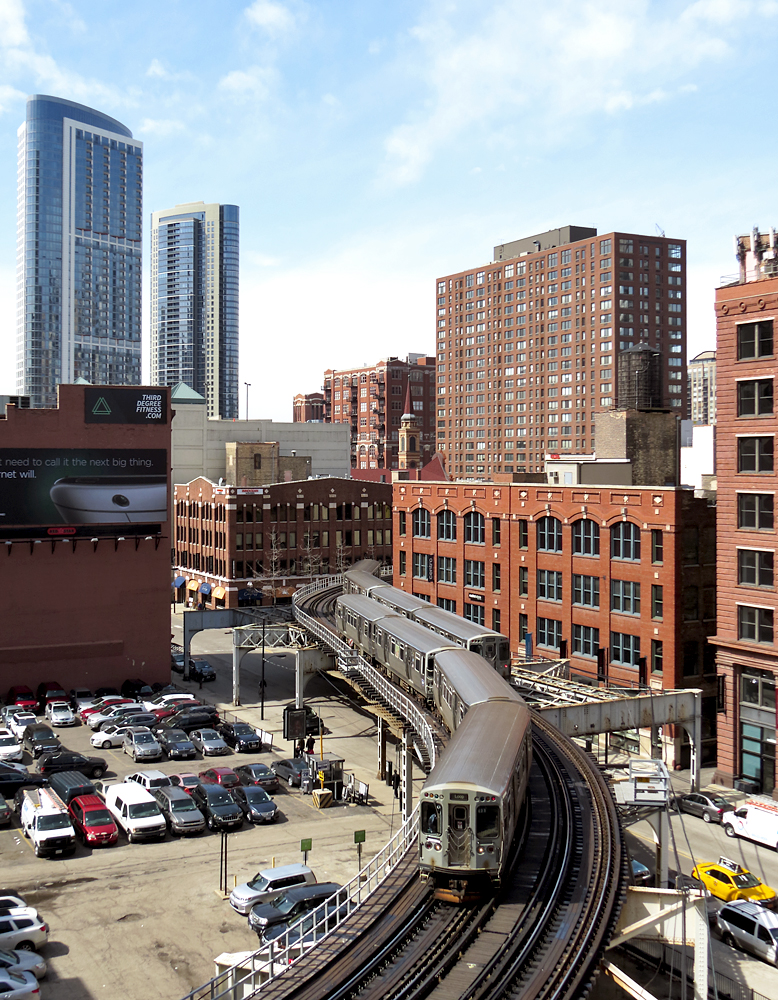
Une rame sur la ligne brune près de la station Merchandise Mart.

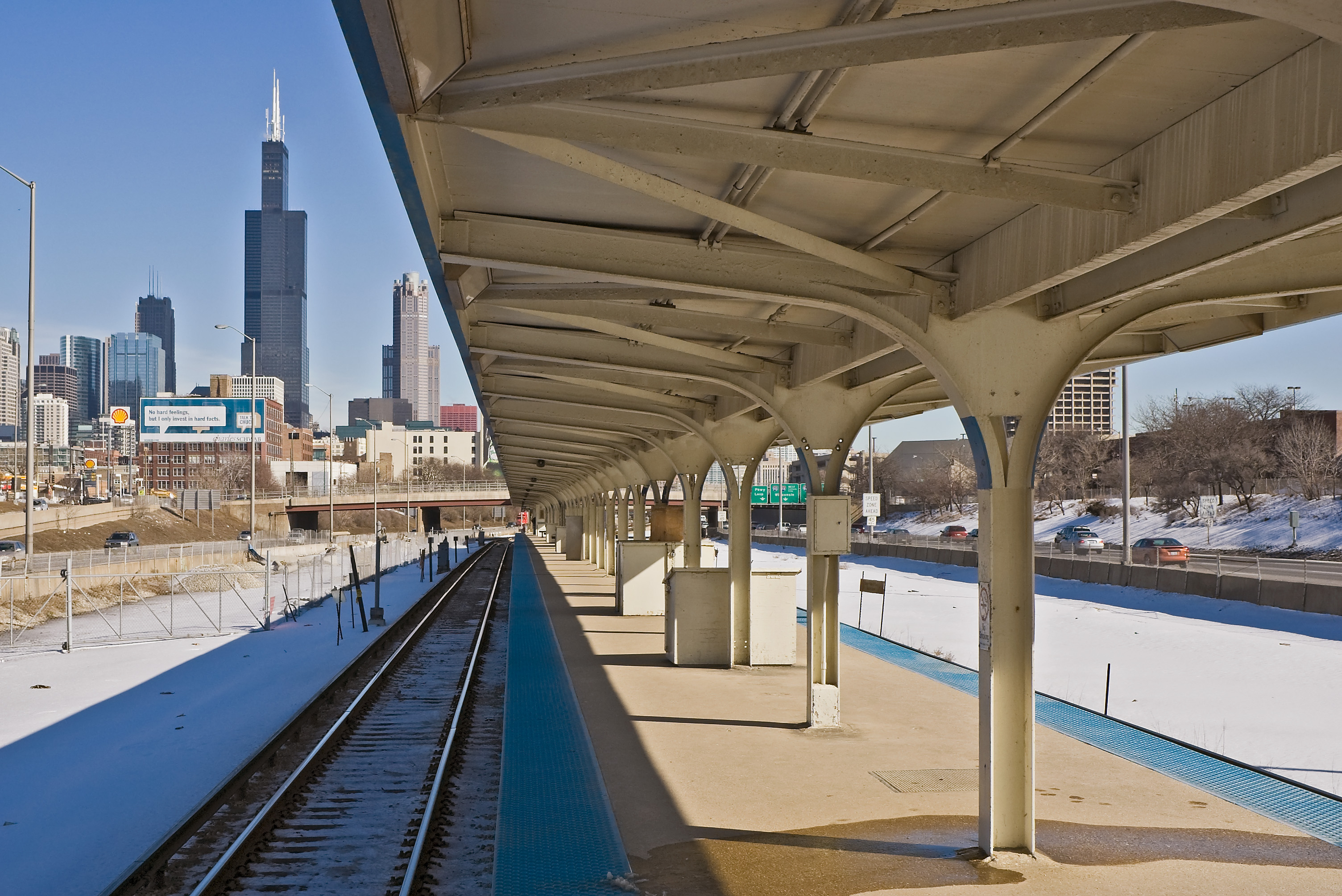
Vue sur la Willis Tower depuis la station Racine sur la ligne bleue.

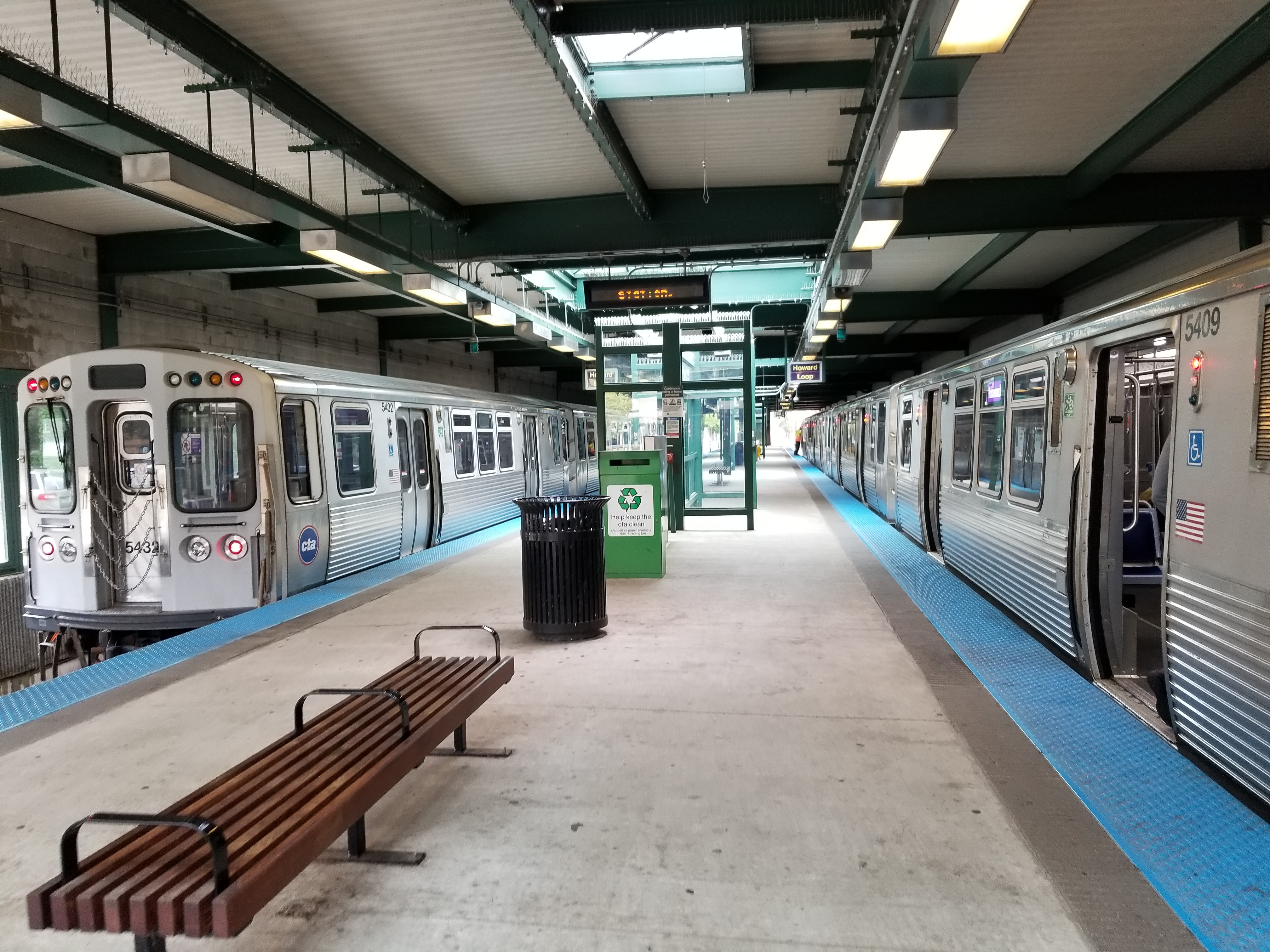
La station Linden, terminus nord de la ligne mauve.

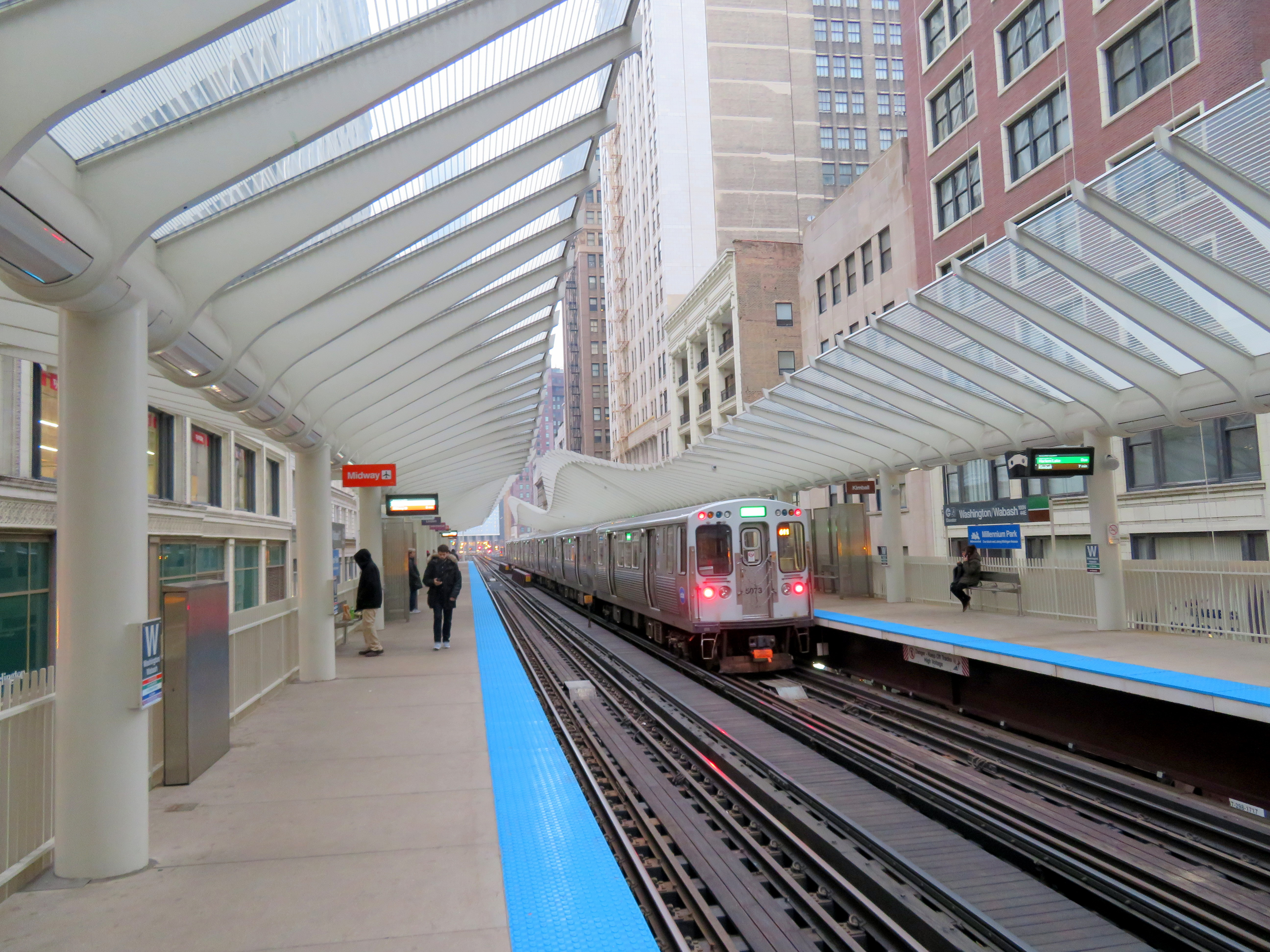
Vue sur la station Washington/Wabash.

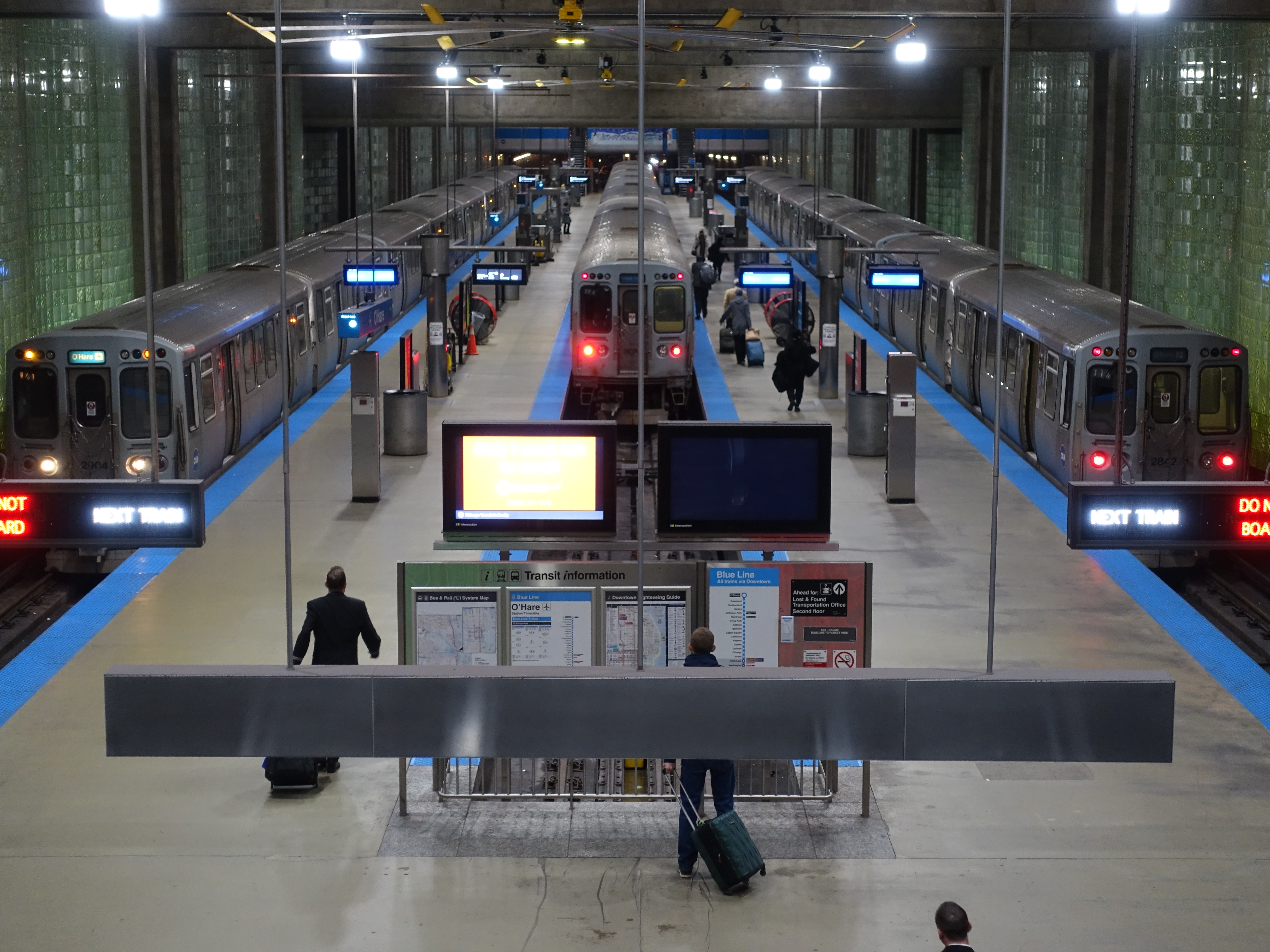
La station O'Hare, terminus nord de la ligne bleue.

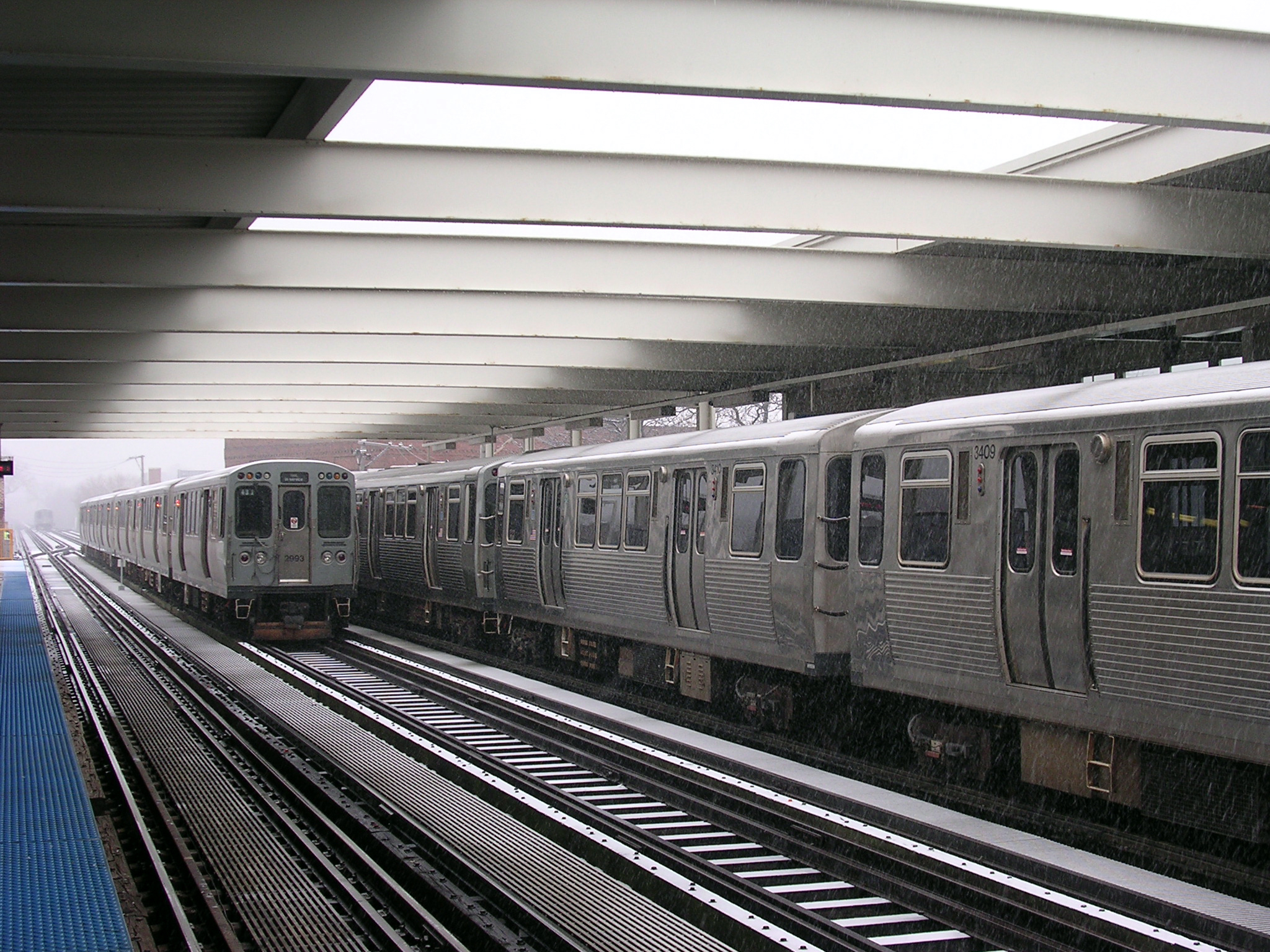
La station Western sur la ligne brune avec sa voie de garage au milieu.

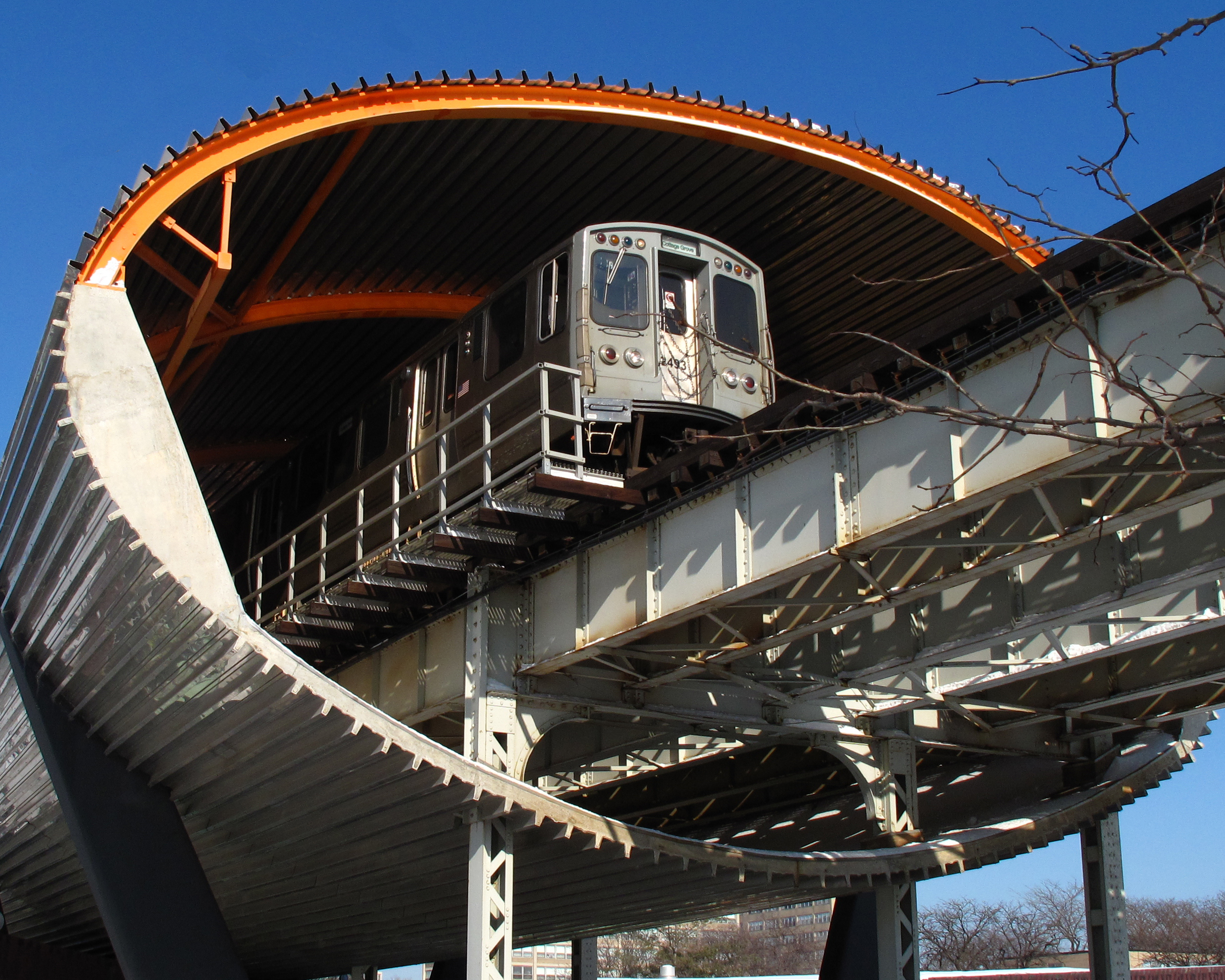
Une rame au sortir du tunnel de l'Institut de technologie de l'Illinois sur la ligne verte.

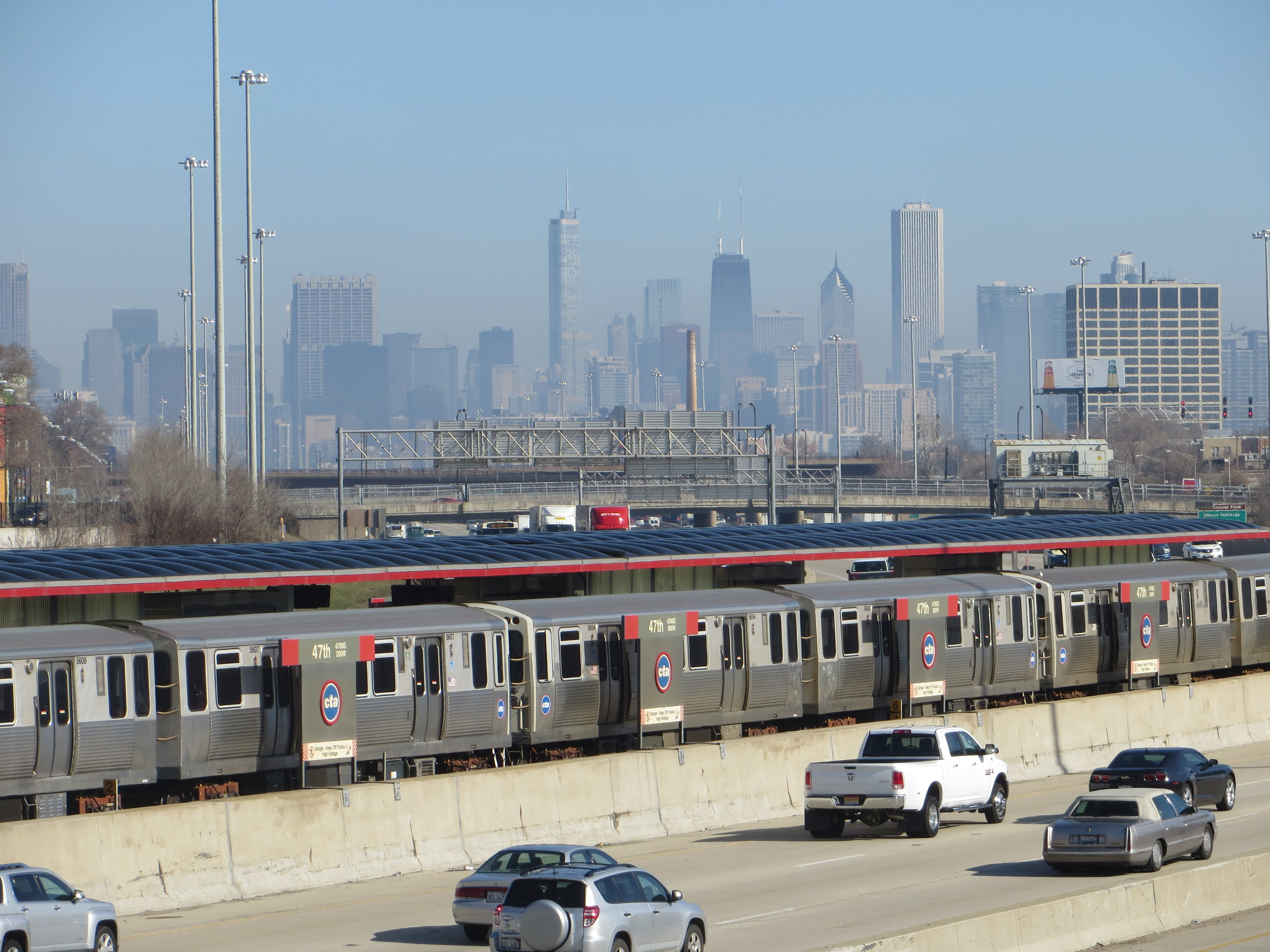
La station 47th sur la ligne rouge longe la Dan Ryan Expressway.

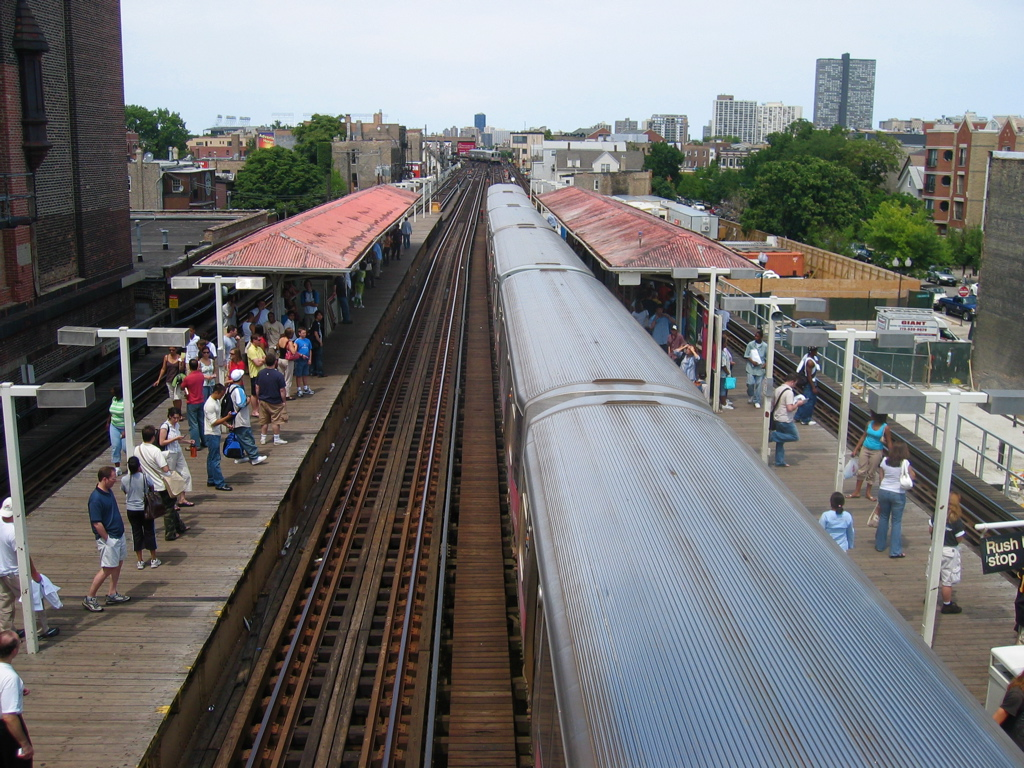
Les quatre voies de la station Belmont.

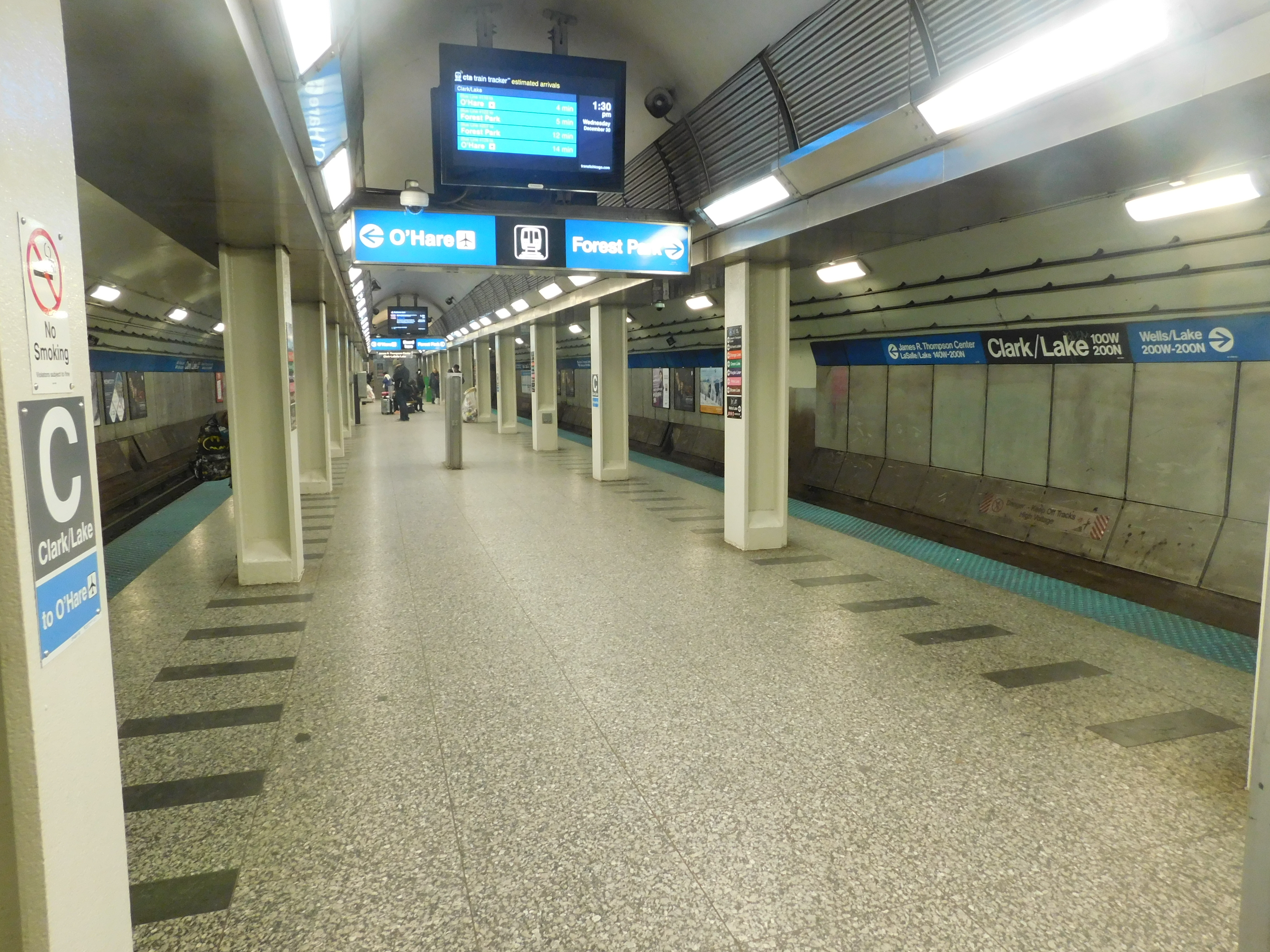
La station souterraine Clark/Lake.

La ligne rouge est la plus fréquentée des lignes du réseau, avec en moyenne 230 000 voyageurs par jour ouvrable. Trente-trois stations sont réparties sur le parcours de 35 km reliant les terminus de Howard (au nord à la limite de la ville) et de Dan Ryan (très au sud, mais encore sur le territoire de la ville).
La ligne rouge fonctionne 24 heures sur 24, 7 jours sur 7. Elle est la seule à offrir en permanence une correspondance aux sept autres lignes du métro de Chicago. La ligne mauve le permet également mais uniquement lorsqu’elle continue vers le Loop durant les heures de pointe.
Elle inclut plusieurs tronçons dont la Howard Branch, la North Side Main Line, le State Street Subway et la Dan Ryan Branch.

### █Ligne verte
La ligne verte inclut la Lake Branch, le Loop, la South Side Main Line avant de se séparer en deux à l'extrémité sud sur la Englewood Branch et la Jackson Park Branch.
Il s'agit d'une ligne entièrement surélevée et roulant sur les plus vieux tronçons du réseau (datant de 1892). Elle fait aujourd'hui 33,5 km et comporte vingt-neuf stations pour une affluence quotidienne de 70 000 passagers par jour en 2008. Elle dessert les quartiers ouest et sud de la ville. Cette ligne fut complètement fermée de 1994 à 1996 et remplacée par des bus afin de permettre la rénovation de tous ses viaducs.

### █Ligne mauve
La ligne mauve, aussi appelée Evanston Shuttle ou Evanston Express, inclut la Evanston Branch jusque Howard en heure creuse, tandis qu'elle continue en heure de pointe sur les voies express de la Howard Branch pour rejoindre la North Side Main Line et le Loop. La ligne doit sa couleur en l'honneur de l'université Northwestern (Northwestern University) qu'elle dessert. Elle est longue de 24 km et dessert vingt-huit stations.
En heure de pointe, la ligne mauve est la seule ligne avec la ligne rouge à offrir aux passagers une correspondance vers les autres lignes du métro de Chicago.

### █Ligne brune
La ligne brune, aussi appelée Ravenswood Line, inclut plusieurs tronçons dont la Ravenswood Branch, la North Side Main Line et le Loop pour une longueur totale de 18,3 km en desservant dix-neuf stations. En 2009, la ligne brune a transporté 90 000 passagers par jour.
De 2006 à 2009, la ligne brune fut l'objet de nombreuses attentions. Toutes ses stations ont été rénovées, leurs quais ont été allongés (afin de pouvoir accueillir des rames de huit voitures) et toutes possèdent désormais un accès aux personnes handicapées. Elle bénéficiera dès 2010 de nouvelles rames Bombardier afin de rajeunir son image.

### █Ligne orange
La ligne orange, également connue sous le nom de Midway Line, inclut plusieurs tronçons dont la Midway Branch, la South Side Main Line et le Loop.
Les travaux de la ligne débutèrent au début des années 1990 afin de relier le Loop (Downtown Chicago) à l'aéroport international Midway, le deuxième aéroport de la ville situé dans les quartiers sud-ouest de Chicago. Ouverte en 1993, ses viaducs sont construits majoritairement en acier, un trajet complet dure environ 25 min pour 20,1 km de voies (dont 14,8 km de nouvelles voies depuis la station Roosevelt) et elle transporte chaque jour 30 000 passagers.

### █Ligne rose
La ligne rose inclut plusieurs tronçons dont la Douglas Branch, le Paulina Connector, la Lake Branch et le Loop. Elle a été ouverte au public en 2006 et parcourt 18 km entre la ville de Cicero et le secteur financier du Loop pour un total de vingt-deux stations.
Pour ce faire, la Chicago Transit Authority a rénové l'ensemble de la Douglas Branch et réactivé le Paulina Connector afin de rejoindre la station Clark/Lake avec un gain de onze minutes depuis 54th/Cermak comparativement à l'ancienne desserte par la ligne bleue. Elle transport quotidiennement 26 000 passagers.

### █Ligne jaune
La ligne jaune, également connue sous le nom de Skokie Swift, est un train express parcourant 8,5 km depuis quarante ans afin de desservir la petite commune de Skokie (en banlieue nord de Chicago) depuis la station Howard. Il s'agit de la ligne la plus courte du réseau et ne compte que trois stations : Dempster-Skokie, Howard et Oakton-Skokie.
La ligne a été rachetée au Chicago Mass Transit (l'actuel réseau de trains de banlieue Metra) par la Chicago Transit Authority en 1960. Elle est la seule ligne du réseau à fonctionner de façon totalement indépendante du Loop.
En 2006, la CTA, annonça la fin des travaux et l'installation d'un troisième rail électrique comme sur le reste du réseau. Depuis, les rames d'autres lignes peuvent également être utilisées sur le Skokie express. En 2013, la fréquentation moyenne en semaine était de 6 338 passagers.

## Stations du métro de Chicago
Le métro de Chicago comprend un total de 145 stations de métro (en aérien, en souterrain et en surface). Le réseau est composé de plusieurs types architecturaux allant du style Queen Anne du XIXe siècle, au style italianisant du XXe siècle jusqu'à des structures hyper modernes. Certaines stations sont décorées d'œuvres d'art tandis que d'autres conservent une forme utilitaire.
Malgré de nombreuses reconstructions ces styles cohabitent toujours aujourd'hui.
Depuis la grande réorganisation du réseau et l'attribution de couleurs à chaque ligne en 1993, les stations sont toutes dénommées selon le nom de la rue ou de l'avenue qu'elle croise avec une prédominance pour la rue où se trouve l'entrée principale de la station.

### Homonymie des stations
Avant 1993 elles portaient toujours le nom des deux artères qui croise l'intersection de la station (Chicago/State par exemple) mais afin de faciliter la visibilité sur les cartes, seules les stations majeures dans le secteur financier du Loop et quelques exceptions (54th/Cermak par exemple) ont conservé cette typologie (comme Washington/Wells) en séparant les noms par une barre oblique.
Ceci explique que plusieurs stations du réseau portent le même nom (Western, Chicago, Pulaski ou Kedzie par exemple), ce qui peut porter à confusion. La ligne bleue possède même deux doublons : Western et Harlem.
D'autres stations comportent toujours des noms composés séparés par un trait d'union (comme Cermak-Chinatown ou UIC-Halsted par exemple) ; il s'agit dans ce cas-là d'un ajout afin d'identifier la station à un lieu situé à proximité.

### Accessibilité des stations
Depuis les années 1980, la Chicago Transit Authority a multiplié les efforts afin d'offrir un accès pour tous à ses stations en respect du programme ADA (American Disabilities Act) publié en 1990. Si Merchandise Mart, Granville ou Clark/Lake étaient, à leur ouverture, des exceptions, aujourd'hui plus de la moitié des stations est accessible aux personnes à mobilité réduite.
Grâce à la rénovation du tronçon de la Ravenswood Branch sur la ligne brune terminé fin 2009, le nombre de station accessibles aux personnes à mobilité réduite a fortement augmenté ; avec la réinauguration de la station North/Clybourn (financée entièrement par Apple) le 23 octobre 2010, de Cermak-Chinatown en avril 2011, Oakton-Skokie le 30 avril 2012 et Morgan le 7 mai 2012,. Aujourd'hui, on dénombre 127 stations (sur les 145 du réseau) à être accessibles aux personnes à mobilité réduite d'après les dernières statistiques de la CTA en 2022.
La mobilité des personnes aveugles a été améliorée sur l'ensemble du ‘L’ grâce au changement de revêtement du bord des quais, à la pose de panneaux signalétiques en braille mais également grâce aux annonces audio lors de l'arrivée de la rame en station pour annoncer la couleur de la ligne sur laquelle roule la rame, sa destination et la station suivante qu'elle dessert. Le même système est d'ailleurs d'application sur la flotte de bus de la compagnie.
La Chicago Transit Authority a également veillé à faire installer des lumières au-dessus des portes des rames afin d'avertir les passagers sourds ou malentendants de la fermeture des portes.

## Fréquentation
La fréquentation du ‘L’ a augmenté de façon constante au cours des dernières années après des pertes catastrophiques à la fin des années 1980 et au début des années 1990.
L'augmentation de passagers a été remarquablement stable près de quarante ans après la prise de contrôle du ‘L’ par la CTA, malgré la baisse du nombre de voyageurs au niveau national.
En 1960, 594 000 passagers empruntent le ‘L’ chaque jour pour une moyenne de 577 000 en 1985.
Cependant, sa fréquentation a par la suite fortement diminuée pour atteindre seulement 418 000 passagers en 1992 lorsqu'une série d'inondations historiques ont forcé la Chicago Transit Authority à suspendre le fonctionnement du métro pendant plusieurs semaines principalement sur le Loop et sur les tronçons du State Street Subway et du Milwaukee-Dearborn Subway.
Le volume de passagers a ré-augmenté, même si la croissance n'a pas été répartie uniformément : les lignes du nord de la ville furent particulièrement sollicitées (la ligne brune a connu une croissance de 83 % depuis 1979, nécessitant le projet de reconstruction des stations afin d'accueillir des trains plus longs).
Le trafic sur la ligne rouge en 2005 était de 35 millions de passagers par an soit quasiment le même nombre que lors du pic de 1927 avec 38,5 millions de déplacements sur la ligne. La section de la ligne bleue entre le Loop et le quartier de Logan Square, autrefois désertée dans des quartiers comme Wicker Park, Bucktown et Palmer Square, a connu une augmentation de 54 % de passagers par jour depuis 1992.
D'autre part, la fréquentation en semaine dans la partie sud de la ligne verte (reconstruite en 1991 et 1993) attirait 50 400 passagers par jour en 1978 mais seulement 13 000 en 2006. La partie sud de la ligne rouge vers 95th/Dan Ryan suit la même courbe : 14 100 passages/semaine pour plus du double dans les années 1980. En 1976, les trois branches du nord de la ville (Howard Branch, Milwaukee Elevated, et Ravenswood Branch) représentaient 42 % des déplacements hors centre-ville. Aujourd'hui, tenant compte de la ligne vers O'Hare en plus, elles en représentent 58 %.
En 1926, période de pointe d'avant-guerre en matière d'usage ferroviaire, le ‘L’, transportait 229 millions de passagers par an (soit 20 % de moins que le réseau de tramway de l'époque). Depuis son chiffre le plus bas en 1992 (en raison de l'inondation de Chicago) le nombre de passagers du ‘L’ a augmenté d'environ 25 %, tandis que l'utilisation des bus a diminué de près d'un sixième.
Le North Side (les quartiers nord), qui a toujours eu la plus forte densité de la ville, reflète l'explosion urbaine de Chicago durant la dernière décennie et son impact indéniable sur la fréquentation du ‘L’ y contribue également.
Emblème de la ville de Chicago, le ‘L’ n'est pourtant pas le mode de transport privilégié des Chicagoans. À la mi-2006, il représentait seulement 36 % des déplacements sur le réseau de la CTA, 1,48 million de passagers par semaine utilisent en effet le vaste réseau de bus de la compagnie. D'autres moyens de transport sont également privilégiés par les Chicagoans.
Il est aujourd'hui l'un des quatre systèmes de métro à offrir un service 24h/24h aux États-Unis, mais seulement sur les lignes bleue et rouge) qui sont les plus fréquentées du réseau. Les autres réseaux sont le métro de New York, le Port Authority Trans-Hudson (PATH) et la PATCO Line du métro de Philadelphie.
En moyenne, 767 730 personnes empruntent chaque jour le ‘L’ pour 429 258 le samedi et 315 240 le dimanche. À l'instar des bus de la CTA, la fréquentation du réseau de métro est en constante augmentation depuis le début des années 2000. Le nombre de passagers annuel en 2006 était de 195.2 millions pour 198 137 245 passagers en 2008, 202 570 000 passagers en 2009, 210 800 000 passagers en 2010 et 238 360 000 passagers en 2016.
En raison de la pandémie de Covid-19 qui toucha les États-Unis à partir du mois de janvier 2020, la fréquentation dans les transports en commun de Chicago a fortement chuté. Cependant, 334 200 passagers empruntent quotidiennement le réseau d'après les chiffres de la CTA en 2022 (103 524 900 passagers pour l'année 2022).

## Correspondances
Assez étonnement, si le réseau du ‘L’ s'étend sur une partie de l'agglomération de Chicago, il n'est que très rarement connecté directement à un autre système de transport. Les seuls systèmes auxquels le métro de Chicago se connecte sont les stations de bus de la Chicago Transit Authority, les stations de vélos Divvy (situées au sortir des stations de métro) et les navettes automatiques de l'Airport Transit System (ATS) dans l'enceinte de l'aéroport international O'Hare.
Le ‘L’ dessert bien les deux aéroports internationaux de Chicago (O'Hare et Midway ; tous deux situés sur le territoire de la ville de Chicago), mais ne se connecte pas directement à l'un des trains de banlieue du réseau Metra (le RER de Chicago), chemin de fer interurbains (Union Station ou Millennium Station p.e.) ou stations d'autobus interurbains (réseau de bus Pace) et ce, que ce soit dans le secteur financier du Loop ou à l'extérieur de Downtown Chicago.
Les gares du Metra, de l'Amtrak et de Greyhound ont toutefois installé des points de transfert à proximité des stations du ‘L’ mais sans pouvoir en offrir de liaisons directes de quai à quai par exemple.
Les gares principales de Chicago desservies par l'Amtrak et par le Metra sont :
- Union Station
- Millennium Station
- Ogilvie Transportation Center
- LaSalle Street Station
- Van Buren Street Station

## Titres de transport
Il existe différents titres de transport pour voyager sur le réseau de la CTA. Le réseau du ‘L’ fonctionne en circuit fermé avec des portes d'accès s'ouvrant après l'oblitération du titre de transport.
Comme pour le métro de New York, le titre de transport est une carte magnétique qui peut être chargée dans un distributeur automatique à l'entrée des stations pour le montant souhaité.
Depuis le début de 2009, la Chicago Transit Authority a lancé ses nouvelles cartes à contact sur le ‘L’ ainsi que sur son réseau de bus. L'achat de ces cartes ainsi que leur chargement peut également s'opérer via le site internet de la CTA.
Les deux titres restent valables sur le réseau.
Un trajet sur le ‘L’ coûte 2,25 $ et le premier transfert coûte 0,25 $ complémentaires. Le second transfert est gratuit.
Le paiement en cash n'est pas accepté sur le ‘L’ mais bien sur le réseau de bus.
Plusieurs formules de pass existent également sur l'ensemble du réseau de la CTA :
- accès libre au réseau pour 1 jour : 5,75 $
- accès libre au réseau pour 3 jours : 14 $
- accès libre au réseau pour 7 jours : 23 $
- accès libre au réseau pour 30 jours : 86 $

### Historique des titres de transport

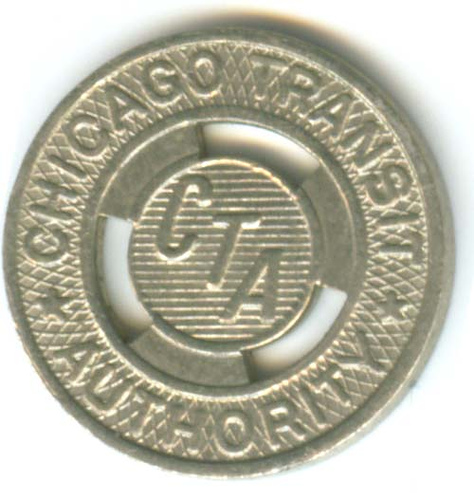
Token utilisé sur le réseau de 1950 à 1999.

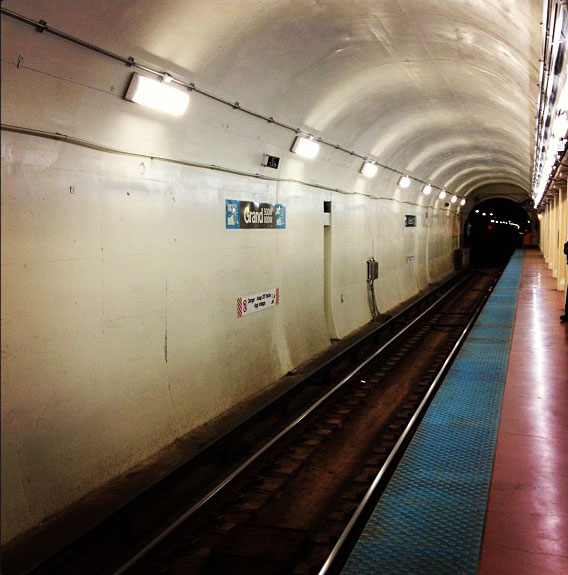
La station Grand sur le tronçon du Milwaukee-Dearborn Subway.

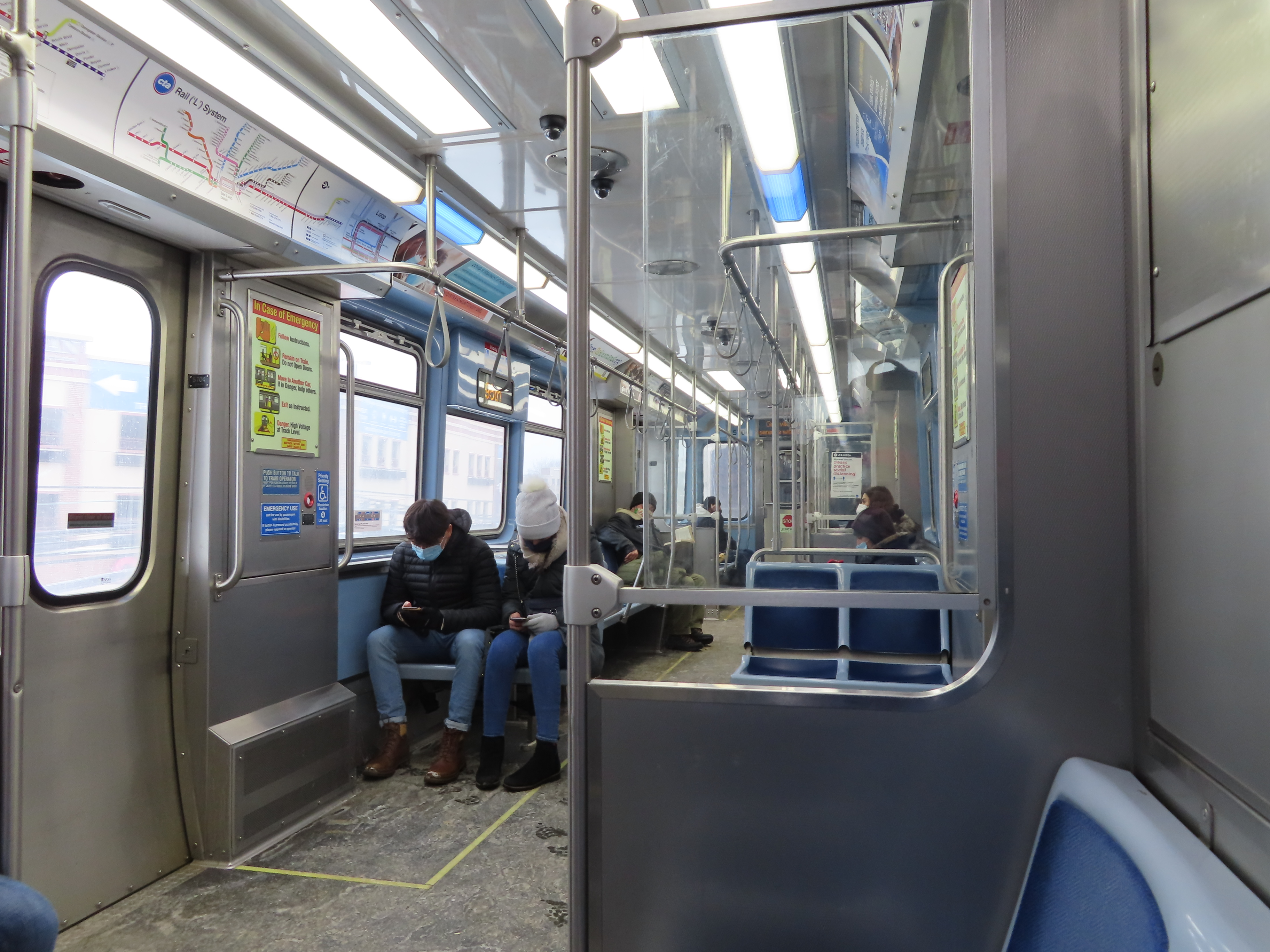
Intérieur d'une rame de la série 5000.

Au début du XXe siècle chaque compagnie de transport éditait ses propres documents en papier pour le titre de transport ou acceptait le paiement d'un billet en liquide au receveur situé au milieu de la rame ou à l'entrée de la station. À l'ouverture du métro un billet coutait 5 cents.
En 1913, sous l'impulsion de Samuel Insull, les quatre compagnies collaborèrent et un accès permettant le transfert entre les différents réseaux avec un même titre de transport d'une valeur de 10 cents fut instauré.
En 1917, le titre de transport unique sur le réseau de Chicago fut supprimé et le prix de base augmenté à 7 cents. Une correspondance était possible à condition de rajouter 5 cents supplémentaires.
En 1924, Samuel Insull se rendit compte que tout le réseau devait être unifié sous l'appellation Chicago Rapid Transit Company (CRT) et il innova à nouveau en proposant de nouvelles formules de paiement par exemple un ticket prépayé de trois voyages à 25 cents ou encore un laissez-passer pour une journée complète à 1,35 $ dans toute l'agglomération. À partir de 1924, une autre particularité fut l'introduction d'un jeton en laiton appelé token comme moyen de paiement. D'autres réseaux comme celui de Philadelphie avait déjà adopté le même mode paiement bien plus tôt (1907), il permettait une économie substantielle sur les coûts d'impression des titres de transport et une uniformité dans son utilisation sur le réseau.
Lors de l'instauration de la Chicago Transit Authority en 1947, le prix unitaire fut augmenté 12 cents et à partir de 1950, un nouveau token à l'effigie de la CTA fut introduit et étendu aux autres moyens de transport de la ville gérés par cet opérateur.
Le célèbre petit token fut utilisé jusqu'au 1er juin 1999 ; entretemps, le 1er septembre 1997, la CTA avait introduit la carte magnétique, toujours en fonction aujourd'hui.
Contrairement à d'autres réseaux de métro américains, Chicago n'a jamais modifié son token qui fait aujourd'hui la joie des collectionneurs.

## Sécurité sur le ‘L’
La sécurité dans les transports en commun (bus et métro) est assurée par le Chicago Police Department (CPD), la police de la ville de Chicago. La division du CPD affectée aux transports est appelée Chicago Police Transit. Après les attentats du 11 septembre 2001, la Chicago Transit Authority a lancé, comme à New York sur le réseau géré par la Metropolitan Transportation Authority (MTA), une grande campagne publicitaire : « If You See Something, Say Something » (littéralement « Si tu vois quelque chose, dis quelque chose »). Les crimes violents sur le réseau de la CTA ont augmenté depuis la pandémie de Covid-19 et, au 2 mars 2022, ils avaient augmenté de 17 % par rapport à l'année précédente. La présence de postes de police dans plusieurs stations et la présence de policiers dans les rames et sur les quais des stations sécurise le réseau qui est considéré comme sûr par les habitants. Le nombre de délits dans le métro a chuté de 76 % depuis 1990. Le Chicago Police Department, en lien avec la CTA, poursuit activement les actes de vandalisme (en particulier les graffeurs), plusieurs personnes ayant été inculpées pénalement pour leurs actes durant cette période.
Il est possible d'entrer en contact avec un opérateur de la Chicago Transit Authority dans les rames et dans les stations grâce aux bornes appelées « operator call ».
Un système de caméra en temps réel a été installé dans chacune des stations du réseau que ce soit sur les quais, aux abords des stations ou à l'intérieur des salles de guichets. Les rames Bombardier de la série 5000 sont toutes équipées dès leur livraison tandis que la Chicago Transit Authority aura terminé l'installation de ces systèmes dans l'ensemble de ses rames d'ici à fin 2011. Les images sont relayées vers le Chicago Transit authority Control Center (centre de contrôle de la CTA) et vers le service d'intervention d'urgence qui informe le conducteur de tout incident afin qu'il puisse immobiliser la rame le cas échéant.

## Projets

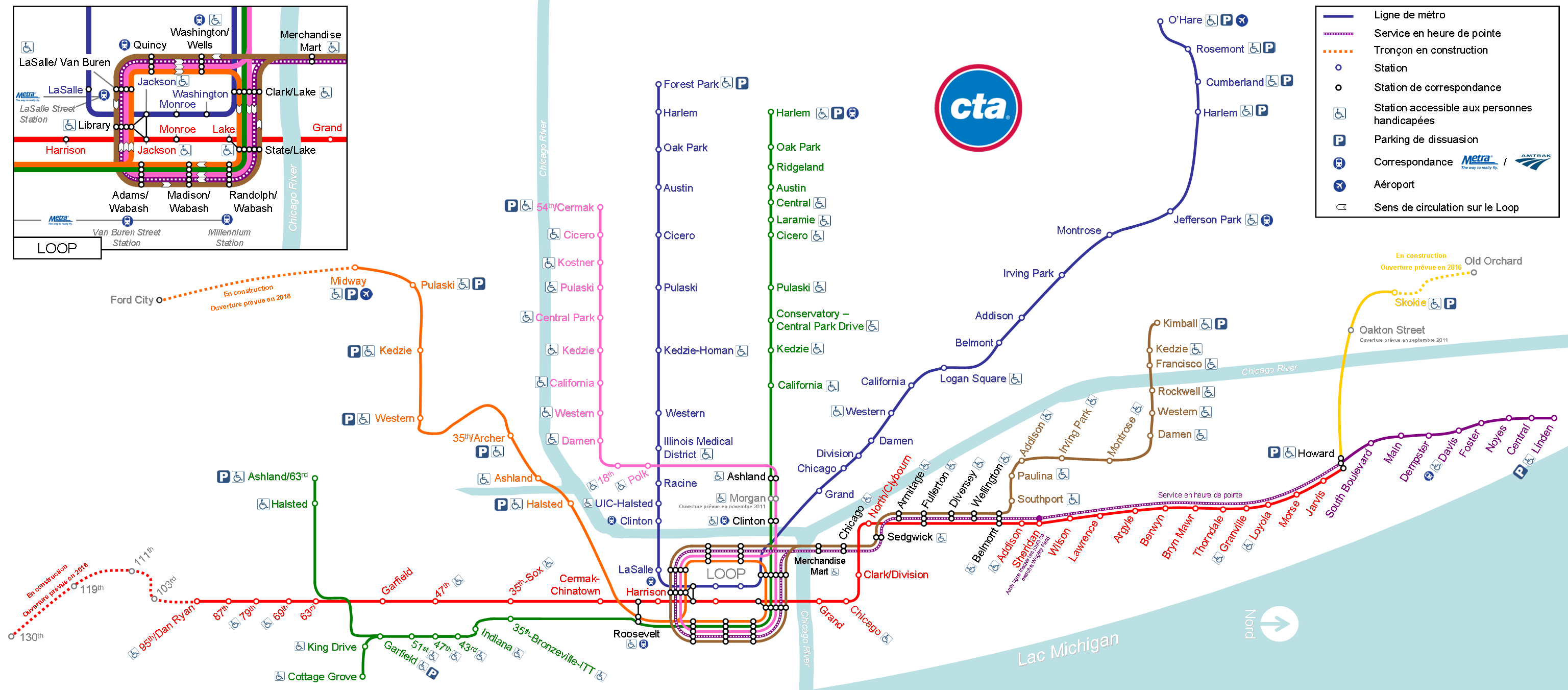
Plan complet du réseau de métro de Chicago (les projets d'extensions sont en pointillés).

Afin d'améliorer le trafic et les correspondances entre les différents réseaux de transports en commun, la ville de Chicago, l'État de l'Illinois et la Chicago Transit Authority projettent plusieurs extensions de lignes ainsi que la création de nouvelles routes.
Dans les chantiers en cours, la CTA travaille depuis 2006 sur la mise en service de nouvelles voies sur les lignes bleue et rouge pour diminuer l'amplitude de certains virages et chicanes afin d'y limiter le nombre de tronçons où la vitesse des rames est réduite et ainsi en diminuer le temps de parcours.
Selon les études ménees, fin 2007, les rames devaient adapter leur vitesse sur 22 % du réseau à cause de la détérioration des voies ou des structures. Fin 2008, le pourcentage de ces zones a diminué à 9,1 % et il ne représente aujourd'hui plus que 6,3 % grâce à la clôture du chantier de rénovation de la ligne brune.
D'autres chantiers de prolongement des lignes rouge, orange et jaune doivent débuter au plus tard en 2013 tandis que la première phase de la Circle Line (« ligne circulaire »), du Paulina Connector (« l'aiguillage de Paulina »), est déjà réalisée et que la seconde phase devrait débuter en 2012.

### Projets en cours de développement

#### Ligne orange

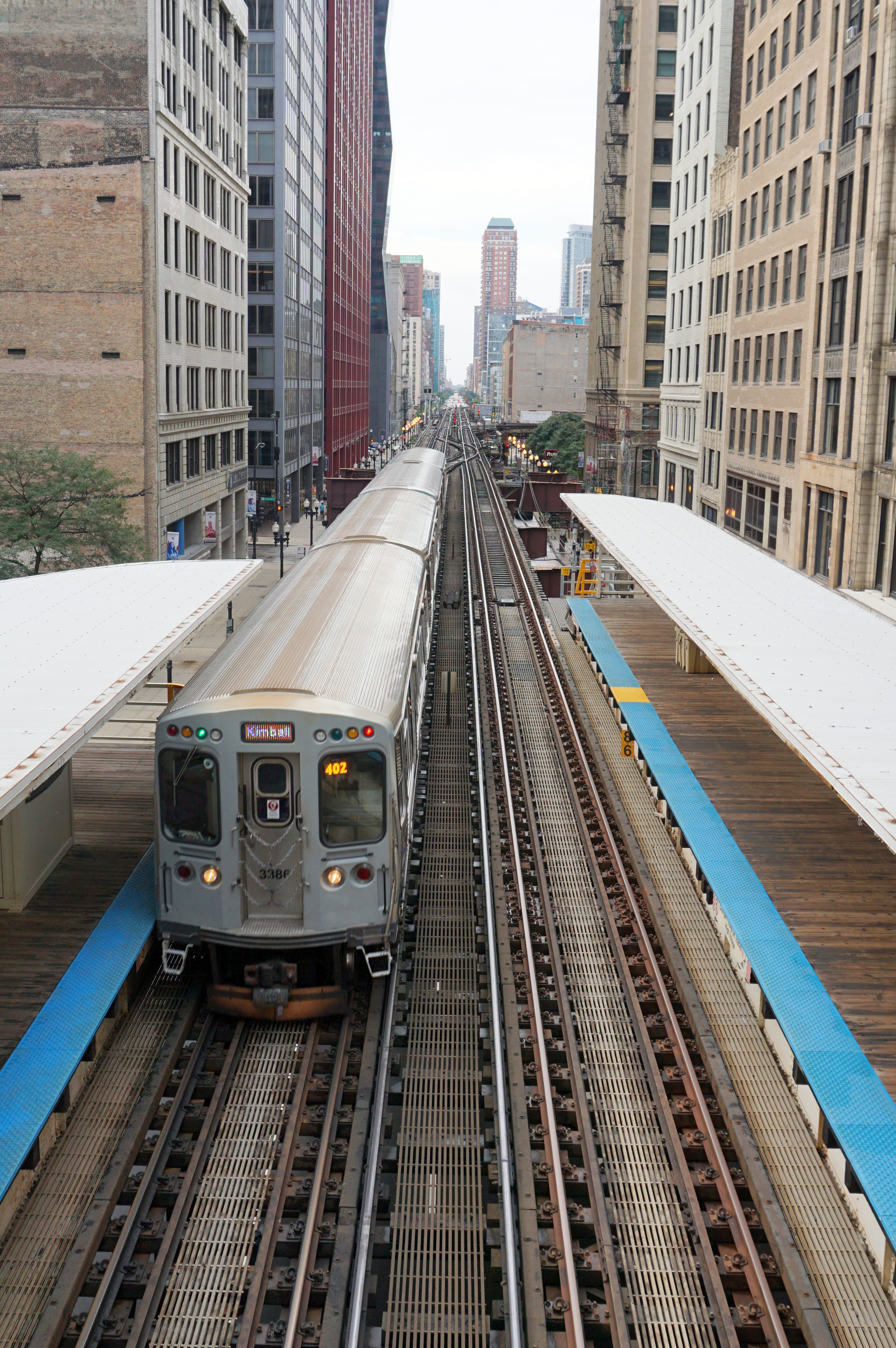
Vue sur la station Adams/Wabash.

Au-delà de l'aéroport Midway, une étude est menée afin d'éventuellement prolonger la ligne vers le quartier de Ford City et son centre commercial, dans le secteur de West Lawn, au sud-ouest de la ville. Cette desserte était initialement prévue à l'ouverture de la ligne orange en 1993 mais fut abandonnée faute de budget. Le terminus actuel de Midway est d'ailleurs déjà configuré pour le prolongement de la ligne orange vers le sud.
La CTA a analysé le coût d'une extension de la ligne orange jusqu'au quartier de Ford City en août 2008 et a déterminé que le projet coûterait environ 200 millions de dollars. Des réunions communautaires ont été organisées dans les quartiers de Midway et Ford City afin d'évaluer le niveau de soutien du public pour l'extension. Une deuxième concertation a lieu en avril 2009 et privilégie la nouvelle desserte le long de Cicero Avenue en longeant les voies de chemin de fer existantes jusqu'au nord de Ford City. Son nouveau terminus serait construit à côté du centre commercial de Ford City (Ford City Mall) et une station intermédiaire serait ouverte à hauteur de 67th Street ou de 71st Street afin de desservir le Toyota Park (le stade de football des Fire de Chicago) à Bridgeview, en banlieue ouest de Chicago.
Les rumeurs de fermeture du centre commercial de Ford City, même si aucune communication officielle n'a été faite en ce sens, ne remettent en aucun cas les projets d'extension en cause.
La CTA prévoyait de préparer un projet d'étude d'impact sur l'environnement (EIE) et d'achever l'ingénierie préliminaire. Les travaux d'extension de la nouvelle ligne devaient commencer au plus tard en 2013 pour s'achever en 2016, cependant, le projet a été annulé.

#### Ligne rouge
Elle sera prolongée au sud de la station 95th/Dan Ryan jusqu'à 130th Street. Le premier projet de prolongement de la ligne rouge, présenté en avril 2007, fournirait une nouvelle desserte dans le sud de Chicago en diminuant les temps de transit et en atténuant l'encombrement et la congestion au terminus actuel de 95th/Dan Ryan.
Les résultats du Preliminary Screen 2 ont été présentés lors d'une réunion publique le 3 décembre 2008 et l'éventail des options pour le projet a été réduit à trois possibilités : Soit un bus à grande capacité, soit deux tracés possibles pour un prolongement de la ligne rouge sur un viaduc. Un itinéraire possible serait de suivre le Halsted Rail jusqu'à 127th Street avec des arrêts intermédiaires à 103 rd Street, 111th Street, et la 119th street tandis que l'autre itinéraire consiste à suivre, à l'est, le UP Rail qui aurait son terminus à la 130th Street au croisement avec l'autoroute Ford Bishop avec des stations intermédiaires à 103 rd Street, 111th Street et 115th Street.
L'étape suivante du processus d'analyse présenté les 3 et 4 juin 2009 a privilégié le deuxième itinéraire et les conclusions ainsi que le cahier des charges sont attendus durant le premier trimestre 2010.
Les travaux doivent commencer au plus tard en 2013 et la nouvelle ligne sera opérationnelle en 2016.
En décembre 2022, le conseil municipal de Chicago a approuvé la création d'un district qui enverra près d'un milliard de dollars de recettes fiscales au cours des prochaines décennies pour étendre la ligne rouge au sud de la 95th Street, une étape importante vers l'achèvement du projet après un demi-siècle de faux départs.

#### Ligne jaune
Présentée en 2008, l'extension de 3 km de la station Dempster-Skokie vers le centre commercial de Old Orchard a été validée en avril 2009 suivant le tracé des anciennes voies de chemin de fer et en longeant ensuite l'autoroute Edens.
Cette extension est selon le président (CEO) de la Chicago Transit Authority, Richard L. Rodriguez, une priorité pour 2010.
Les travaux doivent commencer au plus tard en 2013 et la nouvelle ligne sera opérationnelle en 2016.

#### Circle Line

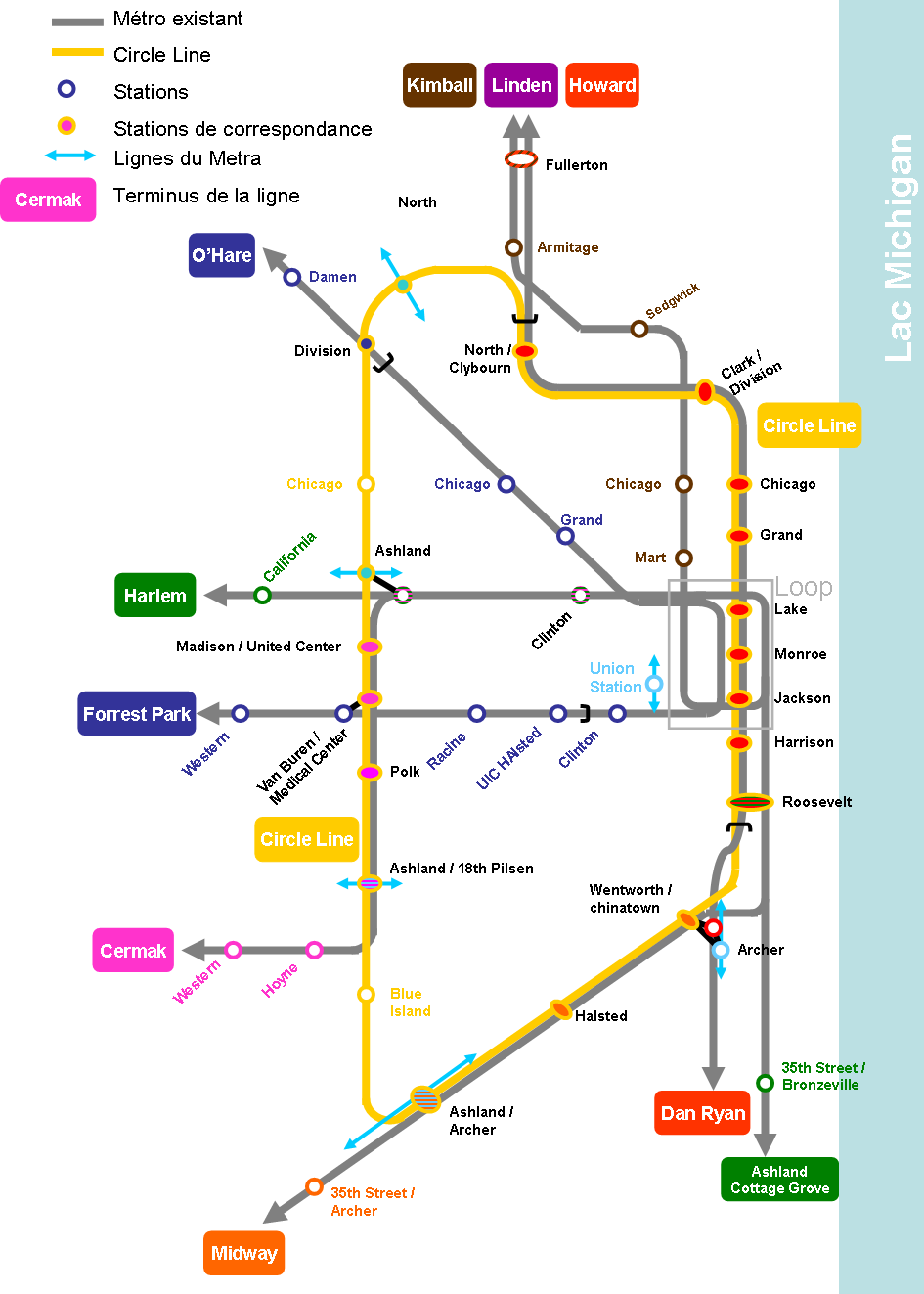
La Circle Line (en jaune).

Annoncé depuis de nombreuses années, la CTA envisage de créer une deuxième boucle appelée « Circle Line » (ligne circulaire).
Le but avoué est de diminuer le nombre de passagers sur les lignes vers l'Union Loop (Downtown), d'offrir une ligne transversale au réseau mais surtout d'améliorer la desserte de plusieurs lieux attractifs de Chicago et d'assurer une meilleure interactivité avec les lignes du réseau Metra (desservant la petite et grande banlieue de Chicago) grâce à l'ajout de nouvelles stations au réseau qui offriraient ainsi une alternative pour rejoindre la gare ferroviaire principale de la ville : Union Station où une correspondance est également possible avec l'Amtrak.

### Projets en cours d'étude
De nombreux projets sont actuellement en phase d'étude et la Chicago Transit Authority analyse les différentes options qui pourraient être utilisées.
La CTA ne perd pas non plus espoir de prolonger certaines lignes plus près du lac Michigan et de mieux desservir des sites touristiques qui ne le sont pas directement aujourd'hui comme la jetée Navy (Navy Pier) ou le stade de Soldier Field par exemple. Cette réflexion rentre dans le cadre du réamenagement du transport dans le downtown de Chicago. Une solution sous forme de tramway est également envisagée.

#### Gold Line
En 2009, les résidents de la rive sud de l'agglomération de Chicago ont proposé de réfléchir sur une reprise de l'exploitation de l'Electric Line du Metra sur sa portion entre Millennium Station et 93 rd Street. La proposition implique peu de nouvelles constructions mais permettrait d'augmenter la cadence de desserte des stations à hauteur d'un passage toutes les dix minutes minimum tout en travaillant à un tarif équivalent et ce, peu importe la distance (comme sur l'ensemble du réseau de la Chicago Transit Authority) et non plus proportionnel à la distance parcourue comme c'est le cas sur le réseau du Metra actuellement. Les estimations pour mettre la ligne en service ont chiffré un budget de 160 millions de dollars.
Depuis que la Gold Line a été proposée, l'idée d'offrir un service de transport rapide le long de la partie sud du lac Michigan a obtenu un appui considérable des habitants des quartiers situés le long de son itinéraire. En dépit de son soutien populaire, les responsables de la CTA et du Metra ont largement rejeté le plan en avançant la nécessité de privilégier l'extension d'autres voies.
Néanmoins, afin d'avoir une vue claire sur un projet d'envergure dans cette partie de la ville, la Regional Transportation Authority (RTA) et le Chicago Department of Transportation (CDOT ; « Département des transports de Chicago ») ont commandé une étude de 450 000 dollars afin d'analyser les possibilités soit pour le partage d'une ligne existante du Metra avec la CTA, soit pour un prolongement de la ligne verte ou pour la construction d'une nouvelle ligne.

#### Clinton Subway

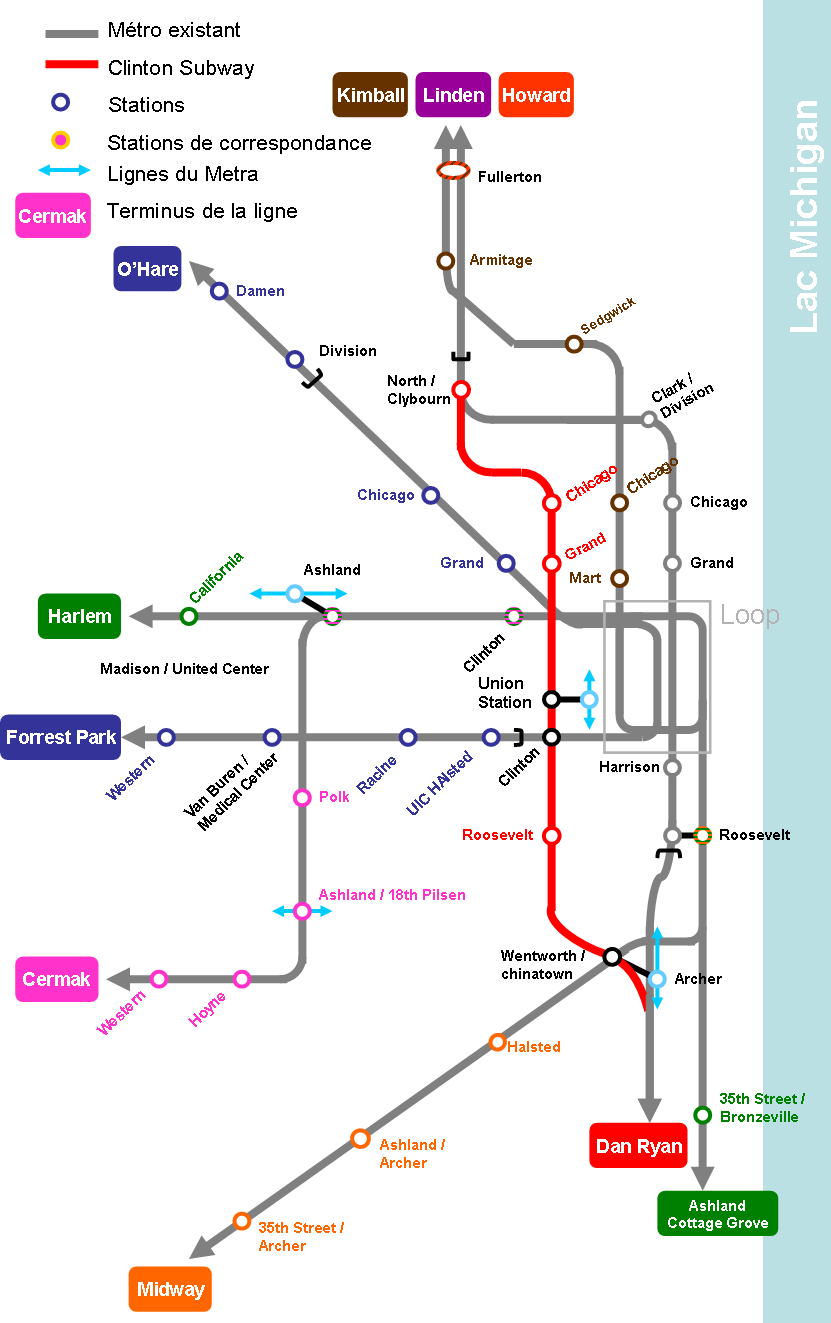
Nouveau tunnel sous Clinton Street.

Le 6 avril 2009, soit le lendemain du départ du Comité international olympique pour la nomination de la ville organisatrice des jeux olympiques d'été de 2016, la ville de Chicago en concertation avec la CTA a présenté les différents projets liés au transport dans le centre-ville de Chicago (Downtown Chicago). Le plus gros chantier étant la construction d'un nouveau couloir de métro sous Clinton Street afin de mieux desservir l'ouest du secteur financier du Loop et de créer des correspondances complémentaires avec l'Union Station et les autres lignes du ‘L’.
Cette nouvelle jonction serait assurée par la ligne rouge qui abandonnerait le State Street Subway. Elle partirait de la station North/Clybourn pour rejoindre la voie vers 95th/Dan Ryan à la station Cermak-Chinatown. Longue de 14 km, cette nouvelle jonction serait en grande majorité souterraine (sauf aux extrémités) et comporterait sept nouvelles stations (cinq dans la phase 1).
La construction de cette nouvelle voirie éviterait également l'engluement des voies du State Street Subway dont l'exploitation serait reprise par la Circle Line et éventuellement par le nouveau terminus nord de la ligne orange express.
Le budget des travaux représente trois milliards de dollars et ils devraient débuter en 2012 pour que la première phase soit exploitée en 2016 (entre North/Clybourn et Union Station) et la seconde (connexion vers 95th/Dan Ryan) en 2020.
Les études de sol et la concertation vis-à-vis du projet débuteront au premier trimestre 2011.
Après l'annonce le 2 octobre 2009 du choix de Rio de Janeiro pour accueillir les Jeux olympiques d'été de 2016, le directeur général de la CTA, Richard L. Rodriguez a annoncé que, même si les Jeux olympiques auraient permis de débloquer les fonds nécessaires plus rapidement, la priorité était de construire un système de transport rapide et fiable pour les cinquante prochaines années et que les études de sol et les concertations seront bien lancées comme prévu.

#### ProjetBlock 37- services express versO'HareetMidway
Le projet a été critiqué dès le départ et reste très controversé. Il a pour but d'offrir un service sans escale à des vitesses plus rapides que les actuelles lignes orange et bleue. La CTA a lancé un appel d'offres afin d'ouvrir le marché au secteur privé.
Les trains express ne fonctionneraient pas sur des rails entièrement dédiés (la construction de ces voies pourrait coûter plus de 1,5 milliard de dollars) mais sur plusieurs courts tronçons de voies qui permettraient aux trains express de dépasser les autres rames en cours de chargement dans les stations. La Chicago Transit Authority a déjà promis 130 millions de dollars et la ville de Chicago 42 millions de dollars pour couvrir les coûts de construction du nouveau terminus de State Street dans le centre-ville.
Les études et conciliations sont en cours depuis 2008 et les experts de la CTA espéraient pouvoir exploiter des rames express à partir de 2012 mais le maire de Chicago Richard M. Daley a déjà annoncé que le projet connu sous le nom de Block 37 (du nom du centre commercial qui surplombe la possible station et qui se trouve au no 108 de State Street dans le secteur financier du Loop ne verrait pas le jour avant 2016 au plus tôt et que sa réalisation dépendrait du financement ou non d'un investisseur privé et de la bonne volonté de la législature suivante à Chicago.

#### Prolongement de laligne bleueversSchaumburg
Depuis 2003, la Chicago Transit Authority étudie la possibilité de prolonger la ligne de l'aéroport O'Hare vers la ville de Schaumburg, 16 km à l'ouest. Cette ville de la banlieue nord-ouest de Chicago abrite le Woodfield Mall (le huitième plus grand centre commercial du pays) et les sièges sociaux de Motorola et de US Robotics Corporation.
Ce projet qui date des années 1980 n'est actuellement pas prioritaire contrairement aux autres extensions. Aucune concertation publique n'est d'ailleurs prévue à ce jour.

#### Mid-City Transitway
Le Mid-City Transitway est un concept d'une ligne de transport en commun sur le site du projet abandonné de l'autoroute Crosstown. Les études de faisabilité ont commencé à la fin de 2002 sur commande du maire de Chicago Richard M. Daley afin de déterminer quel moyen de transport y serait le plus rentable (outre le ‘L’, une ligne de bus à grands gabarits y est également envisagée).
La ligne, d'une longueur totale de 35,4 km, éviterait la congestion des lignes vers le centre-ville et de desservir les différents points d'intérêts périurbains de la ville.
En décembre 2009, les conclusions ont été rendues publiques mais vu les récentes difficultés économiques de finances de la ville et de l'État, la priorité des fonds a été allouée à d'autres projets. Aucune échéance n'est à ce jour planifiée.

#### Rénovation de laHoward Branchet de laEvanston Branch
Après avoir rénové les stations de la  ligne brune sur la Ravenswood Branch et sur la North Side Main Line, la Chicago Transit Authority a lancé en octobre 2009 une étude afin de procéder aux mêmes reconstructions et d'accessibilité des stations et des voies de la Howard Branch et de la Evanston Branch  de Addison à Linden soit un tronçon de 14,5 km.
L'étude s'est terminée fin novembre 2010 afin d'en déterminer les coûts, les échéances et le cahier des charges. Les audiences publiques ont eu lieu en janvier 2011 à Chicago et à Evanston pour présenter aux citoyens concernés les six différents scénarios possibles dont un prévoit la suppression des stations Foster et South Boulevard sur la Evanston Branch et des stations Thorndale, Jarvis et Lawrence sur la Howard Branch afin de limiter les coûts de reconstruction de ces stations vieilles de quatre-vingts ans et de rendre la circulation des navetteurs plus rapide vers le Loop.
Lors de la réunion du 28 janvier 2011, cette dernière proposition s'est néanmoins heurtée au refus des résidents locaux.

## Centre de commande
Si le réseau possède un centre de commande centralisé, le Chicago Transit Authority Control Center, dans le secteur de Near North Side au croisement de Lake Street et de Racine Avenue, il existe encore à plusieurs endroits du réseau des tours de contrôle appelées « interlockings » qui surplombent les aiguillages où se croisent plusieurs lignes. Le réseau en a compté jusqu'à vingt-deux, dont onze sont encore utilisés aujourd'hui.

### Interlockingsabandonnés
| Interlocking        | Tronçon                                                     | Situation                                                   | Ouverture | Fermeture |
| ------------------- | ----------------------------------------------------------- | ----------------------------------------------------------- | --------- | --------- |
| Tower 8             | Loop                                                        | Van Buren Street & Wells Street                             | 1897      | 1955      |
| Tower 22            | Loop                                                        | Wells Street entre Van Buren Street et Jackson Boulevard    | 1955      | 1964      |
| Chicago Tower       | North Side Main Line                                        | Institute Place & Orleans Street                            | 1900      | 1961      |
| Evergreen Junction  | Paulina Connector / Milwaukee Elevated                      | Evergreen Avenue & Milwaukee Avenue                         | 1951      | 1968      |
| Granville Tower     | Howard Branch                                               | Granville Avenue & Broadway                                 | 1922      | 1977      |
| Gunderson Tower     | Garfield Park Branch                                        | Gunderson Avenue & Harrison Street                          | 1926      | 1957      |
| Lawrence Tower      | Howard Branch                                               | Lawrence Avenue & Broadway                                  | 1922      | 1961      |
| Marshfield Junction | Congress Branch / Garfield Park Branch / Milwaukee Elevated | Marshfield Avenue entre Van Buren Street et Congress Street | 1922      | 1961      |
| Pulaski Tower       | Lake Branch                                                 | Hamlin Avenue & Lake Street                                 | 1896      | 1970      |
| St. Louis Tower     | Garfield Park Branch                                        | St. Louis Avenue & Harrison Street                          | 1911      | 1958      |
| Washington Junction | Garfield Park Branch / Paulina Connector                    | Paulina Avenue & Washington Street                          | 1954      | 1968      |
| Wilson Tower        | Howard Branch                                               | Sunnyside Avenue & Broadway                                 | 1900      | 1998      |

### Interlockingsen fonction

#### Tour 12

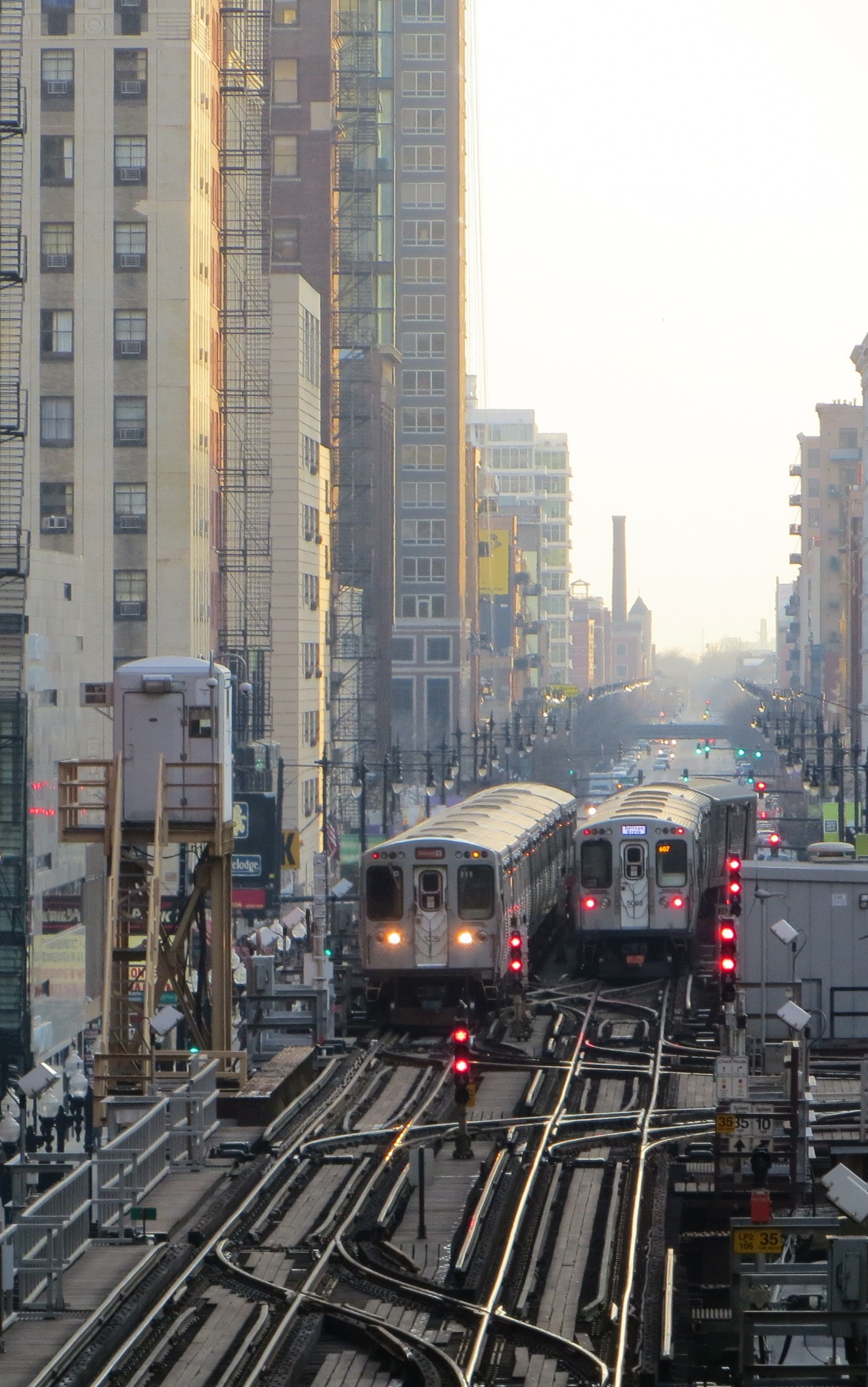
Vue sur la tour 12 (à gauche) à hauteur de l'aiguillage sud-est.

Elle se trouve au sud-ouest du Loop au croisement de Van Buren Street et de Wabash Avenue, elle a été inaugurée le 3 octobre 1897 et elle contrôle les entrées et les sorties des lignes orange et verte sur l'anneau ferroviaire sur lequel les lignes mauve, brune et rose continuent leur chemin.
À l'origine, elle se trouvait à l'intérieur des voies au croisement de Van Buren Street et de Harrison Street et était utilisée comme la station terminus de la South Side Elevated depuis le 22 septembre 1895 avant que le Loop ne soit inauguré. Elle est composée de deux étages, le premier au niveau des voies qui contient les serveurs et le matériel d'entretien et une salle de contrôle au deuxième étage.
À l'instar de la tour 18, elle est d'une grande importance sur le réseau même si l'aiguillage y est moins fréquenté. Elle fut modifiée en 1960 au moment où les voies inutilisées furent retirées de l'aiguillage. Elle fut même abandonnée le 1er novembre 1963 vu que seule la South Side Main Line pénétrait encore sur le Loop par cette entrée. Cinq ans plus tard, en prévision de la Dan Ryan Branch, le Loop fut revitalisé et la tour 12 réactivée. La tour fut remise en service le 28 septembre 1969. Peu de changements y furent ensuite apportés, seules les voies et les transpondeurs de l'aiguillage furent remplacés en novembre 1981.
Au début des années 1990, en prévision de l'arrivée de la nouvelle ligne orange, une nouvelle voie fut posée permettant le passage de la South Side Main Line sur le rail intérieur du Loop.
Ce nouveau commutateur a été mis en service le 22 avril 1993 entrainant la disparition temporaire de la tour 12 qui fut remplacée par le bâtiment qu'on connait aujourd'hui de l'autre côté des voies et qui fut officiellement mis en service le 14 mars 1994. Depuis seule l'arrivée de la ligne rose en 2006 a augmenté le nombre de rames devant la tour.

#### Tour 18

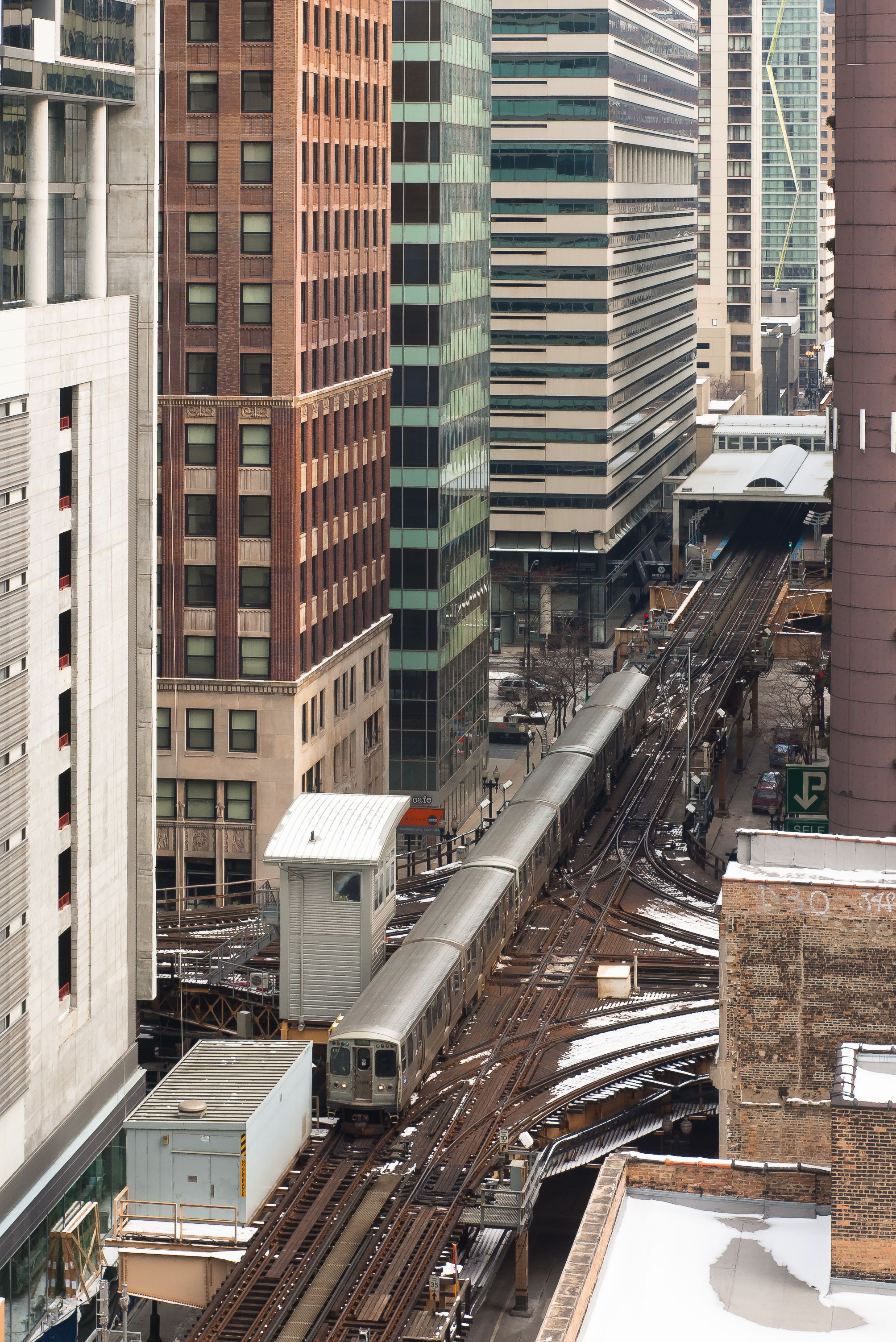
Aiguillage au croisement de Clark Street avec la tour 18 sur la gauche.

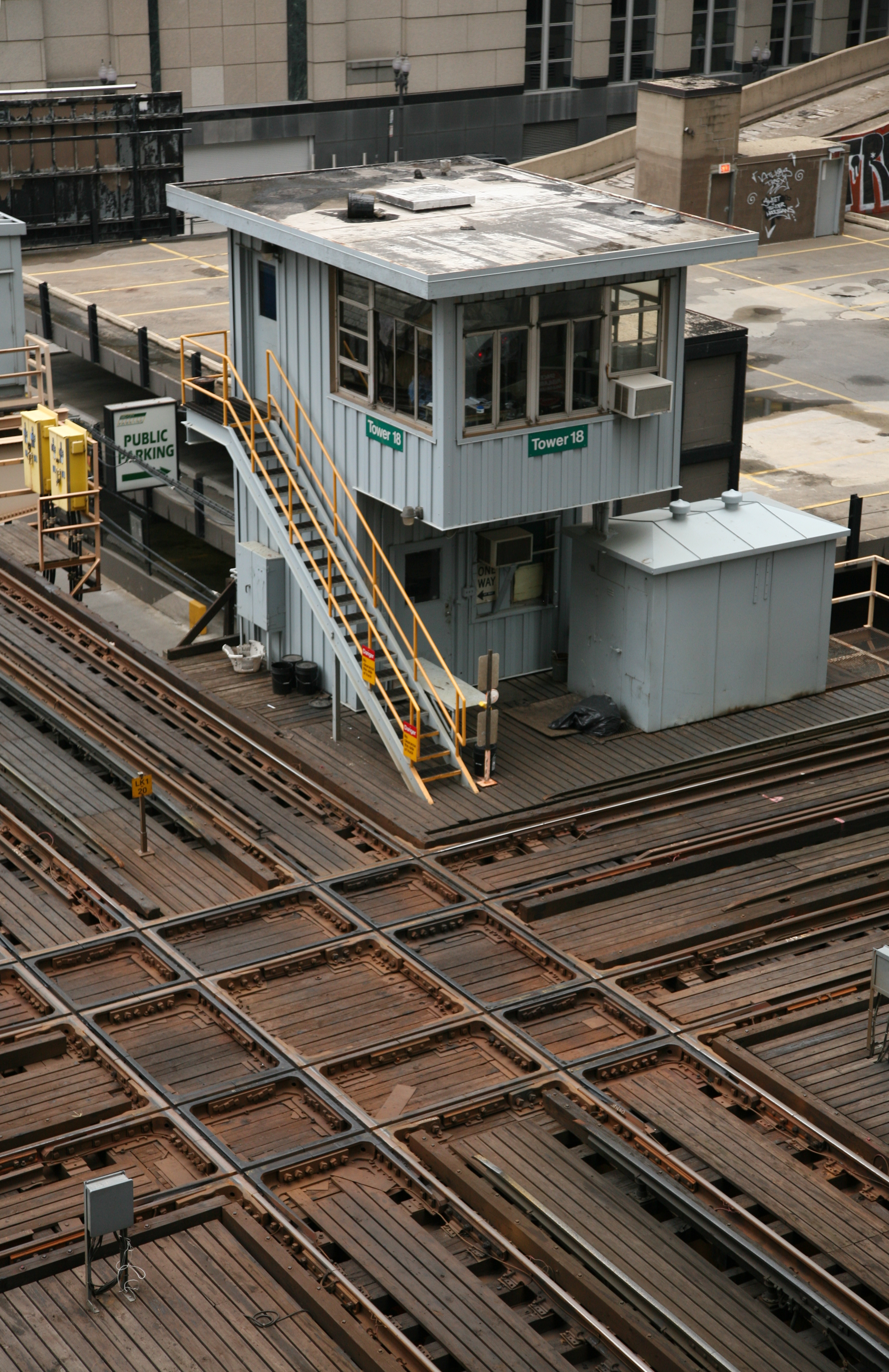
Vue rapprochée de la tour 18.

Situé au coin nord-ouest du Loop au croisement du Lake Street et de Wells Street, il s'agit du nœud le plus important du réseau puisque cinq des huit lignes s'y croisent (verte, orange, brune, rose et mauve). En heure de pointe, une rame emprunte l'aiguillage toutes les trente secondes ce qui signifie qu'outre le contrôle électronique des feux, les agents de la Chicago Transit Authority valident également les passages.
La tour 18 a commencé sa vie en 1895 comme station terminus de la Lake Street Branch dans le centre-ville de Chicago, elle fut fermée le 3 octobre 1897 date de l'inauguration du Loop et fut transformée en un centre de contrôle des aiguillages et en site de comptage pour les trois compagnies existantes afin de leur facturer l'utilisation du Loop. La station fut déplacée à hauteur de Fifth/Lake qui se trouvait sur l'angle nord-ouest du Loop.
Au début des années 1900, la Northwestern Elevated fut connectée au Loop entraînant la disparition de la station Fifth/Lake et la création de la tour 18 sous la forme qu'on lui connait aujourd'hui.
La tour 18 fut appelée ainsi car à l'époque, vu qu'on comptait les passages des rames des différentes compagnies, il fut attribué à chaque station et tour des bornes numériques dans le sens inverse des aiguilles d'une montre en commençant par le chiffre huit au croisement de Fifth Avenue et de Van Buren Street. La tour 18 est composée de deux étages tous les deux accessibles de l'extérieur.
Si au début du Loop les aiguillages se géraient manuellement, aujourd'hui l'espace supérieur est réservé aux agents de contrôle tandis que son rez-de-chaussée (qui se situe à onze mètres du sol) sert de salle de serveurs. C'est sur le site de la tour 18 que le premier aiguillage automatique à contrôle à distance a été installé en 1907.
En 1913, lors de l'instauration du service crosstown, le sens de circulation des voies fut modifié si bien que toutes les lignes puissent rentrer et sortir du Loop en passant devant la tour 18 peu importe leur sens de circulation. Malgré l'ouverture du State Street Subway en 1943 et du Milwaukee-Dearborn Subway en 1951, la configuration de la tour 18 n'évolua pas avant 1969 date à laquelle, victime du progrès, de l'augmentation de la vitesse commerciale du service, elle fut remplacée par une nouvelle structure sur le côté intérieur du Loop mieux positionné pour une vision périphérique sur l'ensemble des voies. Le bâtiment de la nouvelle tour, toujours en place aujourd'hui est construit en forme de « L ».

#### Clark Junction
Clark Junction a été mis en service le 18 mai 1907 par la Northwestern Elevated pour permettre la connexion entre la North Side Main Line et la Ravenswood Branch au nord de la station Belmont.
Hors Loop (les tours 12 et 18), il s'agit du plus important nœud de circulation du réseau. La tour de contrôle se situait à l'origine à l'extrémité nord de la jonction entre les voies de la ligne principale et de la Ravenswood Branch. Une station nommée Clark y était accouplée jusqu’en 1949 date à laquelle elle fut fermée.
Le 22 août 1976, la tour fut modernisée et inaugurée tout comme l'aiguillage afin de rationaliser et fluidifier le passage des 950 rames quotidiennes.
Lors de la rénovation de la ligne brune, Clark Junction fut à nouveau reconstruite en 2004 sur le côté ouest des voies, et le nouveau bâtiment inauguré le 10 avril 2006.
Même si les aiguillages sont contrôlés automatiquement, la présence d'un agent de la Chicago Transit Authority y est permanente, 880 rames y circulent encore quotidiennement.

### Interlockingsutilisés partiellement

#### 17th Junction
Elle a été mise en service en octobre 1943 au croisement de la 17th Street et de State Street pour contrôler le passage des rames au niveau du raccordement entre le State Street Subway et la South Side Main Line mais il n'aura servi que six ans avant que la desserte aérienne ne soit plus exploitée que par le tunnel de métro.
En 1969, elle fut remise en état pour l'ouverture de la Dan Ryan Branch, un tronçon exploité par la ligne rouge.
La voie sud fut reconstruite afin de la détourner au-dessus des autres voies et de séparer l'aiguillage et de rendre plus rapide le passage des rames.
Ceci explique que seule une présence en heure pointe y fut assurée. En réalité la tour 17 n'eut une réelle utilité qu'au moment de l'arrivée de la nouvelle ligne orange puisqu'elle contrôle le transfert des rames des voies vers le sud de celles vers l'est.
Une présence physique y reste néanmoins limitée puisque le basculement des véhicules se fait de manière automatique à la détection du transpondeur à la tête de la rame.

#### 59th Junction
Située à hauteur de la 59th Street et de Prairie Avenue, elle a été mise en service par la South Side Elevated le 3 novembre 1905 pour contrôler l'entrée des rames de la Englewood Branch sur la South Side Main Line.
Elle a été reconstruite le 25 avril 1965 et inaugurée le 4 juillet 1965 selon un mode automatique raccordé aux transpondeurs des rames.

#### 61st Junction
Elle contrôle les entrées et sorties du dépôt de 61st Yard sur la Jackson Park Branch. Elle a été mise en service par la South Side Elevated en 1893 lors du prolongement du premier de tronçon du ‘L’. Elle a été entièrement reconstruite lors de la rénovation du dépôt en 1990. Inaugurée le 17 mai, elle contrôle également à distance le passage automatique des rames sur 59th Junction et la sortie sud du dépôt sur 63 rd Street.

#### Armitage Tower

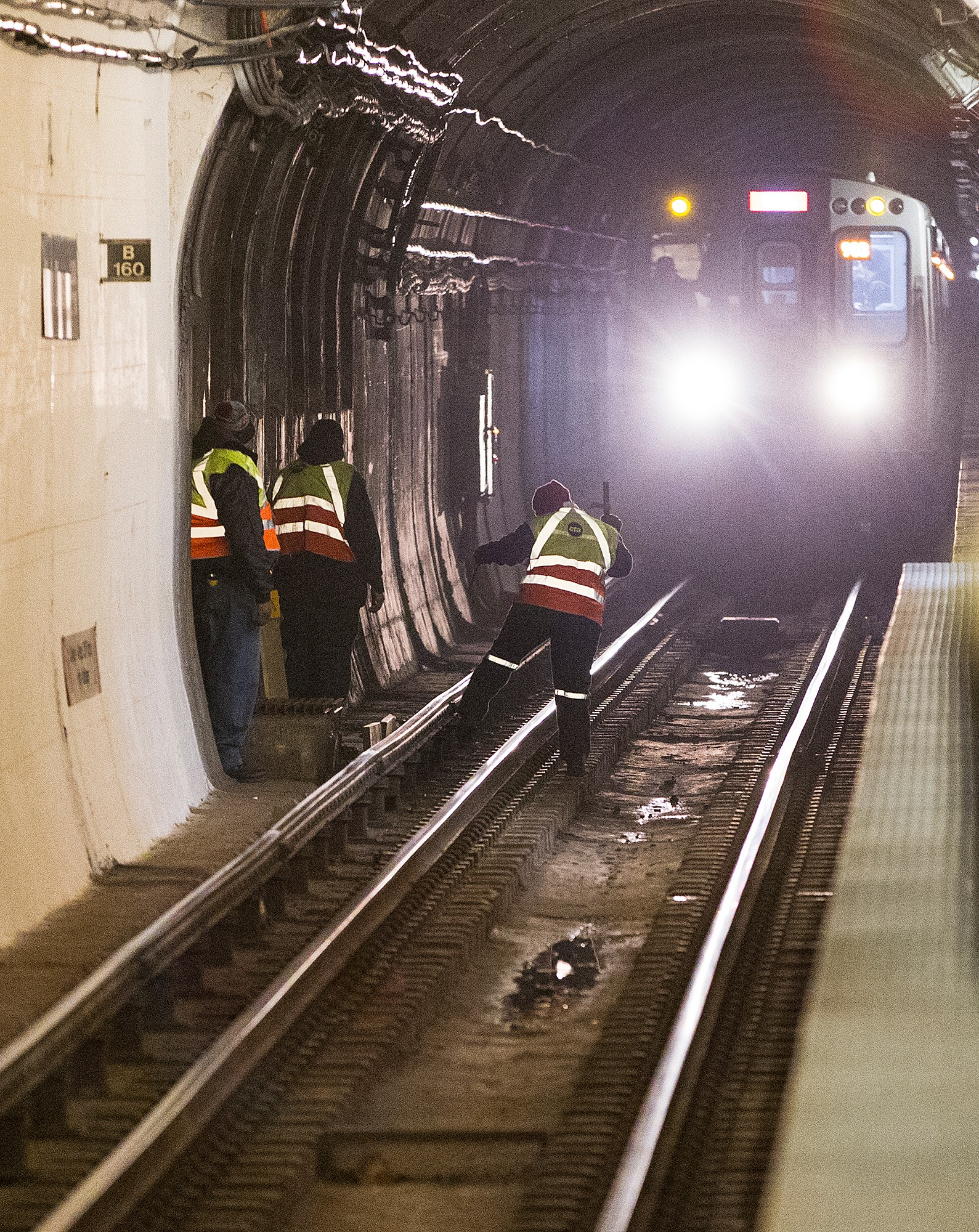
Employés de la CTA travaillant à la maintenance du métro sur le tronçon du State Street Subway.

Armitage Tower fut construite dans le cadre du State Street Subway au début des années 1940 pour contrôler la sortie des rames via le Willow Portal et le passage des rames sur la North Side Main Line. Elle est située à l'extrémité sud de la station Armitage. Elle s'élève à quatre niveaux au-dessus de la rue, à deux des quais de la station.
Après 1964, les rames furent maintenues sur leurs voies limitant le passage de l'une à l'autre et Armitage Tower fut abandonné, la présence d'un opérateur n'étant plus assurée que de manière sporadique même aux heures de pointe.
Elle fut reconstruite en 1990 et reconvertie en bureaux ; les espaces de stockage restent utilisés pour les services techniques des aiguillages automatiques et l'étage supérieur comme centre d'observation. Une prise de contrôle reste toutefois possible lors de l'embouteillage d’une voie afin de maintenir la circulation des voies.
La tour a été rénovée en 2009 dans le cadre de la rénovation de la ligne brune.

#### Harrison/Loomis Junction
Ouverte le 22 juin 1958 lors de l'inauguration de la Congress Branch, elle permet le passage des rames de la médiane de l'autoroute vers la Douglas Branch. La tour fut reconstruite et l'aiguillage fut automatisé en 2007 après la mise en service de la ligne rose. Même si elle est assez récente, elle n'est que rarement occupée par un opérateur de la CTA hormis lors de l'utilisation des voies de service pour atteindre le dépôt de la 54th/Cermak depuis le Milwaukee-Dearborn Subway ou d'un embouteillage sur les voies du Paulina Connector.
L'aiguillage n'est plus utilisé pour le service commercial depuis décembre 2008.

#### LaSalle Junction
Le LaSalle Interlocking est la seule tour de contrôle sur le réseau à se trouver en souterrain, elle a été ouverte dans le cadre du Milwaukee-Dearborn Subway en 1951. Elle permettait à l'époque de contrôler les entrées et sorties de la voie de demi tour derrière la station LaSalle qui était le terminus de la ligne jusqu'à l'inauguration de la Congress Branch le 22 juin 1958. Le LaSalle Interlocking existe toujours et est parfois utilisé  de manière manuelle pour le demi-tour d’une rame en provenance de O'Hare ou pour d'autres opérations spéciales ou d'urgence.

#### Paulina Junction
Située au croisement du Paulina Connector et de la Lake Branch, son origine remonte à la construction de la Congress Branch durant laquelle les rames en provenance de la 54th/Cermak et de Forest Park étaient déviées par ce croisement durant le chantier.
Inaugurée en 1898 par la Metropolitan West Side Elevated mais peu utilisée, elle fut réactivée le 4 avril 1954 grâce à un contrôle manuel à distance qui se situait dans la tour.
Le 20 août 1954, la CTA y a instauré un système d'aiguillage automatisé pilote et révolutionnaire à l'époque. Il ne restera en fonction que jusqu'en 1958, année d'inauguration de la Congress Branch et également d'abandon du service commercial sur le Paulina Connector.
Le 16 mars 1960, l'équipement automatique y fut supprimé et remplacé par un aiguillage à main vu que les voies du Paulina Connector ne furent plus utilisées que pour le stockage de rames en heures creuses.
La tour de contrôle, aujourd'hui limitée à une cabine au niveau des voies fut reconstruite en 2004 permettant l'utilisation commerciale du Paulina Connector par la ligne rose.
L'aiguillage est à nouveau automatisé, une présence humaine n'y est plus assurée que durant les heures de pointe et d'autres périodes de fort trafic.

## Matériel roulant

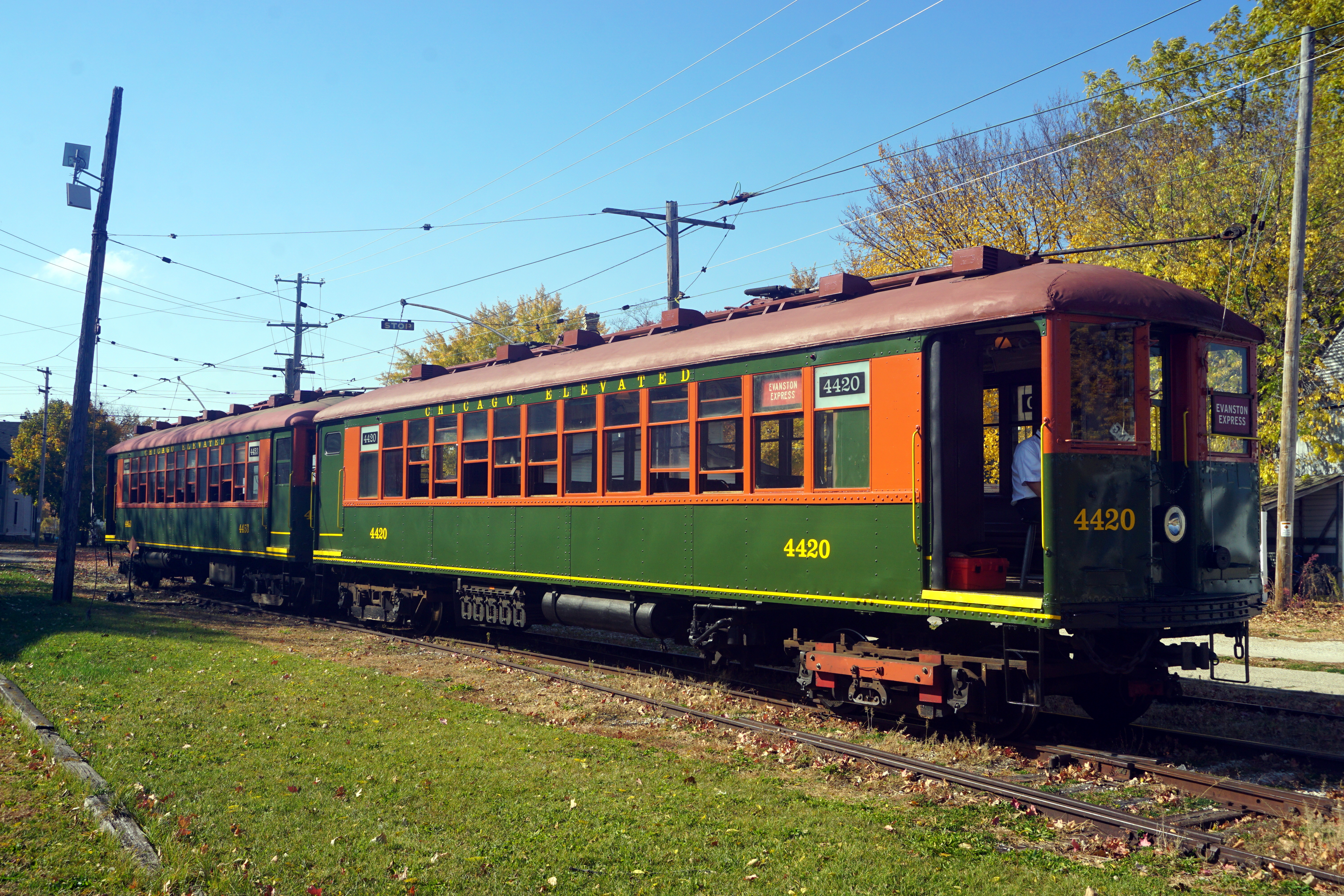
Une rame Jewett 1906 de l'ancienne compagnie de la Northwestern Elevated Railroad (aujourd'hui exposée à l'Illinois Railway Museum).

Le matériel roulant du métro de Chicago est composé de 1 190 voitures qui sont toujours couplées par deux (soit un maximum de 595 rames). En règle générale, les rames sont couplées au total par quatre, six, huit ou par dix voitures pour former un train, les plus anciennes rames en circulation, la série 2200 date de 1964 mais la Chicago Transit Authority a lancé en 2010 de nouvelles rames du constructeur Bombardier, la série 5000 afin de les remplacer.
Toutes les voitures sont hautes de 3,7 mètres, longues de 14,7 mètres et larges de 2,8 mètres. Elles fonctionnent toutes en courant continu sauf la dernière génération qui par souci d'un gain d'énergie fonctionne en courant alternatif.
Les rames sont alimentées par un troisième rail électrique et équipées de boggies standards fonctionnant sur l'écartement classique de 1,435 mètre.

### Rames retirées du service
| Séries | Numéros   | Constructeur | Année de construction | Année de suppression | Alimentation                       | Lignes fréquentées                     | Nombre de voiture |
| ------ | --------- | --- | --------------------- | -------------------- | ---------------------------------- | -------------------------------------- | ----------------- |
| 100    | 1-400     | Jackson and Sharp Company, Gilbert Car Company, Jewett Car Company                                                   | 1892-1905             | 1957                 | Locomotive à vapeur puis 3ème rail | South Side Elevated                    | 400               |
| 1000   | 1-788     | Pullman Company, American Car & Foundry, St. Louis Car Company, Jewett Car Company                                   | 1900-1908             | 1957                 | Caténaire                          | Northwestern Elevated                  | 357               |
| 2000   | 100-927   | Pullman Company, Harland and Hollingsworth, American Car & Foundry, Barney and Smith Car Company, Jewett Car Company | 1895-1907             | 1957                 | 3ème rail                          | Metropolitan West Side Elevated        | 567               |
| 3000   | 1-238     | Gilbert Car Company, Pullman Company, St. Louis Car Company                                                          | 1893-1909             | 1957                 | Locomotive à vapeur puis 3ème rail | Lake Street Elevated                   | 195               |
| 4000   | 4001-4455 | Cincinnati Car Company                                                                                               | 1914-1924             | 1973                 | Caténaire & 3ème rail              | Metropolitan, South Side, Northwestern | 455               |
| 5000   | 5001-5004 | Pullman Company | 1947                  | 1985                 | Caténaire & 3ème rail              | █                                      | 4                 |
| 6000   | 6001-6720 | St. Louis Car Company                                                                                                | 1950-1959             | 1992                 | 3ème rail                          | █                                      | 720               |
| 1-50   | 1-50      | St. Louis Car Company                                                                                                | 1959-1960             | 1998                 | Caténaire & 3ème rail              | █                                      | 50                |
| 2000   | 2001-2180 | Pullman Company | 1964                  | 1993                 | 3ème rail                          | █                                      | 180               |
| 2200   | 2201-2350 | Budd Company | 1969-1970             | 2013                 | 3ème rail                          | █                                      | 150               |
| 2400   | 2401-2600 | Boeing Vertol | 1976-1978             | 2014                 | 3ème rail                          | █                                      | 200               |

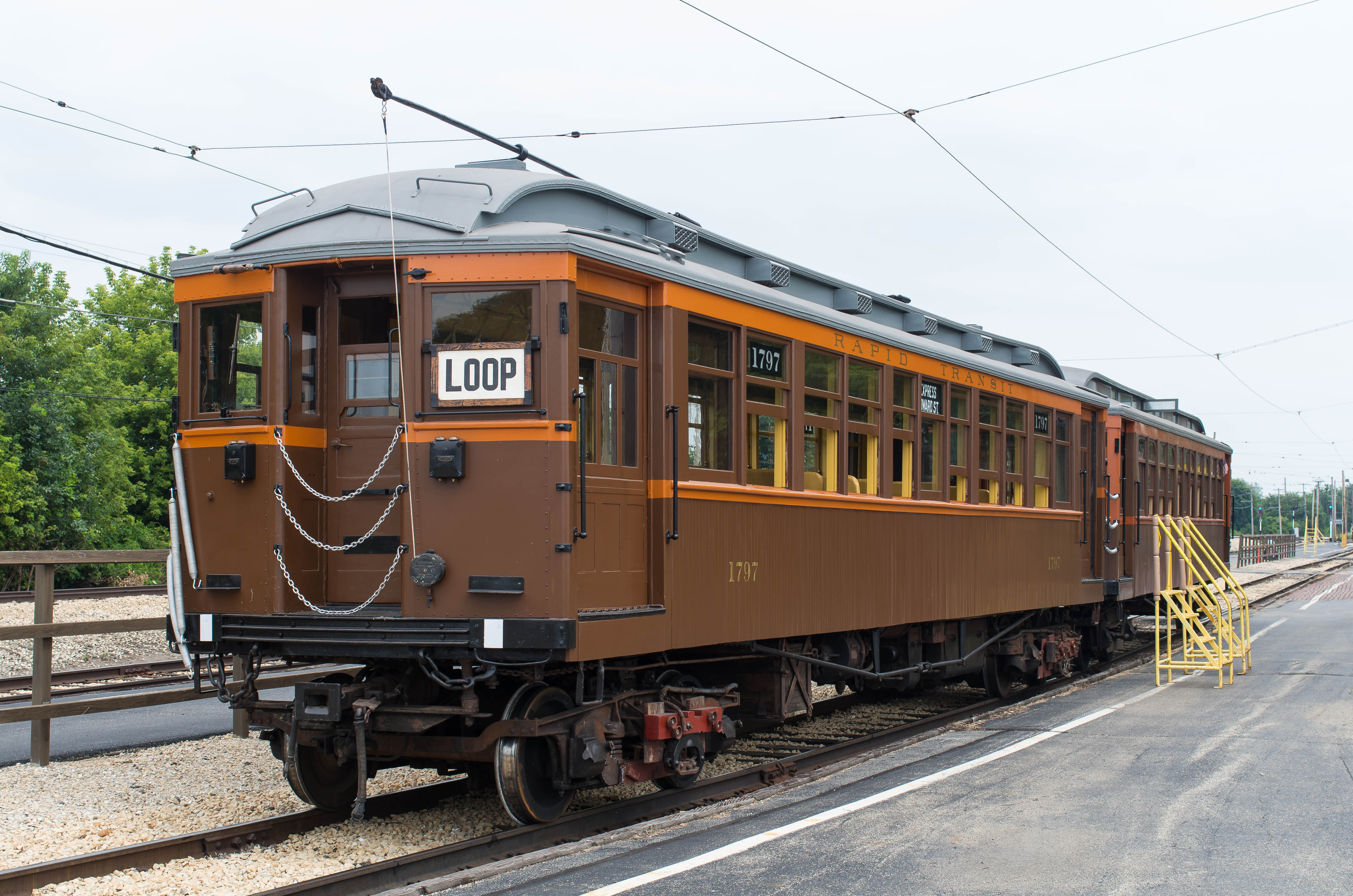
Une rame de l'ancienne compagnie du Chicago Rapid Transit (1924-1947), à l'Illinois Railway Museum.

Dès l'introduction de la Chicago Elevated Railway, la commande des rames fut rationalisée et étendue à l'ensemble du système afin de retirer rapidement les spécificités des rames typique de chacune des quatre compagnies d'origine. Les anciens modèles de rames sont aujourd'hui très prisés par les collectionneurs et plusieurs exemplaires ont été entreposés à l'Illinois Railway Museum ou au Halton County Radial Railway Museum.

#### Série4000

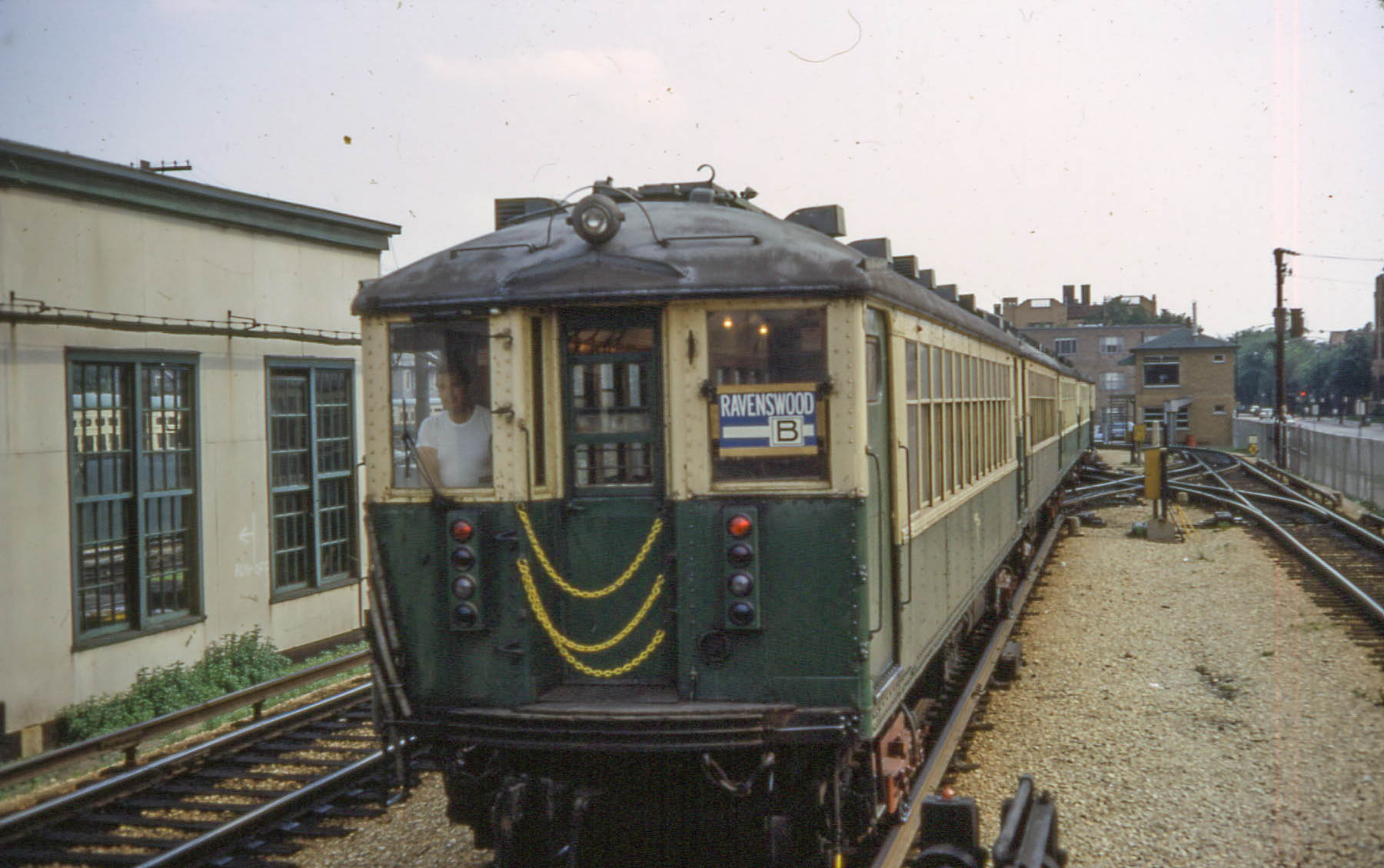
Série 4000 sur la Ravenswood Line (en 1967).

Les rames de la série 4000 ont été commandées à partir de 1913 fabriqués par la Cincinnati Railcar Company entre 1914 et 1924.
Ce sont les premières rames commandées pour l'ensemble du réseau par la Chicago Elevated Railway afin de les faire rouler sur les tronçons des quatre compagnies présentes à l'époque. Constituées d'acier, elles ont été construites en deux variantes distinctes, une version plus haute avec un toit métallique connues sous le nom de Baldies (en raison de leurs toits de tôle lisse) et une seconde avec une carlingue en bois connue sous le nom de Plushies (en raison de leur banquette en peluche plus confortables que les précédentes). Les Baldies étaient équipés de six portes par voiture, mais les portes du centre n'étaient utilisées que dans les stations plus fréquentées tandis que les Plushies n'en comptaient que quatre.
Ces voitures ont été construites à la suite de plusieurs achats distincts (les dates sont la date de l'ordre, et non la date réelle de production).
Pour des raisons de sécurité, les rames en bois, ne furent pas autorisées à circuler dans le State Street Subway lors de son ouverture en 1943. Elles furent retirées du réseau en 1973.

#### Série5000

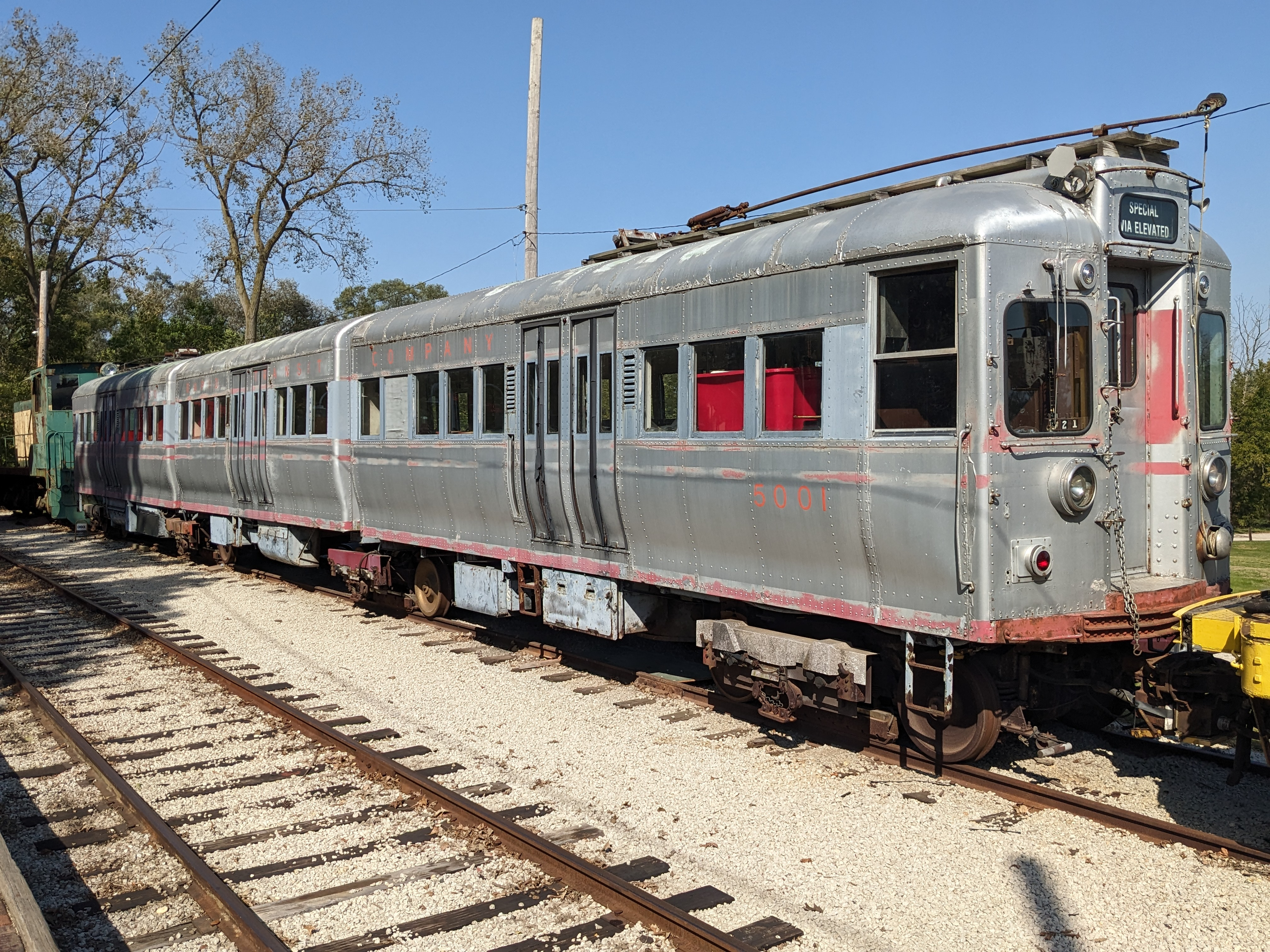
Série 5000 au Fox River Trolley Museum.

La série 5000 a été construite par l'association de la Pullman Car Company et de la Saint-Louis Car Company, elles ont été introduites par la CTA en 1947. Composées de quatre voitures, elles avaient pour particularité que leurs portes se repliaient vers l'intérieur de la voiture plutôt que de glisser contre la rame horizontalement (cette configuration existe encore aujourd'hui sur la série 2200).
Les rames étaient composées de trois pièces articulées et ressemblait aux rames de chemin de fer avec un caisson large à l'intérieur et des parois plus fines.
Elles furent utilisées dans un premier temps sur la Garfield Park Branch, l'ancêtre de la Congress Branch avant d'être redirigées sur la ligne jaune (Skokie Swift) ou elles ont terminé leur carrière en 1985.

#### Série6000

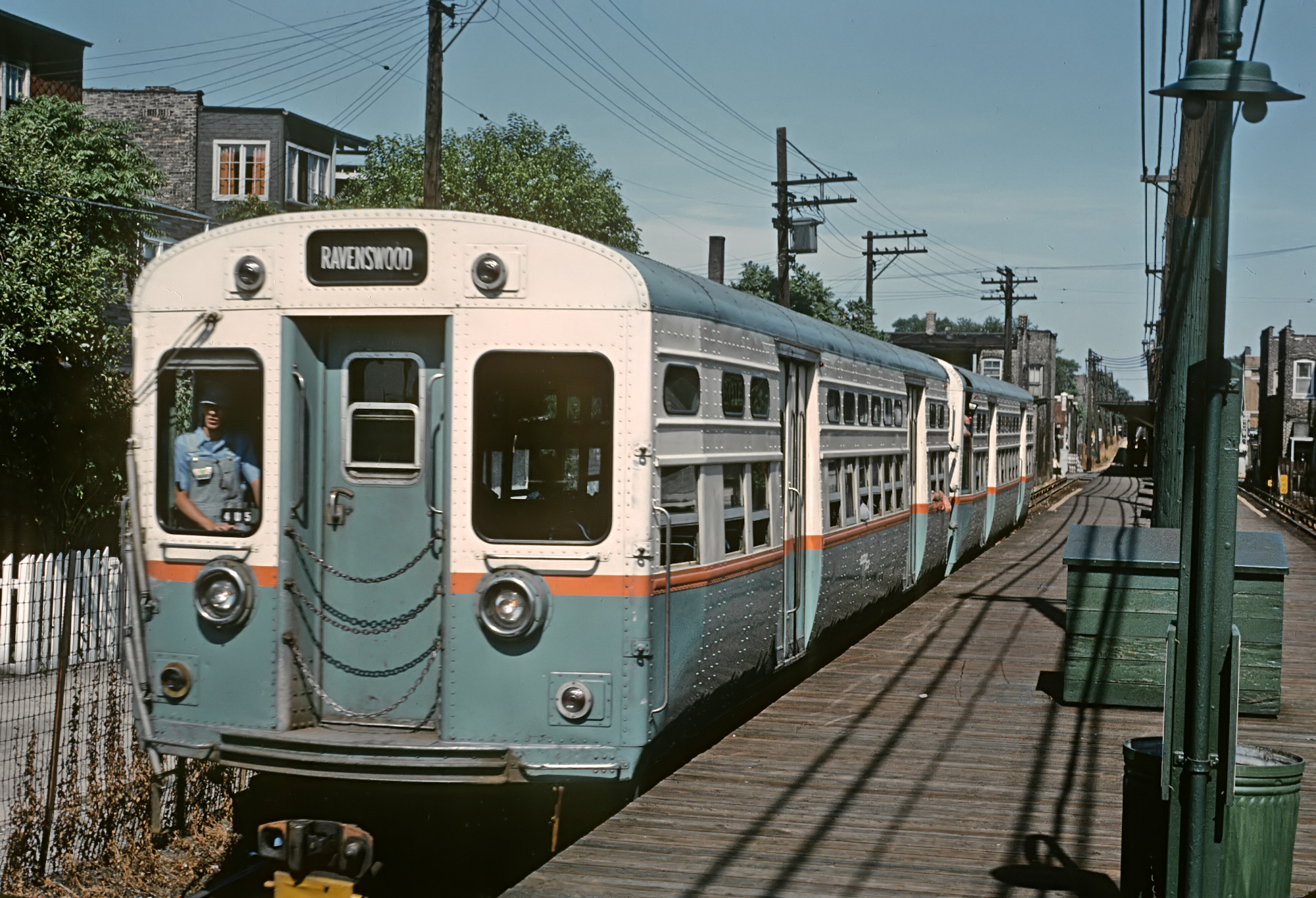
Série 6000.

La série 6000 a été fabriquée par la Saint-Louis Car Company qui les a livrées à la CTA en 1950.
Cent trente unités furent construites sur la base du modèle de la série 5000 à cette différence que les caissons étaient divisés par deux. Le système d’accouplement est toujours en vigueur sur les rames actuelles du réseau.
Un grand nombre de ces voitures ont été construites au moyen des composants (moteurs, équipements de contrôle, les sièges, les fenêtres…) de la flotte de tramways PCC de la Chicago Surface Lines qui fut démantelée à la fin des années 1940.
La série 6000 fut utilisée sur l'ensemble du réseau sauf sur la ligne jaune et sur la Dan Ryan Branch, elles ont été retirées du service en 1992.

#### Série1-50

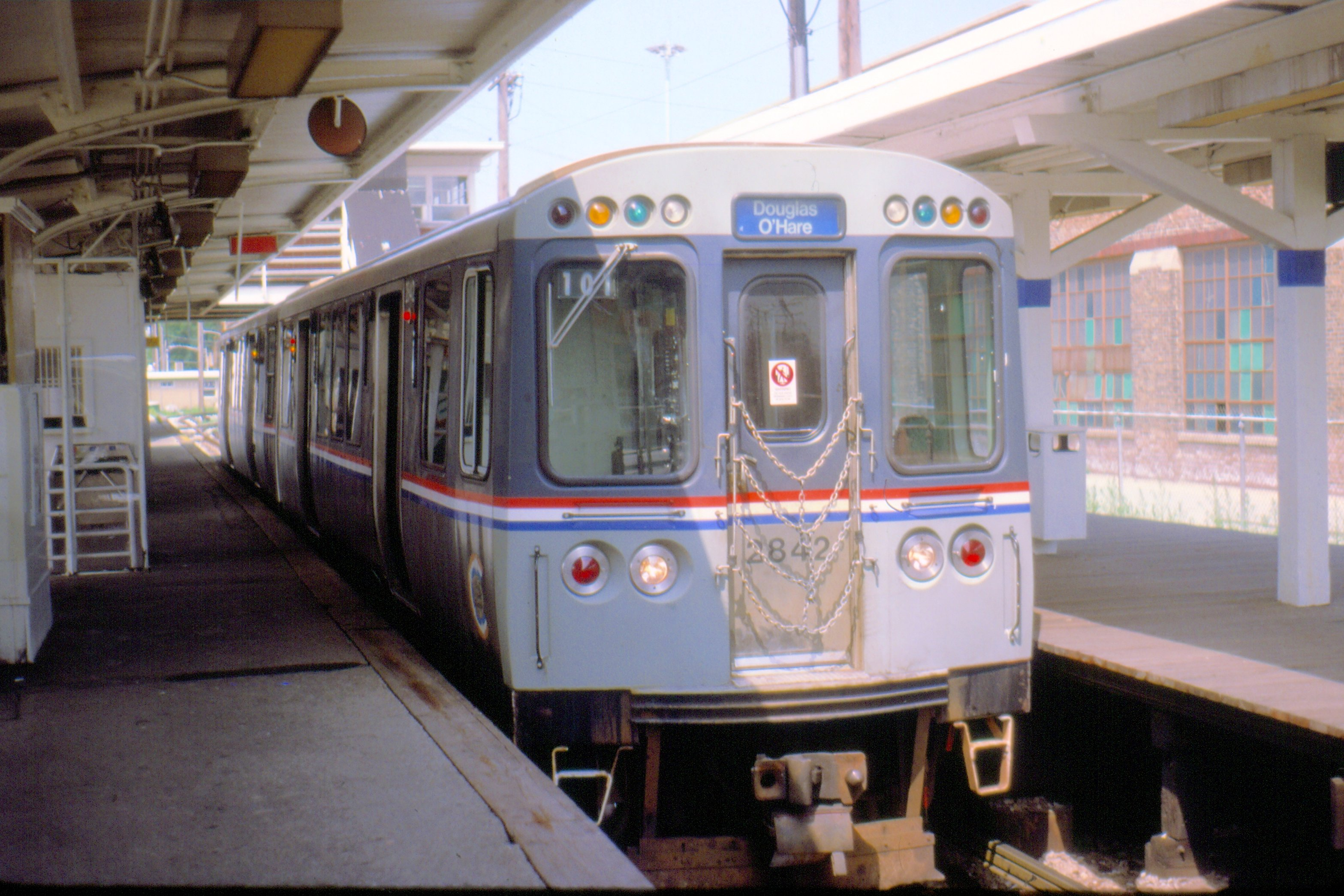
Série 1-50.

La série 1-50 a été fabriquée par la Saint-Louis Car Company, elles furent livrées en complément de la série 6000 entre 1959 et 1960. Leur conception est similaire à celle de la série 6000 à cette différence qu'elles possèdent une cabine de conduite à chaque extrémité et que dans une volonté de diminuer le nombre d'agent dans les stations, les cabines permettaient un contact direct avec les passagers afin de délivrer les titres de transport. Elles étaient facilement identifiables pour les chicagoans grâce à leur livrée brune et grise barrée par trois bandes aux couleurs américaines qui les habillaient.
Affectées aux services de la North Side Main Line, de la Ravenswood Branch et de la ligne jaune, elles ont été retirées du service en 1999.
Plusieurs exemplaires de cette série sont conservés entre autres au Halton County Radial Railway Museum.

#### Série2000

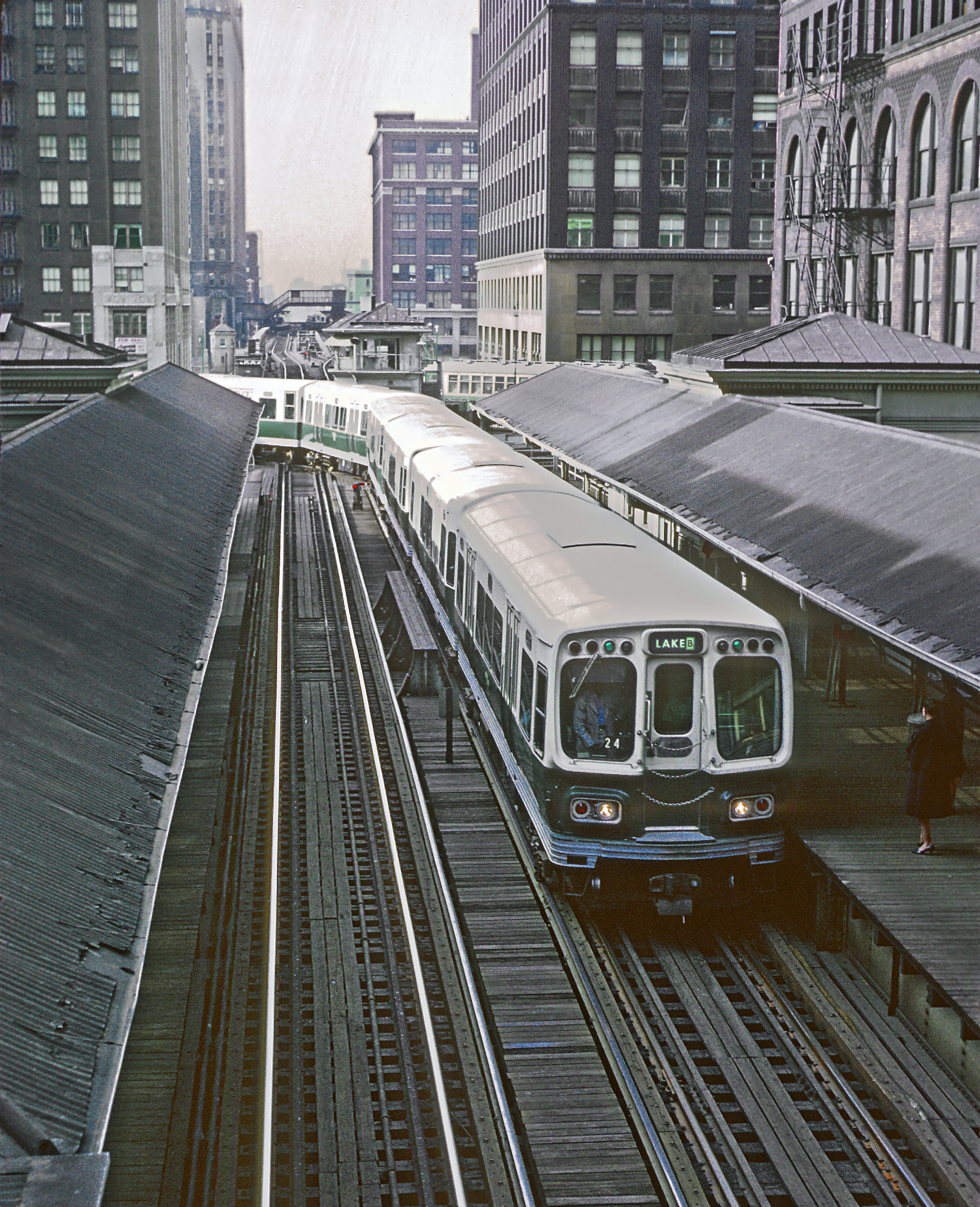
Série 2000 sur l'Union Loop.

La série 2000 a été fabriquée par la Pullman Car Company et livrée à la Chicago Transit Authority à partir de 1964.
Lors de leur introduction sur le réseau, la série 2000 se démarquait fort des autres voitures, elle était plus récente bien sur mais intégrait non seulement la climatisation pour la première fois mais également d'autres innovations comme l'éclairage fluorescent, de larges baies vitrées et une tête de carrosserie plus fine grâce à l'utilisation pour la première fois de l'aluminium pour la finition de la carlingue. Ces voitures ont été le début des rames de nouvelle génération et ont été utilisées comme modèle pour les suivantes. Tout comme les anciennes séries 4000 et 6000, les rames de la série 2000 étaient bicolores : la moitié inférieure était de couleur vert bouteille et la moitié supérieure de couleur blanc cassé.
Le système de contrôle des rames de la série 2000, plus moderne empêchait d'être couplée avec des rames d'autres types jusqu'à la livraison de la série 2200 et des suivantes.
La série 2000 a eu une durée de vie assez courte de seulement vingt-neuf ans, toutes les rames furent sorties du réseau dès 1994. Deux exemplaires sont aujourd'hui entreposés à l'Illinois Railway Museum tandis que deux autres exemplaires sont conservés au dépôt de Skokie. Le reste de la livrée a été mis au rebut.

#### Série2200

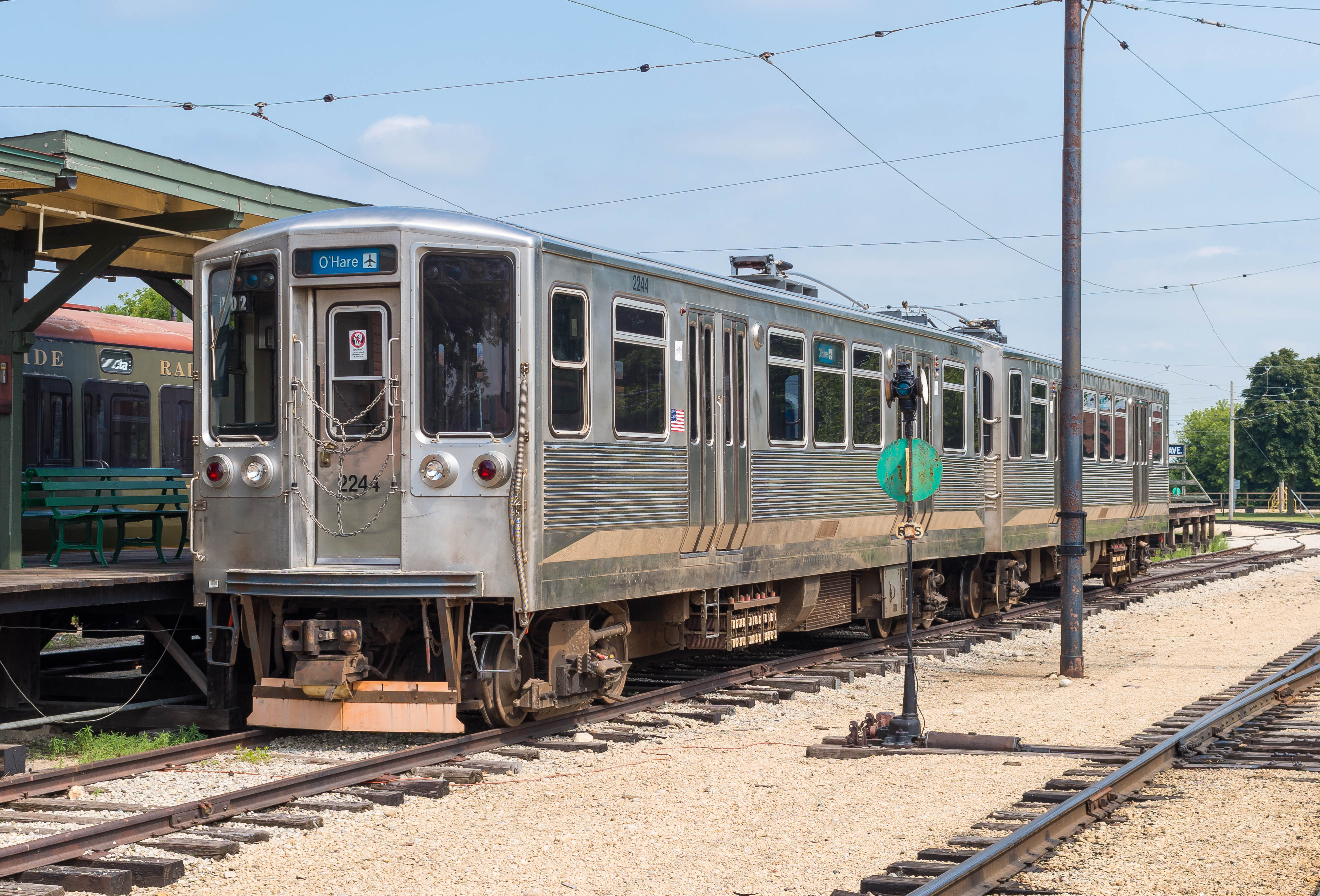
Série 2200 sur la ligne bleue.

Les voitures de la série 2200 ont été fabriquées par la Budd Company à Philadelphie. Elles furent mises en service en 1969 pour l'inauguration de la Dan Ryan Branch. Au total, cent-cinquante exemplaires furent livrés entre 1969 et 1970 à la CTA.
Ce sont aujourd'hui les voitures les plus vieilles encore en fonction sur le ‘L’, leurs portes qui fonctionnent encore sur le principe du repli intérieur sont plus étroites que sur les générations suivantes. De ce fait, la série 2200 est toujours couplée avec plusieurs voitures d'une série différente, généralement de la 2600, afin que la rame soit accessible aux personnes à mobilité réduite.
Consciente de leur vétusté, la CTA les avaient déjà faites rénover par la New York Rail Car Corporation entre 1990 et 1992 mais elle souhaite désormais les retirer complètement du réseau au plus tard à la fin de 2012 et de les remplacer par les nouvelles 5000. La dernière rame est retirée du service en 2013 et toutes les voitures sont mises au rebut en 2014, à l'exception de cinq d'entre elles qui sont préservées.

#### Série2400

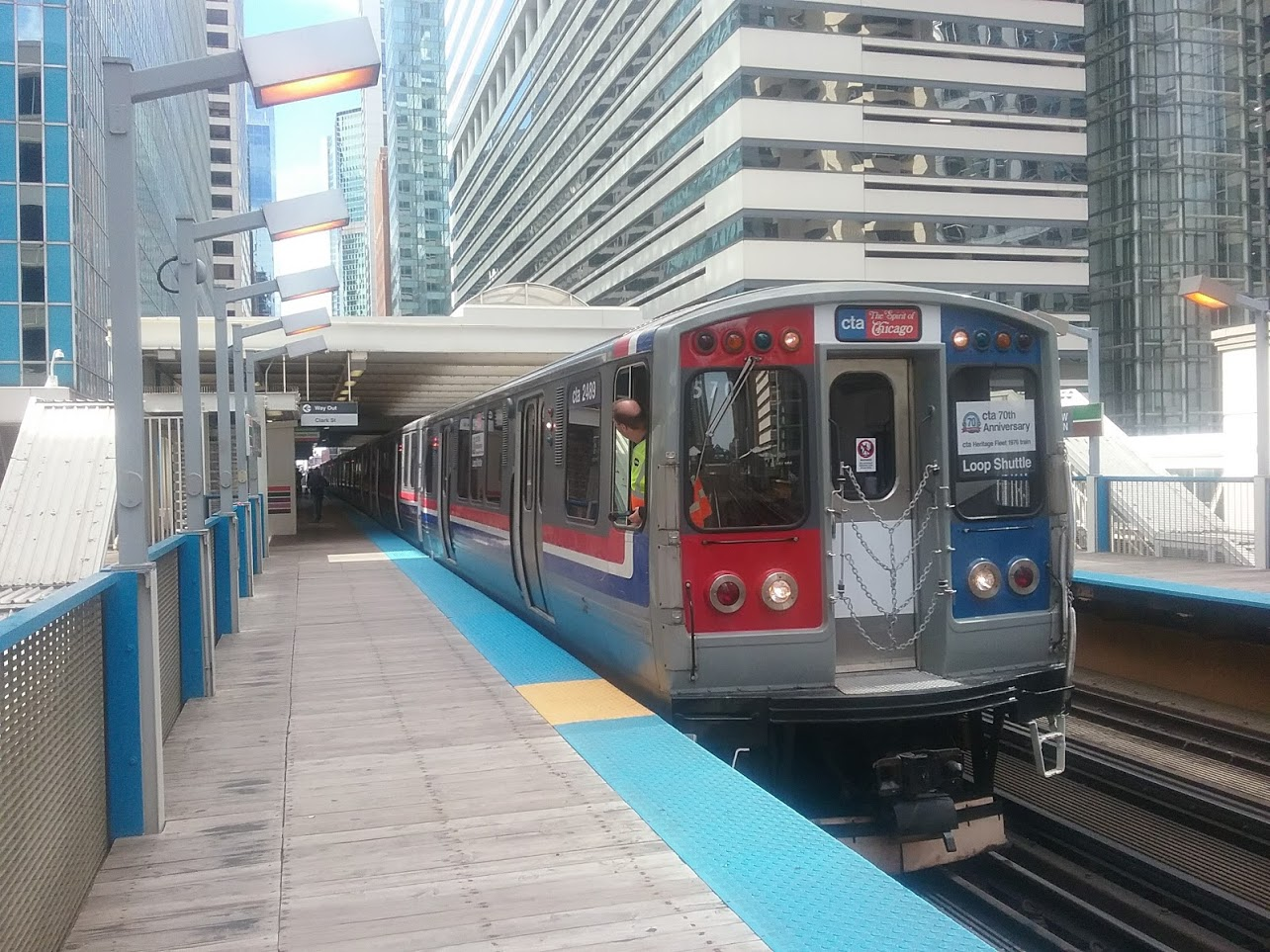
Série 2400 sur la ligne verte.

Les rames de la série 2400 ont été fabriquées par Boeing-Vertol à Philadelphie et mises en service en 1976. Dans un premier temps cent exemplaires furent commandés avant que la Chicago Transit Authority ne double sa commande en 1978.
Les 2400 furent les premières voitures depuis plusieurs générations à réintégrer le système des portes coulissante afin d'offrir une plus grande amplitude d'embarcation aux passagers. À leur livraison, année du bicentenaire américain, elles étaient ornées d'une face aux couleurs américaines et de trois bandes le long des voitures. Aujourd'hui elles adoptent un look beaucoup plus sobre et les anciens lettrages ont laissé place à des espaces publicitaires.
La CTA s'est elle-même chargée de leur rénovation étalée entre 1987 et 1995 et qui s'est déroulée dans le dépôt de Skokie. On peut les apercevoir le plus souvent sur le tracé de la ligne verte.
Tout comme les séries 2200, la CTA souhaite les remplacer progressivement par des rames de la série 5000. Une fois la livraison des nouvelles rames Bombardier achevée en 2013, les rames de la série 2400 sont progressivement retirées du réseau et se termine lors de la suppression de la dernière voiture en 2014.

### Parc actuel
| Séries | Numéros    | Constructeurs             | Année de construction | Alimentation | Lignes fréquentées | Nombre de voiture |
| ------ | ---------- | ------------------------- | --------------------- | ------------ | ------------------ | ----------------- |
| 2600   | 2601-3200  | Budd Company              | 1981-1987             | 3ème rail    | █                  | 600               |
| 3200   | 3201-3457  | Morrison-Knudsen          | 1991-1994             | 3ème rail    | █                  | 257               |
| 5000   | 5001- 5500 | Bombardier Transportation | 2010-2013             | 3ème rail    | █                  | 714               |
| 7000   | 7001- 7400 | CRRC                      | 2019-en cours         | 3ème rail    | █                  | 400               |

#### Série2600

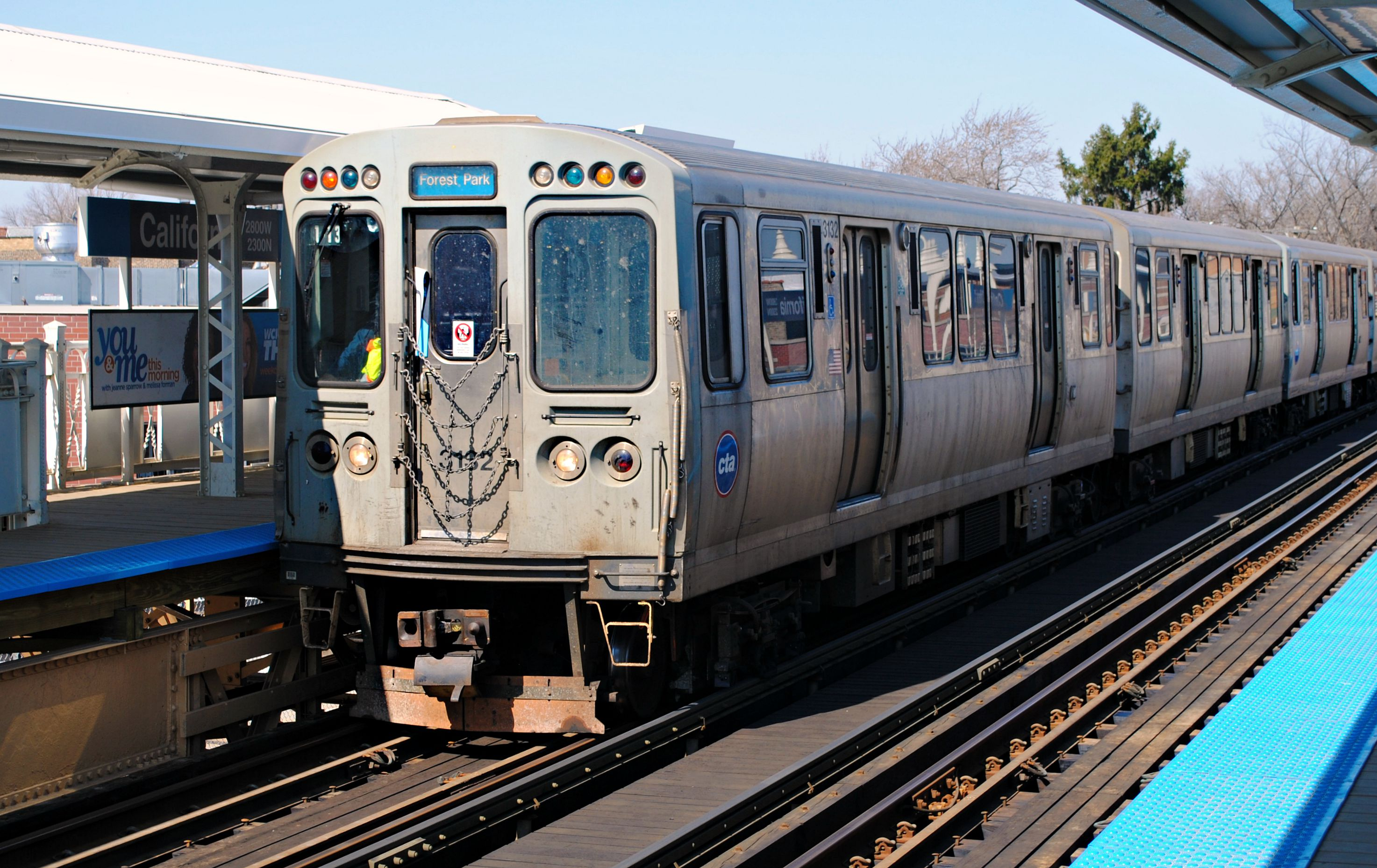
Série 2600 sur la ligne bleue.

La série  2600 est la plus nombreuse sur le réseau, elle fut fabriquée par la Budd Company (comme la 2200) sur base du modèle de la série 2400 afin d'augmenter le nombre de rames et pouvoir satisfaire la demande croissante des passagers mais surtout le prolongement de la O'Hare Branch jusqu'à l'aéroport. Au total six-cents voitures furent commandées et livrées entre 1981 et 1987.
De 1993 à 2015, ces modèles ont été utilisés sur la ligne rouge. Ils ont été retirés du service de la ligne rouge en 2015 et remplacés par les modèles de la série 5000, ses voitures de la série 2600 étant réaffectées aux lignes bleue et orange. La ligne jaune était généralement exploitée avec ces modèles de 2010 à 2014, date à laquelle ils ont été remplacés par les voitures de la série 5000.
Toutes les rames ont été rénovées entre 1999 et 2002 par la société Alstom dans leur atelier de New York.

#### Série3200

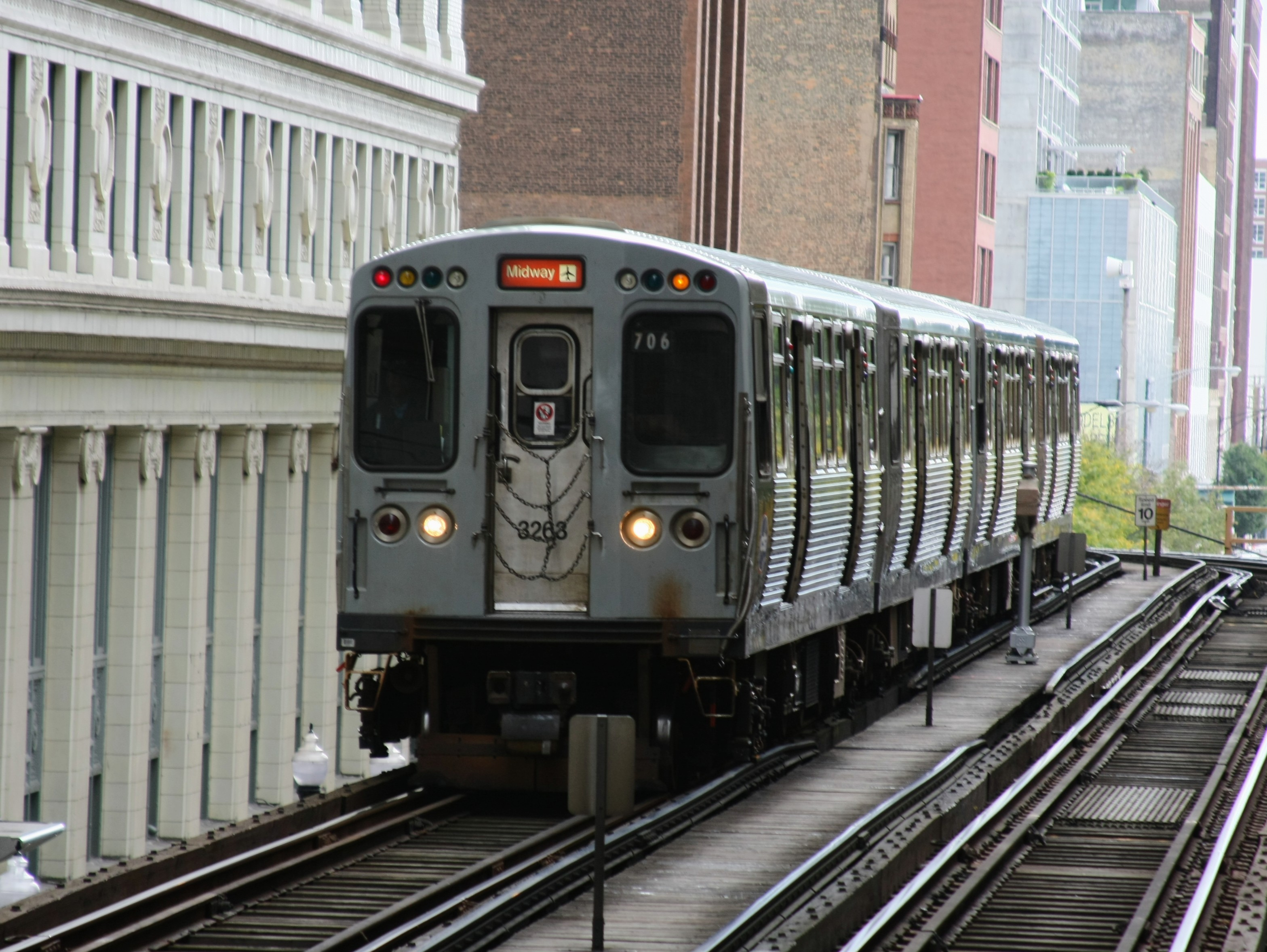
Série 3200 sur la ligne orange.

Les voitures de la série 3200 ont été fabriquées par Morrison-Knudsen, ses premiers tests ont été effectués en 1992 et les dernières rames furent livrées à la CTA en 1994. La commande initiale de 256 a été principalement motivée par l'ouverture de la ligne orange en octobre 1993.
Les nouvelles voitures ont intégré un système de conduite automatique assisté des rames et leur carlingue en aluminium a été spécialement conçue pour que la peinture des graffitis n'adhère pas aux parois. Étonnamment, c'est également la première livrée depuis l'introduction de la climatisation qui permet d’ouvrir la fenêtre des rames en cas de panne du climatiseur.
Les voitures numérotées 3441-3456 étaient à l'origine équipés de pantographes pour une utilisation sur la ligne jaune (qui était été alimentée par une caténaire jusqu'en 2004). Ces pantographes furent supprimés à la fin des années 1990 lorsque les rames furent réaffectées à la desserte de la ligne brune.

#### Série5000

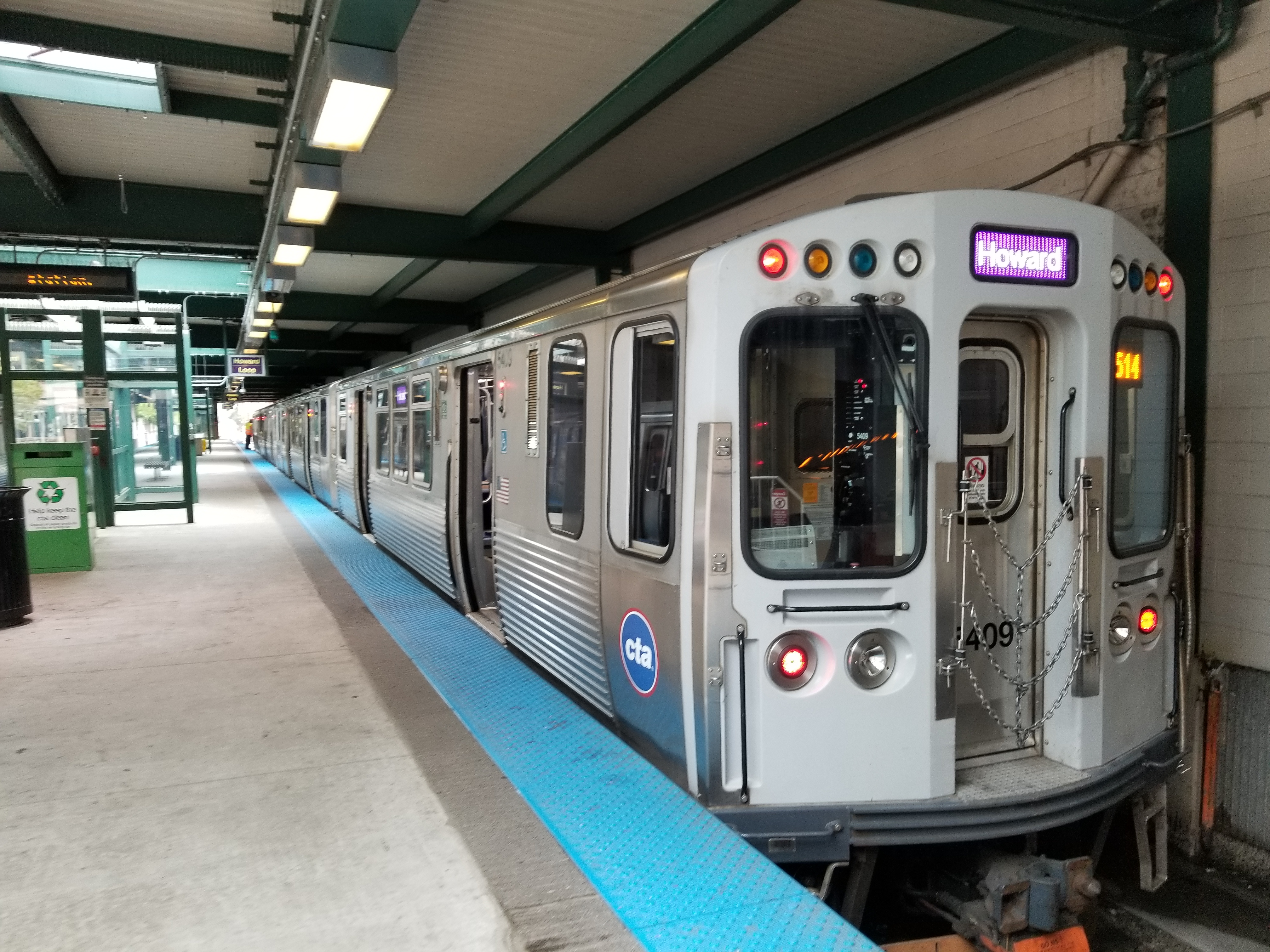
Série 5000 sur la ligne mauve.

En 2006, une vaste commande d'environ cinq cents rames a été attribuée à Bombardier pour élargir le parc mais surtout pour remplacer les anciennes séries 2200 et 2400 par des 5000. Les premières rames de la nouvelle génération Bombardier sillonnent le réseau depuis avril 2010 sur la ligne rouge. Ces nouvelles voitures qui comprennent une grande variété de nouvelles fonctionnalités et technologies ont été assemblées dans l'atelier de Plattsburgh, dans l'État de New York.
Les nouvelles voitures sont équipées de caméras de sécurité qui permettent d'enregistrer toute l'activité à l'intérieur du train afin de contribuer à dissuader les criminels. Les nouvelles rames contiennent également un journal de bord, forme de « boîte noire » afin de faciliter leur entretien aussi bien mécanique qu'électrique ou électronique. La destination apparaît sur des écrans en tête de queue des rames qui mentionnent également le prochain arrêt et le côté d'embarquement à celui-ci.
Leur capacité en places debout est également supérieure aux séries 3200 tout en maintenant le même nombre de sièges et en améliorant l'accès pour les personnes à mobilité réduite grâce à un système de suspension active qui aide à mieux aligner le plancher intérieur de la voiture à la hauteur du quai de gare dans une variété de conditions.
Les nouvelles voitures sont moins voraces en électricité que leurs consœurs grâce à l'utilisation du courant alternatif pour leur propulsion et leur niveau sonore est également moindre conformément aux souhaits des habitants proches des tronçons aériens.

#### Série7000

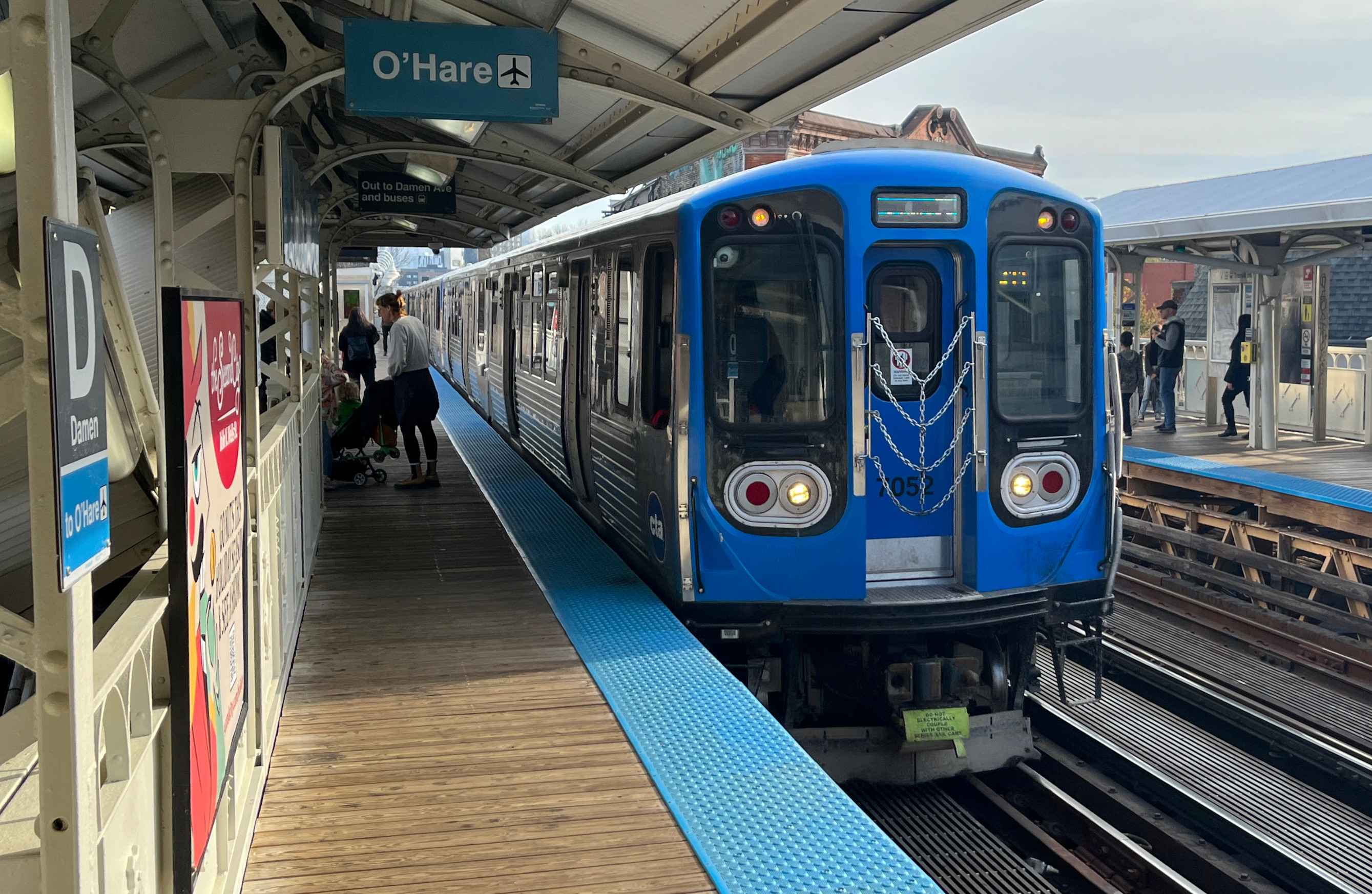
Série 7000 sur la ligne bleue.

Les voitures de la série 7000 ont été fabriquées par la société chinoise CRRC Corporation Limited. La première rame a été livrée en octobre 2019, les premiers test eurent lieu l'année suivant puis le premier train accueilli ses passagers le 21 avril 2021.
Ces rames toujours en cours de production circulent actuellement que sur la ligne bleue mais devraient être déployées progressivement sur les autres lignes par la suite La série 7000 a pour objectif de remplacer à terme une partie des séries 2600 et 3200 permettant de fortement rajeunir l'âge moyen du matériel roulant sur le réseau.

## Accidents
Le premier incident sur le ‘L’ eu lieu le 23 décembre 1895 lorsque le conducteur de la Metropolitan West Side Elevated s'est endormi au volant et laissa sa rame continuer au-delà du terminus aérien de 48th Avenue pour s'écraser sur le sol.
De 2008 à 2021, il y a eu au total 27 déraillements. La plupart étaient mineurs, mais certains ont entraîné des blessures graves pour les passagers. Le 7 juin 2021, un train de la ligne rouge a déraillé sur le tronçon de la Howard Branch près de la station Bryn Mawr. 24 passagers étaient à bord et aucun blessé n'a été déploré. Globalement le métro de Chicago, centenaire, est un réseau fiable ; trois dates sont néanmoins à retenir comme les plus sombres de son histoire, la plus célèbre étant le déraillement d'une rame le 4 février 1977 sur le Loop.

### Déraillement de 1977 sur leLoop
Le 4 février 1977, onze personnes trouvèrent la mort et cent quatre-vingts passagers furent blessés à des degrés divers. À cette date, plusieurs déviations des rames avaient dû être mises en place à cause de l'impossibilité de faire rouler les rames dans leur sens de circulation habituel dans le loop.
Vu les retards et la saturation de la voie, les trains furent stoppés aux stations et également entre celles-ci. Ignorant le feu et les instructions de sécurité, une rame redémarra de la station State/Lake et percuta à 17h27 la rame en attente vers la station Randolph/Wabash. Malgré la faible vitesse de 22 km/h, le conducteur de la rame de derrière ne relâcha pas la pédale d'accélérateur et le train percuté se trouvant dans le virage fut soulevé, terminant sa course 7 mètres plus bas sur le trottoir.
Certaines circonstances de l'accident restent inexpliquées. Le chauffeur de la rame fautive, Stephan Martin, fut incriminé pour non-respect de plusieurs règles de sécurité. Chauffeur pour la Chicago Transit Authority depuis 1969, il était déjà connu pour sa légèreté face aux règles de sécurité et son habitude de parler aux voyageurs en conduisant.
Les rames furent rapidement déblayées et le service reprit le 5 février 1977 à 6h30.

### Collisions

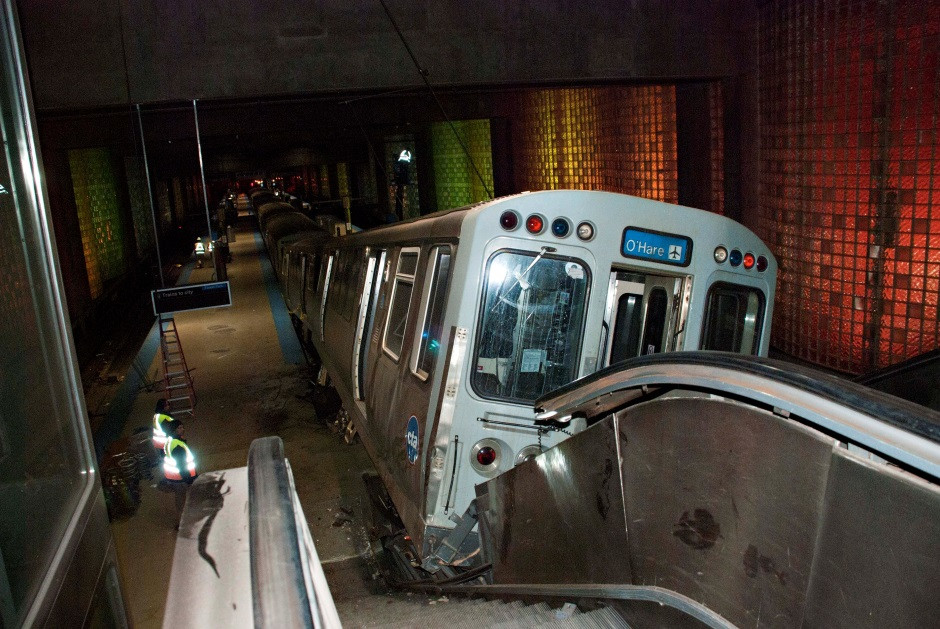
En 2014, une rame de la ligne bleue avec 34 personnes à son bord s'écrase en bout de quai à O'Hare, la tête de l'appareil encastrée dans l'escalier mécanique de la station.

Le 24 mars 2014 à 2 h 50 du matin, un incident s'est produit à la station O'Hare lorsqu'une rame de la ligne bleue a franchi un pare-chocs de sécurité en bout de quai avant de s'écraser sur un escalator. Tandis qu'un porte-parole de la CTA avait d'abord déclaré qu'il était probable que la rame soit entrée en station à une vitesse trop élevée, des estimations ultérieures ont indiqué que la rame était entrée en station à une vitesse de 40 à 42 km/h, ce qui n'était pas une vitesse excessive. Au moins 50 pompiers et ambulanciers ont répondu à l'accident. Selon la CTA, trente-quatre personnes ont été blessées, certaines ont été soignées sur place, d'autres ont été transportées dans différents hôpitaux de Chicago. Le conseil national de la sécurité des transports (National Transportation Safety Board ; NTSB) a ouvert une enquête sur l'accident. Les enquêteurs se sont concentrés sur la théorie selon laquelle la conductrice, Brittney Tysheka Haywood, âgée de 25 ans, s'est endormie aux commandes. Elle déclara qu'elle avait récemment effectué « beaucoup d'heures supplémentaires ». L'accident a impliqué quatre rames de deux voitures de la série 2600. La station a été fermée le temps de dégager les rames de la plateforme et de l'escalator.
Le 24 septembre 2019, une rame de la ligne brune est entrée en collision avec une rame de la ligne mauve près de la station Sedgwick sur le tronçon de la North Side Main Line pendant l'heure de pointe du matin. Quatorze blessés ont été signalés et la cause de l'accident a fait l'objet d'une enquête. Selon le Chicago Fire Department (service des incendies et des urgences de Chicago), l'état des blessés s'est avéré stable par la suite. Il n'y a pas eu de déraillement. La CTA a déclaré que le service avait repris environ une heure après l'incident.
Le 3 octobre 2019, un train assurant le service de la ligne rose sur le tronçon de la Cermak Branch a heurté une voiture qui avait franchi et contourné les barrières du passage à niveau de la 47e avenue près de Cermak Road. Six blessés ont été signalés.

### L'inondation de 1992 duState Street Subway
13 avril 1992, lors de travaux de rénovation du pont de Kinzie Street, de nouveaux pylônes sont posés dans la rivière Chicago. Durant ces travaux, le State Street Subway  situé sous la rivière s'est fendu laissant ainsi plus de 250 millions de litres d'eau se déverser dans le métro de Chicago et dans les sous-sols des bâtiments voisins.
La circulation du métro fut immédiatement interrompue et afin de permettre les réparations nécessaires, plusieurs écluses de la rivière Chicago furent fermées. Les travaux terminés, il fallut encore 3 jours pour assurer le nettoyage et la remise en service des voies dans le métro.
Finalement, la ville a assumé la responsabilité de l'entretien des tunnels, et des trappes étanches ont été installées.
Le ‘L’ reprit son service le 28 avril 1992 soit 18 jours après l'inondation.

### L'incendie de 2006 dans leMilwaukee-Dearborn Subway
Le 11 juillet 2006, le déraillement d'une rame a provoqué un incendie dans le Milwaukee-Dearborn Subway. 150 personnes furent blessées à des degrés divers mais aucun décès ne fut constaté. L'incident relativement mineur entraina néanmoins la fermeture complète du réseau du ‘L’ à la suite des attentats de Bombay perpétrés plus tôt le même jour.

## Dans la culture populaire

### Télévision et cinéma

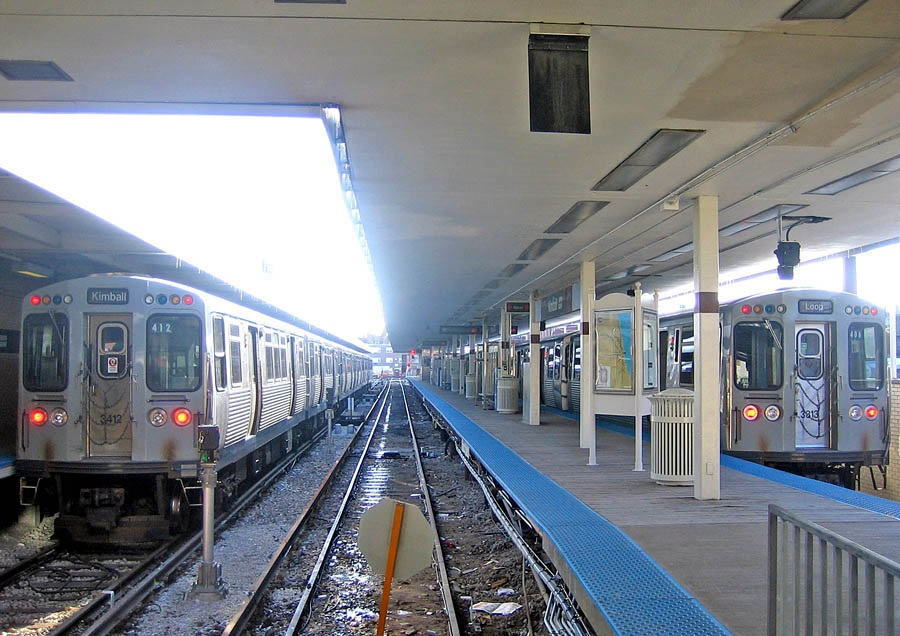
La station Kimball, sur la ligne brune, servit de cadre pour une scène du film Le Fugitif (1993).

Assez paradoxalement, le Loop et le ‘L’ en général fascine les Chicagoans (moins que le lac Michigan, premier symbole de la ville) et même s'il assombrit le centre-ville par un temps ensoleillé, il offre une vue imprenable sur le panorama urbain de Chicago, ses monuments historiques et ses gratte-ciel.
Il est donc normal qu'il n'échappe pas à l'imaginaire des producteurs et réalisateurs. Aucun réseau de métropolitain au monde ne peut se targuer d'autant d'apparitions dans des films, séries télévisées ou clips vidéos.
C'est ainsi que, même pour des films se déroulant dans d'autres villes, le ‘L’ prête même parfois son image à d'autres réseaux. Le ‘L’ apparaît entre autres dans les Blues Brothers avec Dan Aykroyd et John Belushi, dans Spider-Man 2 (alors que la scène est supposée se dérouler à New York), dans plusieurs scènes du film Le Fugitif (où Harrison Ford alias Richard Kimball, s'enfuit dans une rame de la ligne brune à la station Kimball et dans la scène de la bagarre entre Kimball et l'assassin de sa femme, alias « le manchot », interprété par Andreas Katsulas, dans la station fictive de Balboa sur l'Union Loop), dans Deux Flics à Chicago avec Billy Crystal et Gregory Hines (dans une scène, une voiture est placée en travers des voies de la station LaSalle/Van Buren puis et fauchée par une rame), dans Un ticket pour deux avec Steve Martin et John Candy, dans Code Mercury avec Bruce Willis, dans L'Amour à tout prix (où Sandra Bullock incarne une employée de la CTA), dans Ocean's Eleven (la scène où George Clooney alias Daniel Ocean, observe Matt Damon alias Linus Caldwell en train de voler un portefeuille dans la veste d'un homme), dans Matrix avec Keanu Reeves, dans Les Visiteurs en Amérique (où Jean Reno et Christina Applegate montent à bord d'une rame à cheval !), dans Payback avec Mel Gibson, dans Mon beau-père et moi avec Ben Stiller (dans la scène d'intronisation du film on aperçoit une rame en mouvement sur le Loop), dans The Dark Knight : Le Chevalier noir avec Christian Bale et Heath Ledger (Chicago prêtant ses traits à Gotham City), dans Mon beau-père et nous (Robert De Niro alias Jack Byrnes espionne Ben Stiller alias Gaylord Furniker dans une rame de métro), dans Colombiana avec Zoe Saldana mais aussi dans L'Œil du mal avec Shia LaBeouf et dans bien d'autres encore.
Le Loop fut également le lieu de tournage de nombreuses scènes de la série hospitalière Urgences, et apparait régulièrement dans les séries Mike & Molly, La Vie de famille, The Good Wife et The Chicago Code.

### Le ‘L’ et leCook County Hospital
Le métro de Chicago apparaît régulièrement dans la série Urgences plaçant ainsi l'hôpital sur la carte du ‘L’ à proximité directe de la station Chicago sur les lignes brune et mauve dans les premières saisons. À partir de la saison 6 de la série, l'hôpital se situerait en plein Loop à côté de la station Harold Washington Library-State/Van Buren.
Dans le film Le Fugitif (1993) qui a pour cadre le même hôpital, celui-ci se situerait également à proximité de la station Chicago sur les lignes brune et mauve mais en réalité, l'hôpital se trouve à un demi-kilomètre de la station Polk sur la ligne rose.

## LeSanta Express

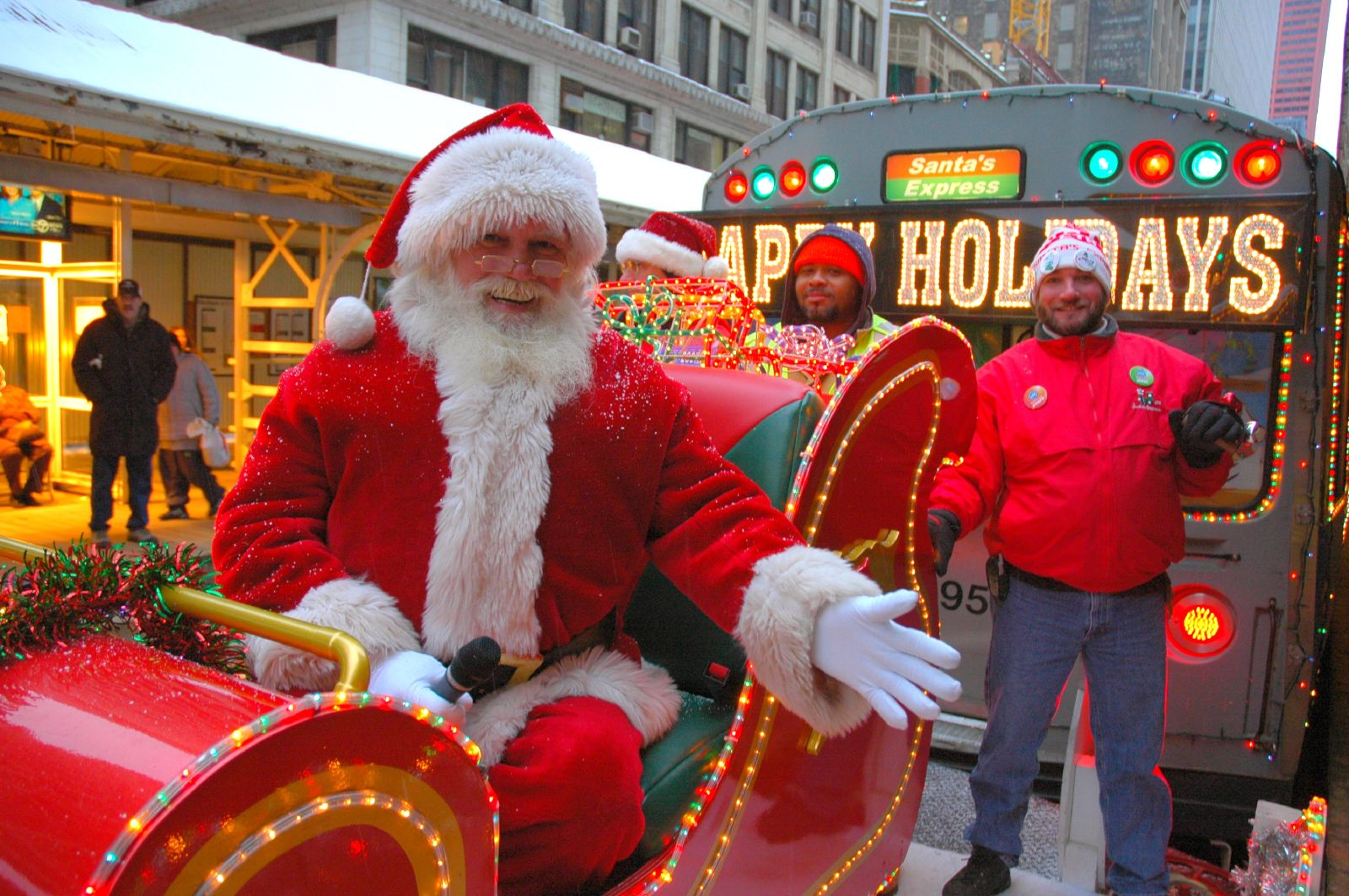
Le Santa Express est présent tous les ans sur le réseau avant le début des fêtes de fin d'année.

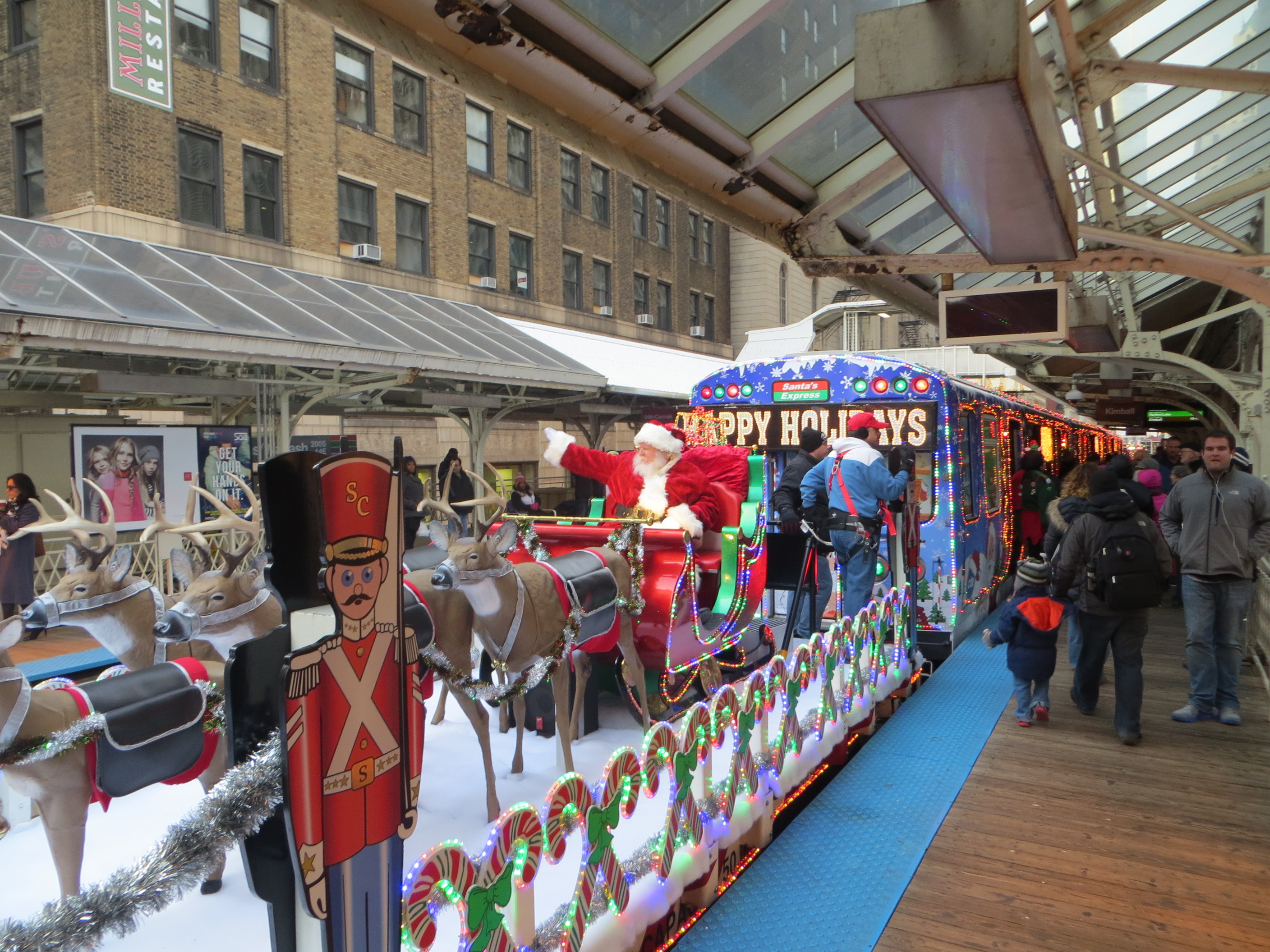
Le Santa Express en station.

Folklore du métro de Chicago depuis 1992, le Santa Express est une rame de métro de six voitures qui circule de mi-novembre à fin décembre et qui est entièrement décorée et accompagnée d'un père Noël et de ses lutins sur une motrice de chantier à sa tête. Des milliers de lumières multicolores scintillantes et de guirlandes illuminent les voitures de la rame aussi bien à l'intérieur de la rame. Les mains courantes sont même enveloppées pour ressembler à des cannes en sucre d'orge.
Il fonctionne normalement pendant le service régulier en semaine et de 13h à 21h le week-end et ce, sans surcoût en comparaison avec une rame non décorée. Il rentre en service chaque année sur le Loop le même jour que la cérémonie d'éclairage du sapin de noël sur Daley Plaza face à l'hôtel de ville de Chicago. Durant cette période, les horaires sont annoncés à l'avance par des brochures ou sur le site internet de la Chicago Transit Authority et ses passages sont répartis de manière égale sur l'ensemble des lignes du ‘L’.
Le Santa Express est également utilisé par les groupes communautaires de la ville afin d'organiser des collectes de dons et de nourriture qui sont remis lors du passage du convoi dans des quartiers défavorisés de la ville.

## Le ‘L’ et le tourisme
À Chicago, le métro est une attraction en lui-même, indissociable de la ville. Il constitue l'un des symboles de Chicago et c'est en particulier sa partie surélevée, surnommée « Elevated Train », qui fascine les touristes du monde entier. Depuis 1892, la ville bat au rythme du son cadencé et caractéristique des wagons aériens brinqueballant et crissant qui continuent à transporter chaque année plus d'un million de passagers. Plusieurs stations accueillent des sculptures, peintures et autres installations contemporaines dans la plus pure tradition « Public Art » qui a fait la réputation de Chicago.
Le ‘L’ possède, à l'instar de nombreux bâtiments célèbres, lieux et quartiers historiques de Chicago qu'il dessert, de très nombreux produits dérivés. Ils sont présents dans les boutiques de souvenirs en ville ou dans les aéroports mais également au siège de la Chicago Transit Authority à la station Clark/Lake (à l'adresse 124 West Lake Street, Chicago, IL 60601) où se trouve une boutique officielle qui est également accessible en ligne. Des tee-shirts, des rames miniatures, tasses, parapluies, peluches, trains en bois, aimants, autocollants ou encore des plaques du métro y sont vendus floqués avec le plan du réseau, une ligne ou une station spécifique.

## L'art dans le ‘L’

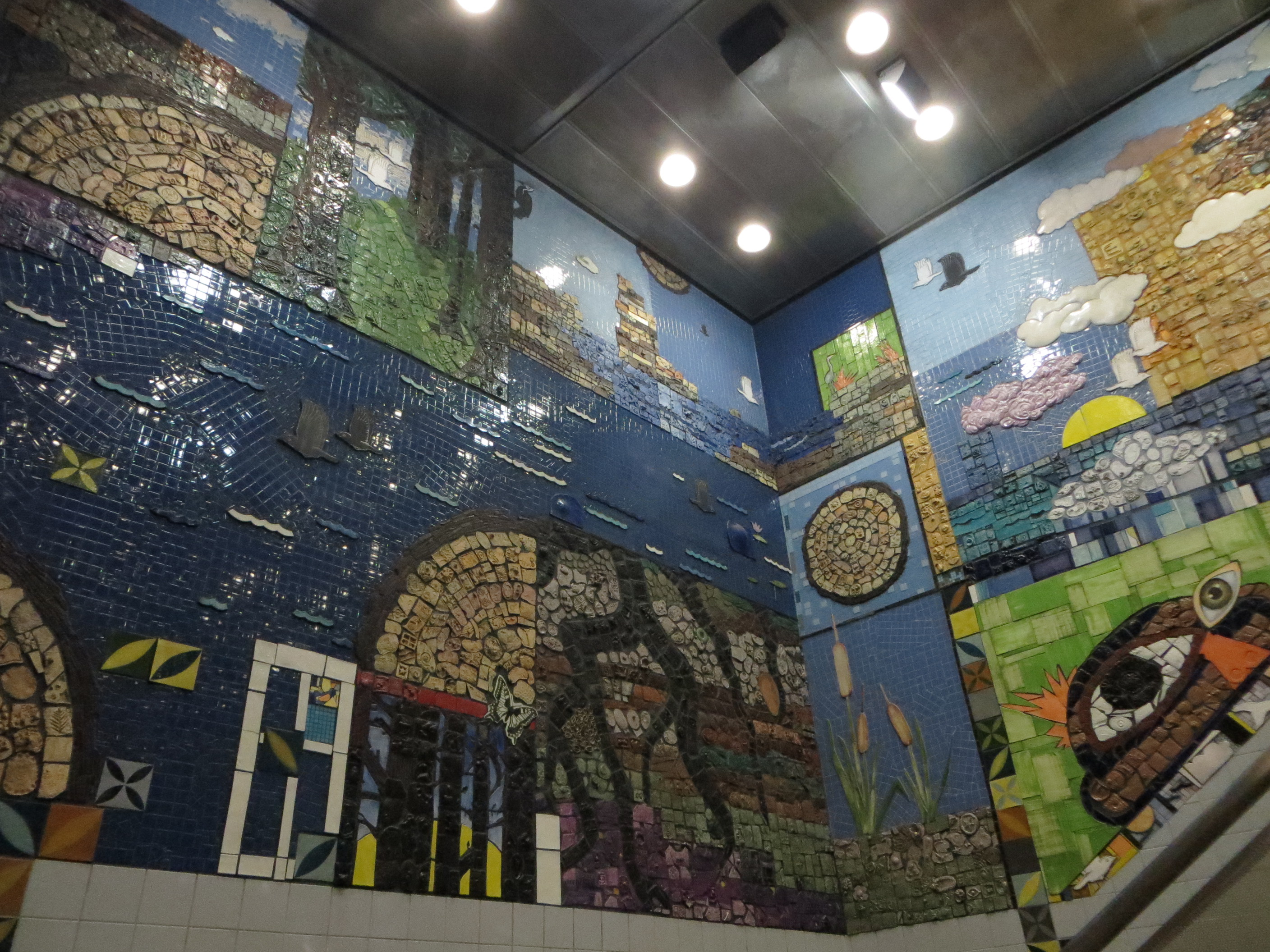
Mosaïque dans la station Roosevelt.

La première installation d'une œuvre d'art dans le ‘L’ remonte à 1974 lorsque la sculpture en métal orange Space Junction of Energy de Jerald Jacquard fut posée dans le hall d'entrée de la station Kimball.
Face à la demande croissante des passagers d'accorder une plus grande importance à l'aspect des stations et à leur propreté, la Chicago Transit Authority a créé en 1997 le programme Adopt-A-Station afin de centraliser toutes les demandes et surtout de permettre l'intégration de l'art dans les stations. Le concept donne aux entreprises et aux groupes communautaires la possibilité de travailler en partenariat avec la CTA pour les projets d'embellissement des stations par l'installation d'œuvres artistiques ou historiques (sculptures, peintures, mosaïques) afin de créer une atmosphère plus accueillante et attrayante sur le réseau.
En 2007, la Chicago Transit Authority a révisé et élargi le programme mettant l'accent sur un engagement actif et permanent au nettoyage et à l'embellissement des stations grâce aux bénévoles des groupes communautaires qui travaillent sur quatre axes : la peinture et la signalétique des stations, l'aménagement des abords (paysagers et plantations), l'installation d'une œuvre d'art (choisi par un jury du groupe communautaire concerné en accord avec la CTA) et la pose d'objets historiques qui reflètent le passé et les talents locaux (comme le morceau du mur de Berlin à la station Western, sur la ligne brune, dans le quartier allemand de Lincoln Square de la ville par exemple).
À l'instar des réseaux métropolitains de Lisbonne, Washington, Montréal ou encore Moscou, il est possible de trouver des répliques des entrées de stations de métro parisien à Chicago. En effet, des copies des très célèbres entrées de métro Guimard de style Art nouveau conçues par l’architecte Hector Guimard (1867-1942) à Paris se trouvent dans différents pays du monde. Ces entrées sont dotées d'un portique en fonte sculptée, dont les hauts candélabres encadrent une enseigne marquée « Métropolitain ».
En outre, les partenaires peuvent s'engager dans d'autres activités, comme le maintien des fleurs ou de petits arbres, ou l'ajout d'éléments décoratifs (comme l'installation des Chiens Foo à la station Cermak-Chinatown).

## Le ‘L’ et le sport

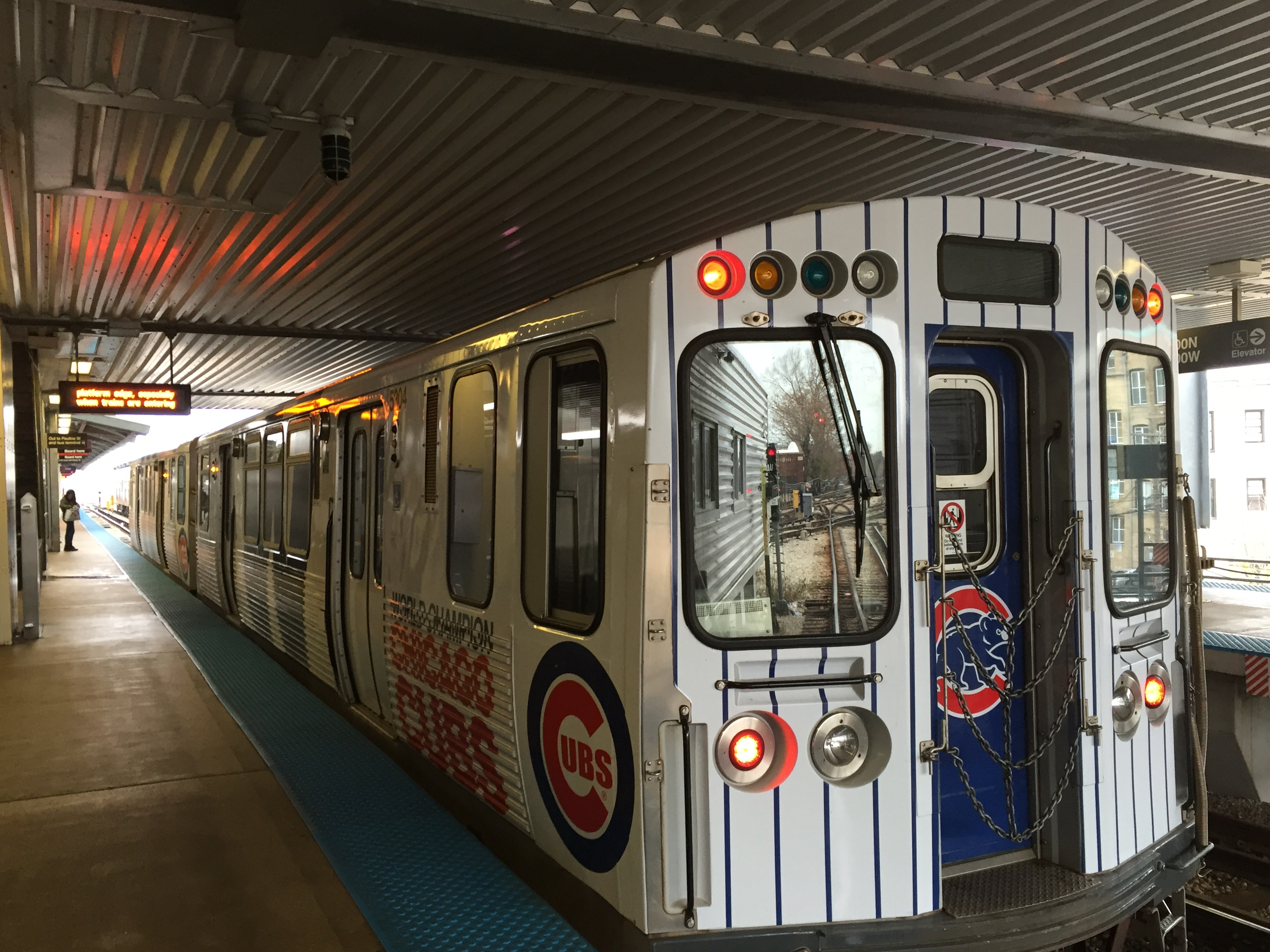
Une rame aux couleurs des Cubs de Chicago juste après leur victoire au championnat des World Series 2016.

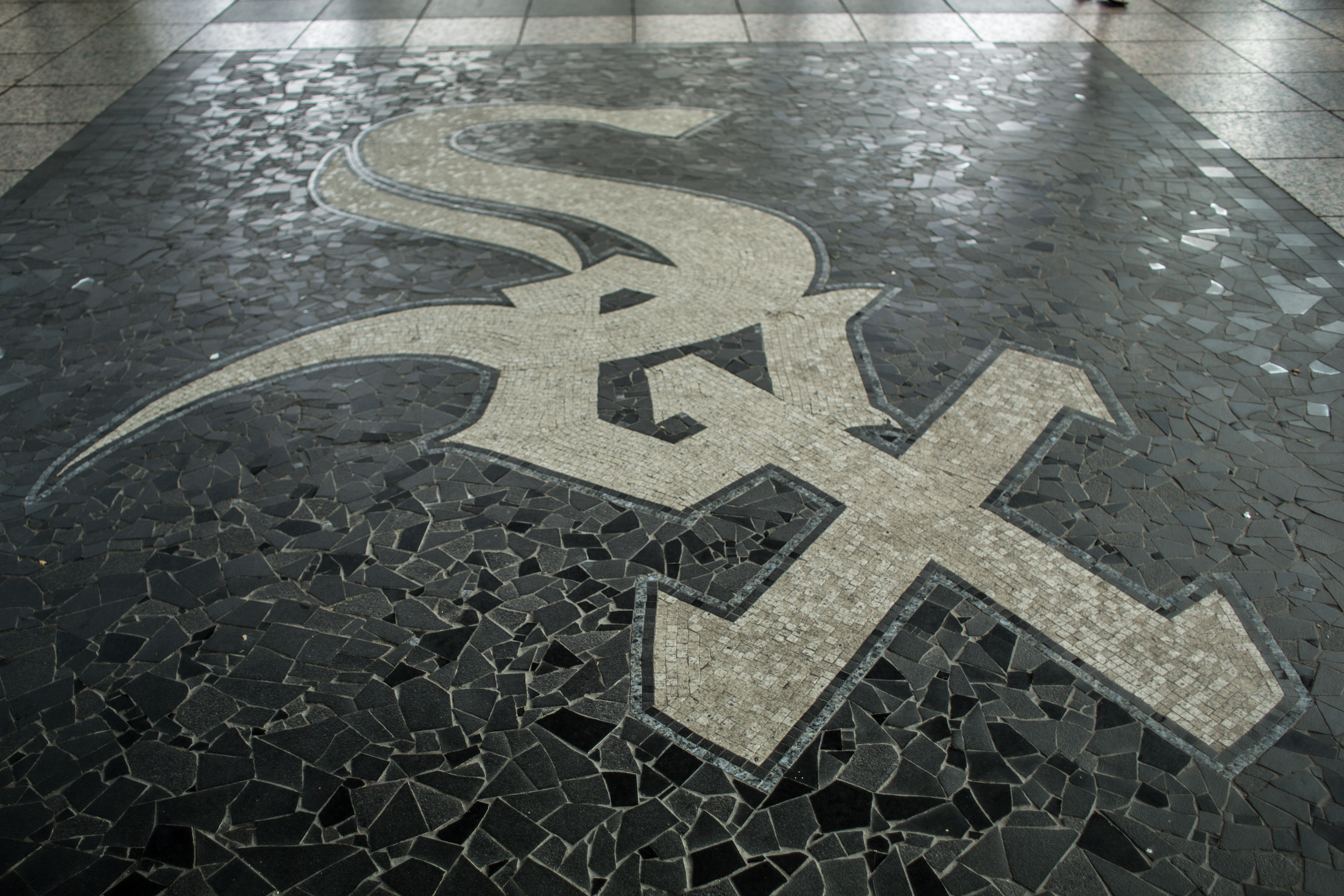
Le logo des White Sox de Chicago représenté sous forme de carrelage mosaïque à la station Sox–35th.

Tous les stades majeurs des équipes sportives de Chicago se situent à proximité d'une station du ‘L’ et lors des jours de matchs, la Chicago Transit Authority assure un service de type heure de pointe afin de s'assurer de la mobilité dans les quartiers alentour.
Le United Center, arène des Bulls de Chicago et des Blackhawks de Chicago (située dans le secteur de Near West Side), est desservie par les lignes rose et verte à la station Ashland ainsi que par la ligne bleue à la station Illinois Medical District.
Le Soldier Field où jouent les Bears de Chicago se trouve au sud du secteur financier du Loop à proximité de la station Roosevelt (dans le secteur de Near South Side) où s'arrêtent les lignes rouge, verte et orange.
Le Wrigley Field, antre des Cubs de Chicago, est adossé à la station Addison où circule la ligne rouge (secteur de Lakeview). Les soirs de match, la ligne mauve roule sous son service express (connu sous le nom de Purple line Express) et marque exceptionnellement un arrêt à Sheridan distante de sept cents mètres au nord.
Le Guaranteed Rate Field (anciennement U.S. Cellular Field), où sont joués les matchs de l'équipe des White Sox de Chicago, est accessible par la ligne rouge à la station Sox-35th (dans le secteur d'Armour Square) et par la ligne verte à la station 35th-Bronzeville-IIT (dans le quartier historique de Bronzeville).
Lors de chaque derby d'avant-saison entre les Cubs de Chicago et les White Sox de Chicago, la CTA édite des titres de transport spéciaux pour l'événement qui est d'ailleurs surnommé Red Line Series (ou Crosstown Classic ou Windy City Series) en référence à la ligne rouge qui relie les deux stades. La rivalité entre les deux clubs est également mise en peinture à la station Addison qui est décorée d'anciennes affiches parues pour ces matchs et regroupées par l'artiste Steve Musgrave. En 2016, à la suite de la victoire des Cubs lors de la Série mondiale 2016 (World Series 2016), plusieurs rames du 'L' ont porté les couleurs de l'équipe.
Aujourd'hui, seul le Toyota Park où se produisent les Fire de Chicago n'est pas accessible via le ‘L’. Les soirs de match, le bus 387 Toyota Park Express du réseau de bus Pace permet d'y accéder depuis la station Midway.